# Winschoten

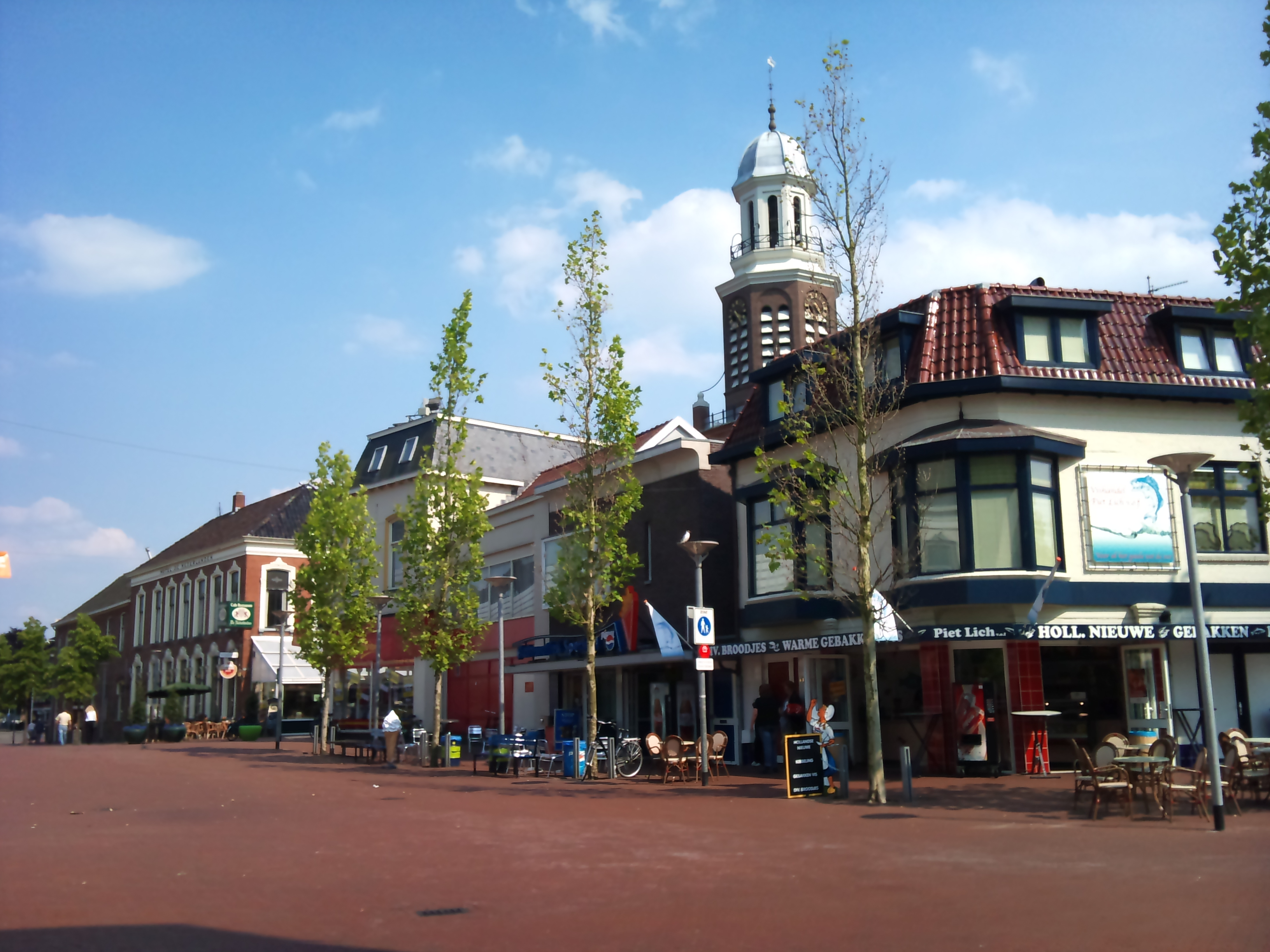
Burgemeester Schönfeldplein

Winschoten (uitspraakⓘ; Gronings: Winschoten of Winschoot) is een stad en voormalige gemeente in de gemeente Oldambt in de provincie Groningen in Nederland.

## Positie in de provincie
Als hoofdplaats van de gemeente Oldambt vervult Winschoten een centrumfunctie in deze gemeente, maar ook voor de rest van Oost-Groningen. Winschoten is na de stad Groningen de tweede koopstad van de provincie met een winkeloppervlakte van circa 77.000 m². Vanwege de nabijheid van de Duitse grens, heeft de stad ook een sterke aantrekkingskracht op consumenten in de grensregio Emsland en Ostfriesland. In 2023 had Winschoten 17.985 inwoners, waarmee het de vijfde plaats van Groningen is. Op 1 januari 2024 had de stad 18.750 inwoners, een groei ten opzichte van een jaar eerder.
Winschoten werd sinds de 16e eeuw beschouwd als vlek, dat is een grotere marktplaats zonder stadsrechten. De plaats kreeg in 1819 (net als Delfzijl) alsnog stedelijke rechten en mocht zich vanaf dat moment stad noemen. Dit werd in 1825 vastgelegd in een stedelijk reglement. Stadsrechten hadden toen echter nog slechts een symbolische betekenis. 
In de 16e en 17e eeuw was Winschoten tevens een militaire vestingplaats. De vesting Winschoten was deel van de reeks vestingen en schansen in het Groninger grensgebied met Duitsland. De vestingwerken werden in de 18e eeuw ontmanteld. De stadsvlag herinnert nog aan de vesting.

## Algemeen

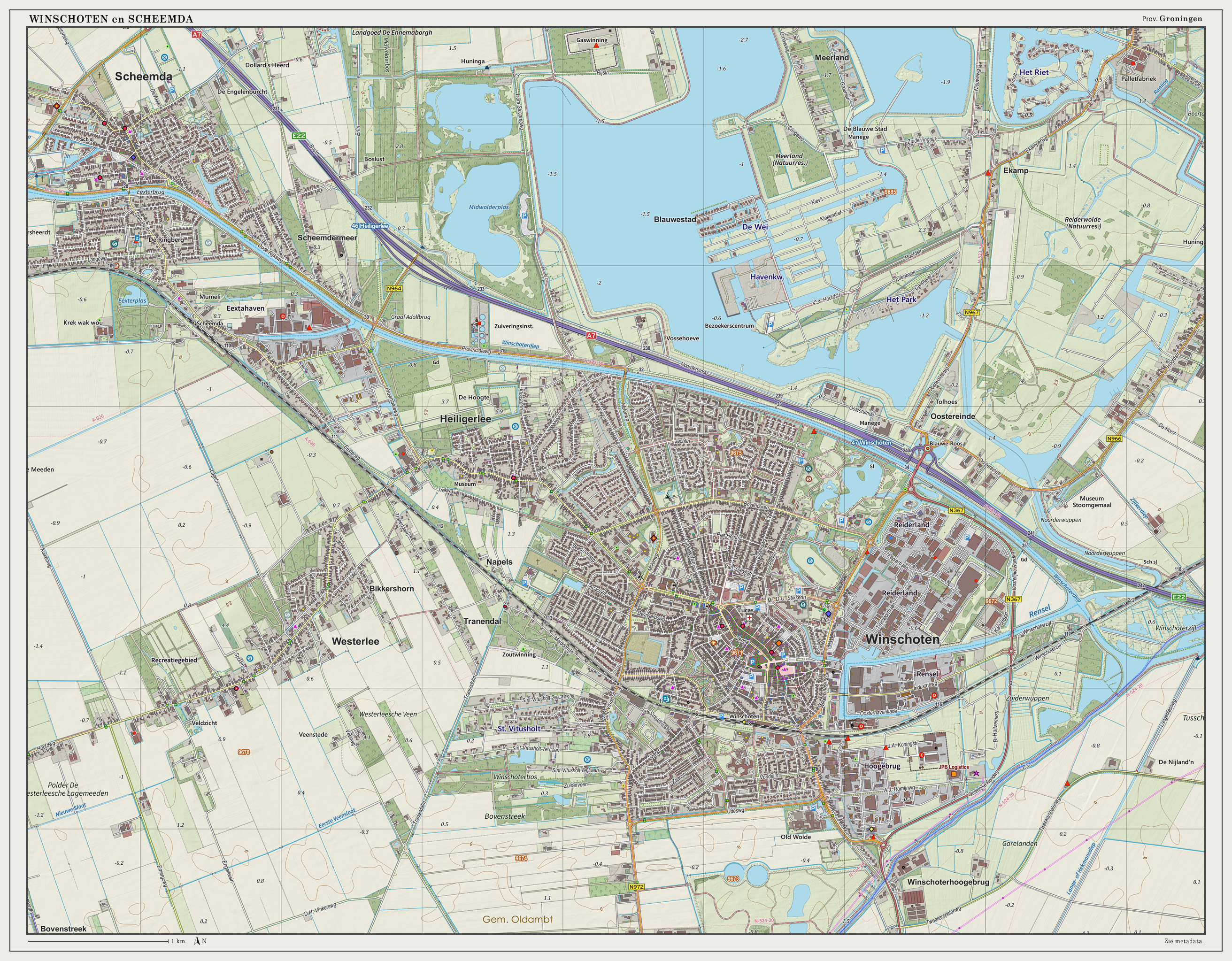
Topografische kaart van Winschoten (woonplaats), juni 2014

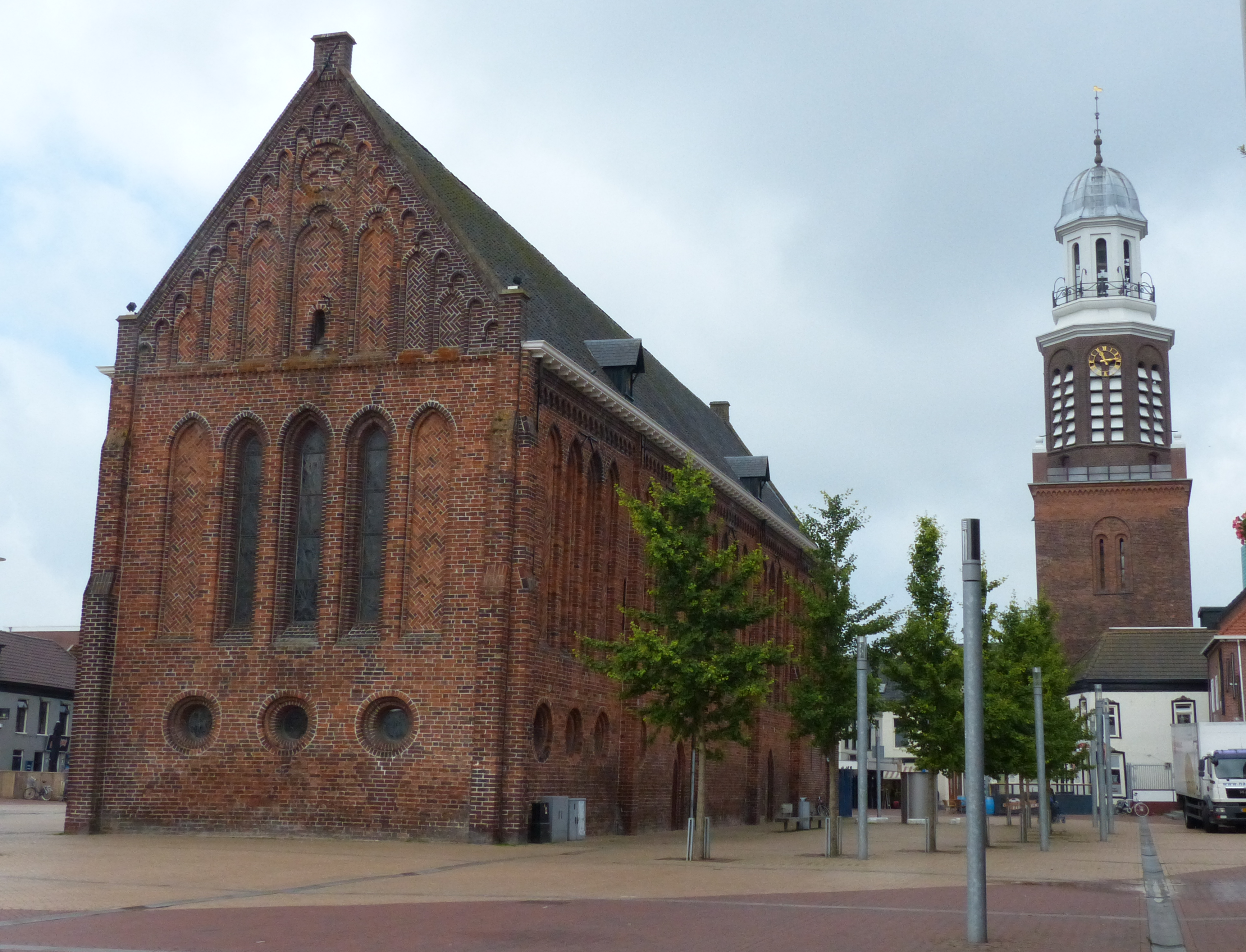
Marktpleinkerk en toren 'Ol witte'

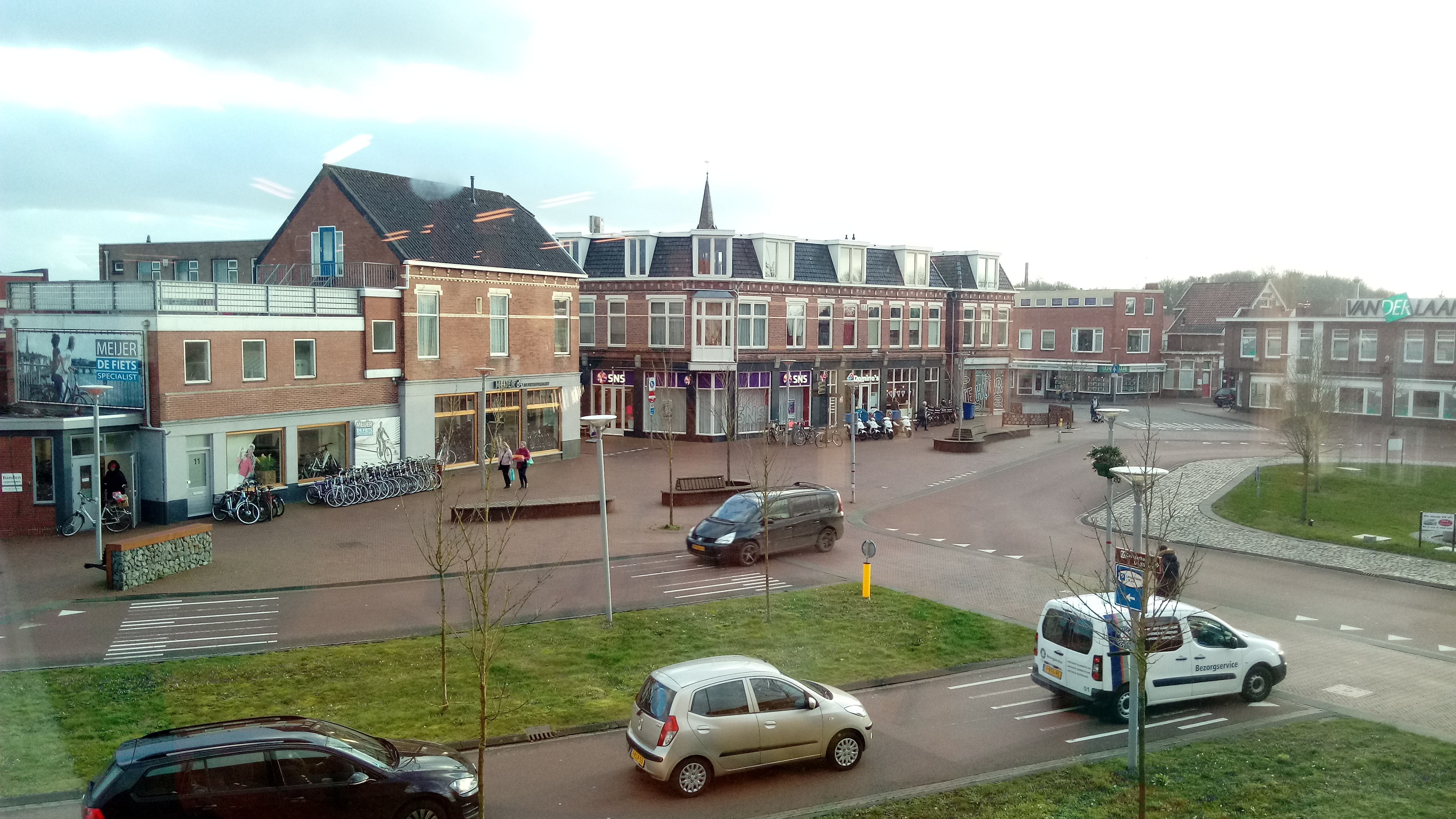
Het Oldambtplein, verkeersplein in de binnenstad van Winschoten

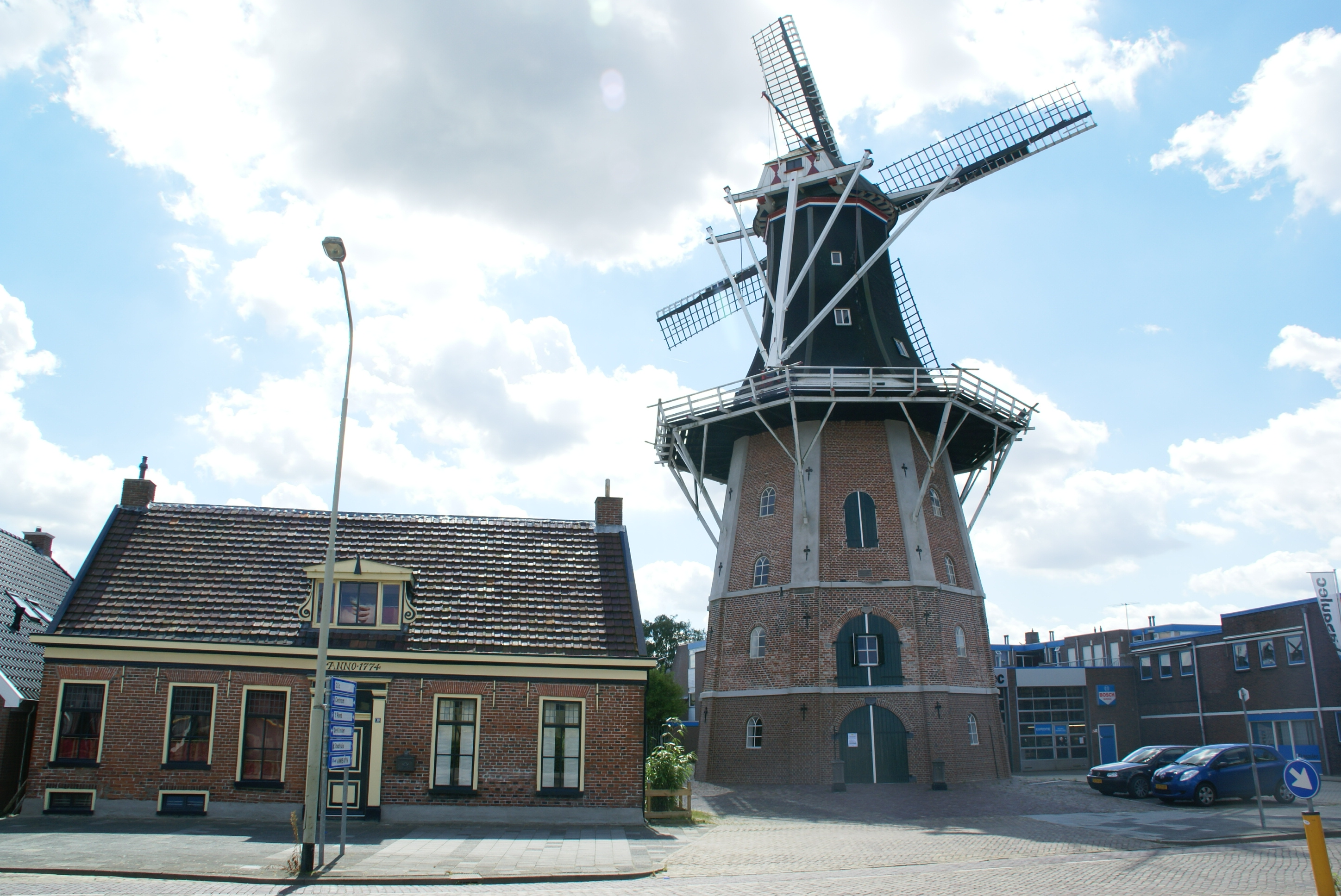
De korenmolen Edens. De oudste nog bestaande molen van de provincie Groningen en sinds 2006 ook de hoogste: Door de bouw van een appartementencomplex zou de 'molenbeschermingszone' (vrije windzone) in het geding komen, waarop het bouwwerk 3 meter werd verhoogd.

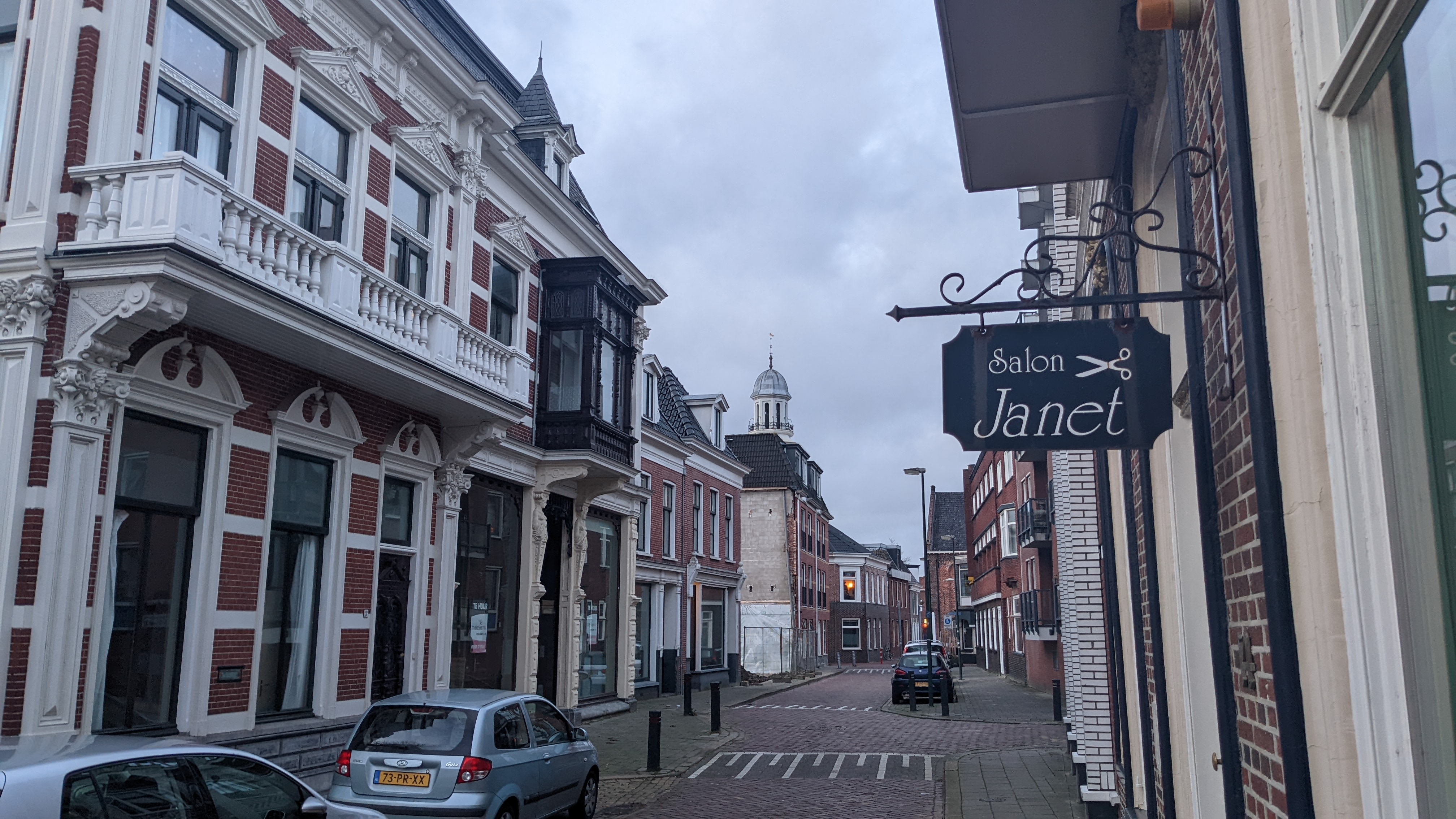
Binnenstad Winschoten, Blijhamsterstraat

Winschoten had in het verleden vele molens in haar stad (op enig moment zelfs meer dan zes, waarvan nog drie steeds bestaan), wat Winschoten sinds de jaren vijftig de bijnaam van Molenstad heeft opgeleverd, maar wordt ook wel Sodom genoemd. Inwoners worden daarom ook wel Sodommers genoemd, maar ook wel gekscherend Tellerlikkers. De bijnaam Sodom is in de 19e eeuw ontstaan binnen de Joodse gemeenschap van Winschoten. Een rabbijn was op sabbat ontstemd door het geringe aantal mannelijke aanwezigen tijdens zijn dienst in de synagoge aan de Langestraat. Die dag stond het verhaal van Abraham en Sodom en Gomorra op het leesrooster. Sodom was de stad waar Abraham nog geen tien rechtvaardigen kon vinden om het te redden van de ondergang. De rabbijn vergeleek met een briljante woordgrap vanuit het Hebreeuws Winschoten met Sodom. (‘’Winschoten, dat betekent Winsjgotem’’, oftewel ‘Winschoten betekent: ‘de mannen waren zondaren’’) Het verhaal is ongetwijfeld binnen de joodse gemeenschap, maar ook daarbuiten uitgebreid doorverteld. Door de vele Joden was een andere bijnaam ook Lutje Mokum (Klein Amsterdam). Verder is de stad ook wel bekend als de Rozenstad vanwege de vele Rozenkwekers rondom de stad en het Rosarium in het Stadspark ten noorden van de binnenstad. In de stadsmarketing wordt Winschoten gepromoot als de "Roos in de Regio".

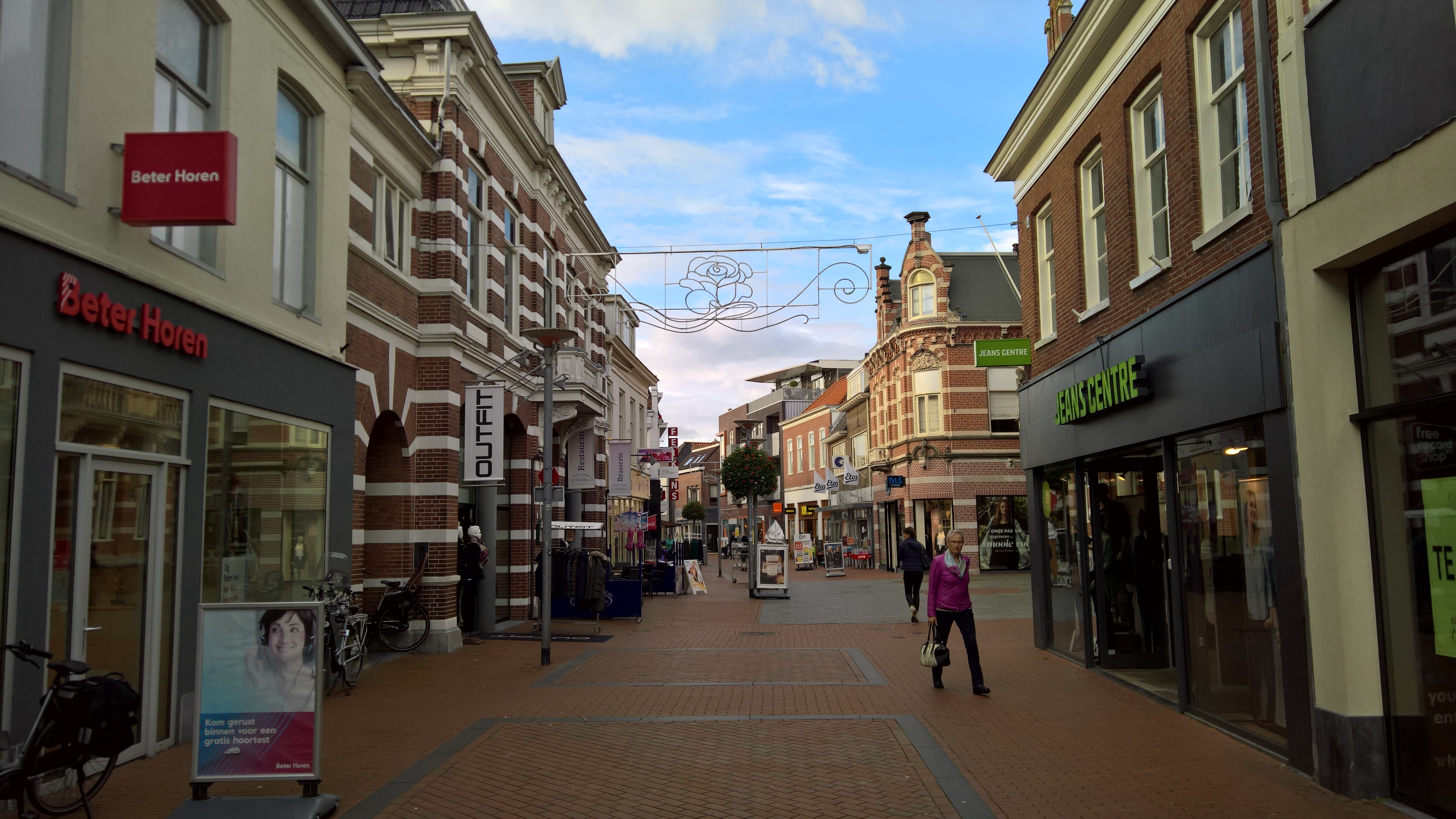
Winkelpromenade: Langestraat

Het belangrijkste beeldmerk van de stad is de toren van de Marktpleinkerk (d'Olle Witte) aan de Torenstraat met een hoogte van 41 meter.
Tot Winschoten worden de buurtschappen Oostereinde. Winschoterzijl en Zuiderveen gerekend. Winschoterzijl is inmiddels geheel verdwenen. De voormalige buurtschappen Bovenburen en Sint-Vitusholt zijn volledig met aangrenzende nieuwbouwwijken vergroeid. Daarentegen geldt Heiligerlee (circa 1.500 inwoners) nog als een zelfstandig dorp, hoewel het volledig met Winschoten vergroeid is.
Even ten noorden van Winschoten ligt het project Blauwestad. Dit grootschalige landschapsproject bestaat uit nieuwe natuurgebieden rond Oldambtmeer (800 ha) en de nieuwbouwwijk Blauwestad, die de status van een zelfstandig dorp heeft gekregen. In 2023 waren er ruim 600 woningen voltooid en woonden er in het gebied 1100 mensen.

## Geschiedenis

### Naam
Voor de naam Winschoten bestaan meerdere verklaringen.
Volgens de kroniek van Mariëngaarde werd in 1231 het klooster van Heiligerlee gesticht in het dorp Asterle, dat was gelegen tussen Westerlee en Winsewida. Met de laatste naam werd kennelijk Winschoten of Sint-Vitusholt bedoeld, waardoor deze plaats samen met Onstwedde, Vlagtwedde, Ulsda (Olswyda, 1447) en Bunde (Bunwyda, 1427) tot de oudste plaatsen in de omgeving kan worden gerekend. Al deze plaatsen hebben namelijk de uitgang of wortel widu ('bos, hout') in hun naam. Dit in tegenstelling tot de jongere dorpen met de uitgang -wolde die ontstaan zijn tijdens de veenontginning. De naamkundige Wobbe de Vries veronderstelt echter dat het bij Winsewida om Kloosterholt zou kunnen gaan.
De huidige naam Windtschote(n) wordt voor het eerst gebruikt in 1391, in latere teksten staat Wynschote(n), Wynschotten, Wynschoeten of Winschote(n). Het achtervoegsel -schote, Oudfries -skat, dat 'zandopduiking, hoger liggend land' betekent, is typerend voor hoog gelegen nederzettingen in het veengebied.
Het voorvoegsel Win(s)e- in de plaatsnaam is waarschijnlijk afgeleid van een Germaanse wortel *winithi- in de betekenis van 'weiland, hooiland'. Deze wortel komt ook voor in de plaatsnaam Wynedaham (verdronken in de Dollard). De namen Winschoten en Winsewida betekenen dan: 'de zandopduiking' dan wel 'het bos bij de weilanden'.
De naamkundige Wobbe de Vries dacht eerder aan een persoonsnaam met het achtervoegsel -kote. De naam *Windeskote zou dan 'de kleine hoeve of het kot van Windo' betekenen. In theorie zou het kunnen gaan om de Oudfriese persoonsnaam Wine met de meervoudsuitgang -ingi ('de mannen van Wine'), waaruit via de tussenvorm *Winen(d)se- de latere vormen Winsewida en Win(dt)schoten kunnen zijn ontstaan. Deze afleiding is echter ingewikkelder en daarom iets minder waarschijnlijk.

### Middeleeuwen
De oorsprong van Winschoten ligt misschien rond De Garst, een tot zes meter hoge keileemopduiking van 23 ha, die in gebruik was als es en in smalle akkertjes was opgedeeld. Op grond van het onregelmatige verkavelingspatroon kan worden vermoed dat hier al vóór de 11e of 12e eeuw een nederzetting kan zijn ontstaan. De omvang van het grondgebied suggereert dat Winschoten tot de oudere parochies behoort. Westerlee, Heiligerlee en mogelijk ook Blijham zijn daarvan kennelijk afgesplitst. Ook bezat de pastorie van Winschoten drie boerderijen met 72 akkers land in De Heemen onder Blijham en een stuk veen over de Pekel A (de Schrokkelkamp), beide mogelijk afkomstig van de bezittingen van de Abdij van Corvey aan de Wezer.
Volgens een document uit 1474 berustte de voogdij over de kerk van Winschoten bij de abt van de Abdij van Corvey, waar de relieken van Sint Vitus werden bewaard. Aangezien dit klooster eerder betrokken was bij de kerstening van Westerwolde en het Emsland, mag worden aangenomen dat Winschoten oorspronkelijk nauwe banden had met Westerwolde en dat de eerste bewoners banden met dit gebied hadden. De abt bezat echter geen patronaatsrechten in Winschoten, zoals hij die wel in Westerwolde bezat.
In de 11e of 12e eeuw ontstonden drie randveenontginningsdorpen, die in een halve cirkel om de latere dorpskern heen lagen, namelijk Zuiderveen, Bovenburen en Oostereinde. Omstreeks de 13e eeuw moet zich een nieuwe dorpskern hebben gevormd op een vooruitgeschoven hoogte die De Haffelt of Hoge Haffelt werd genoemd. Deze naam is verwant aan de plaatsnaam Havelte, vermoedelijk met de betekenis *ho-veld 'het hoge veld'. Het gebied rond de kerk op het Marktplein stond bekend als het Ronde Loegh (1544), een benaming die ook elders in de provincie voor een dorpskern werd gebruikt. Volgens verklaringen van bejaarde inwoners bestond het dorpscentrum in de 15e eeuw uit niet meer dan 30 of 40 huizen rond de kerk, gebouwd op landerijen die zeven boeren ter beschikking hadden gesteld.
De meeste bewoners verdienden de kost met pottenbakken en het maken van grapen. Ze werden daarom groperen genoemd. Archeologen hebben in de omgeving van Winschoten veel scherven van middeleeuwse kogelpotten en ander aardewerk gevonden, herkenbaar aan de opvallende cordonversieringen en stripdecoratie. Daaruit heeft men geconcludeerd dat zich hier een belangrijk productiecentrum moet hebben bevonden. De buurtschappen Oostereinde en vermoedelijk ook Bovenburen vielen onder de parochie aan het Marktplein. De Langestraat of Wittevrouwenstraat verbond de nieuwe dorpskern met het klooster van Heiligerlee.
De bakstenen Sint-Vituskerk aan het Marktplein dateert uit de tweede helft van de 13e eeuw (rond 1275). Bij de restauratie in de jaren 1905 tot 1907 vond men geen sporen van een voorganger.
Winschoten behoorde in de middeleeuwen tot het landschap Reiderland, maar viel samen met Westerlee, Heiligerlee, Beerta, Ulsda, Blijham en Bellingwolde onder het bisdom Osnabrück, waartoe ook Westerwolde werd gerekend. Dit in tegenstelling tot de rest van Reiderland, dat onder het bisdom Münster viel. Winschoten was tevens de hoofdplaats van een afzonderlijk rechtsdistrict in het Reiderland, dat ook wel Ulsder Vijfdedeel werd genoemd. Vanwege de enorme afstanden liet de abt van Abdij van Corvey de rechten die hij in Winschoten en Westerwolde bezat vanaf de 14e eeuw waarnemen door de hoofdelingenfamilie Addinga te Wedde, wier voorouders uit het Reiderland afkomstig waren. In 1474 wist deze familie te bewijzen dat zij de rechten op de voghedije to Wynschot als des Stifts Corvey olde erve al meer honderd jaar in handen hadden. De Addinga's maakten echter misbruik van hun positie en raakten in conflict met de lokale bevolking.
In de periode van partijstrijd tussen Schieringers en Vetkopers wist de stad Groningen in 1435 behalve het Oldambt ook een deel van het Reiderland rond Winschoten aan zich te binden. In 1475 werd Egge Addinga door zijn onderdanen gelyncht; drie jaar later verjoegen de Groningers zijn zoon Haye uit Westerwolde, Bellingwolde en Blijham. Bij Winschoterhogebrug verrees omstreeks 1482 de Pekelborg, waarin een stadsbestuurder of kastelein met enkele soldaten zijn intrek nam. De Addinga's kozen eieren voor hun geld; ze verpandden hun Corvey'se leengoederen in 1486 aan de stad. Toen het gewest in handen kwam van hun verwante Edzard I van Oost-Friesland, zagen zij hun kans schoon. In 1506 namen ze hun bezittingen weer in ontvangst, maar vermoedelijk niet voor lang. Het Oldambt, waartoe Winschoten voortaan werd gerekend, kwam in handen van Karel van Gelre, die in 1529 de Addinga's liet verjagen en Westerwolde overdroeg aan zijn stadhouder Berend van Hackfort. Karel V gaf op zijn beurt in 1536 Westerwolde in leen aan zijn stadhouder Georg Schenck van Toutenburg. Winschoten bleef - net als de rest van het Oldambt - onder het gezag van de stad Groningen, waarvoor de inwoners zich erkentelijk toonden door het stadsbestuur in oktober 1536 een wild zwijn te schenken. De Addinga's slaagden er niet meer in hun rechten op de kerk van Winschoten terug te krijgen.

### Sint-Vitusholt en Zuiderveen
Behalve de kerk op het Marktplein moet er een oudere kerk in Sint-Vitusholt hebben gestaan, die mogelijk bekend stond als de Oldenhove. In 1543 werd hier die olde karck mit den toorn afgebroken. Het puin diende net als de afgebroken kerk van Oostwold voor de dijkversterking. Op de bekende kaart van Jacob van Deventer, gedrukt in 1545, staat een kerkgebouw met westtoren afgebeeld. Rijksbouwmeester C.H. Peters, die de restauratie van de Marktpleinkerk leidde, speculeerde in 1908 dat het "eene kleine vroeg-romaanse Kerk" betrof. Waar deze kerk precies heeft gestaan is echter nooit vastgesteld. De Geïllustreerde Gids voor Winschoten uit 1907 dacht aan een verdwenen boerderij op de Hoogklei (ter hoogte van de spoorwegovergang), waar "steenen doodskisten" zouden zijn gevonden. De amateurhistoricus ing. B. Hazelhoff meende daarentegen dat het ging om een perceel aan het einde van de Hofstraat naast de gemeentelijke begraafplaats. De vraag is bovendien of het een afzonderlijke parochiekerk of een voorloper van de Marktpleinkerk betrof. Het gegeven dat beide kerken lijken te zijn gewijd aan Sint Vitus doet het laatste vermoeden. De oudste pastorie lag in het dorpsgebied van Sint-Vitusholt, mogelijk aan de Vissersdijk (naast de lutherse kerk), waar de kerk nog rond 1800 een omgracht perceel bezat. Dergelijke percelen kenmerken vaak de locatie van een steenhuis. Later bevond de tweede pastorie zich aan de Venne. Volgens sommige berichten werd het grondgebied van Sint-Vitusholt (en ook dat van Bovenburen) pas in 1616 definitief bij Winschoten gevoegd.
De grens tussen Winschoten en Sint-Vitusholt (Zuiderveen) werd gevormd door het smalle veenriviertje de Rensel, dat het veenwater vanuit Bovenburen via de Venne naar het zuiden leidde, waarna het stroompje in de richting van de Pekel A afboog. De landerijen aan de zuidkant van de Olde Rensel (de Venne) behoorden tot Zuiderveen en Sint-Vitusholt. Hier mochten de inwoners van het Ronde Loegh hun vee niet zonder toestemming laten weiden en evenmin zoden of turf graven of rijshout hakken. Omdat de afwatering vanuit Bovenburen stagneerde, werd de Rensel eind 15e eeuw omgeleid in de richting van een nieuw kanaal (de Nije Rensel) aan de noordkant van het Marktplein, waar ook een haven kwam te liggen. Het dichtslibben van de oude Rensel (nu Winschoten-Zuid) leidde tot langdurige processen. Het klooster van Ter Apel, dat landerijen aan het Zuiderveen bezat, eigende zich namelijk kwelders aan de overkant van de Rensel toe, waar andere gerechtigden weer bezwaar tegen maakten.
Vanuit het Zuiderveen werd ook de ontginning van het hoogveen bij Oude Pekela ter hand genomen; al in 1514 kocht de stad Emden turf in het Oldambt. Het tichelwerk (tijchelhuus) op de Hoogklei wordt in 1544 voor het eerst vermeld.

### Nieuwe tijd (1550-1800)

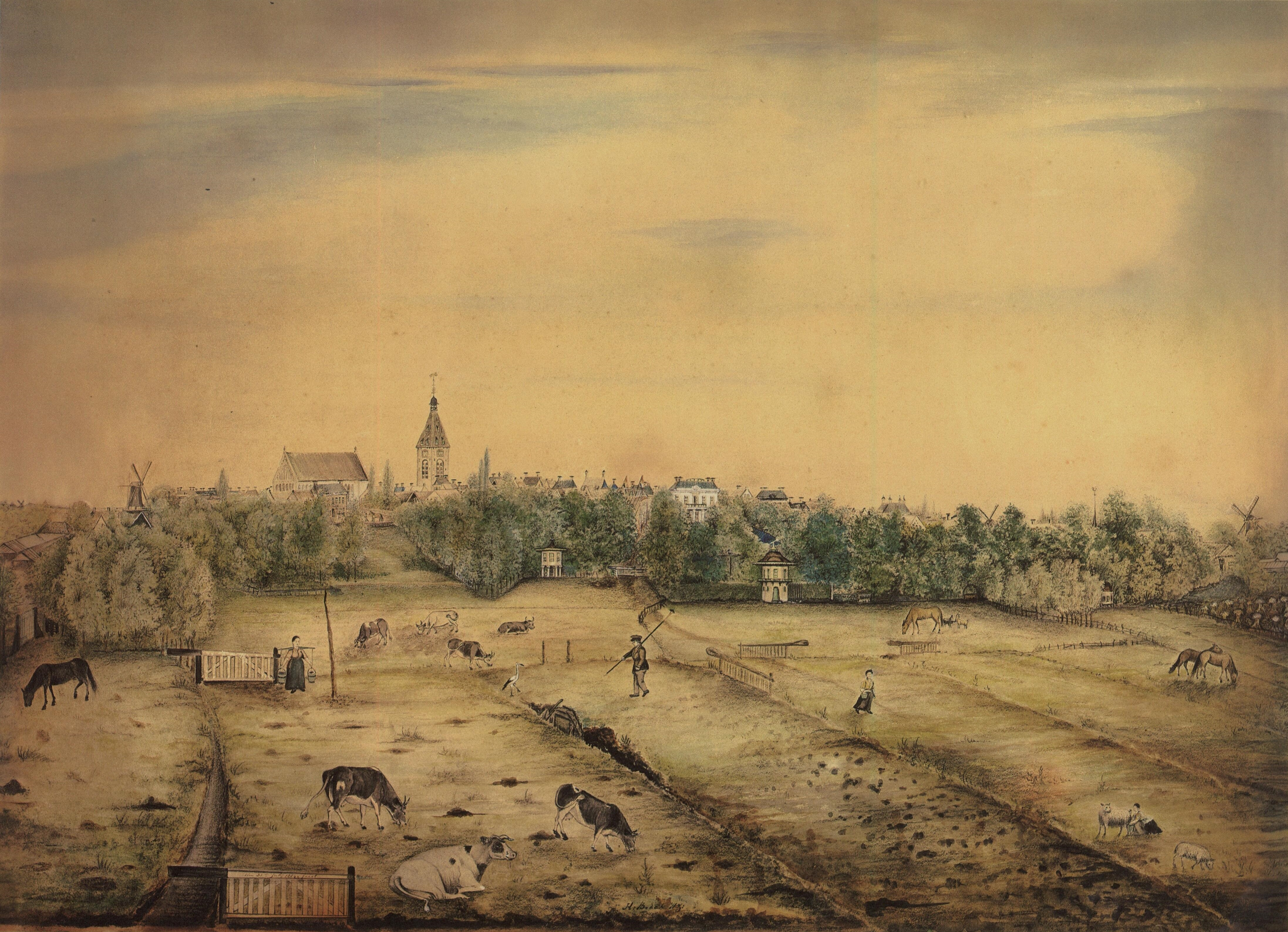
Aquarel van zondagsschilder Herman Braak van de stad Winschoten in 1854. Aanzicht vanuit het noorden. Zichtbaar zijn onder andere de zaagmolen van Post (links, afgebroken in 1895), de Marktpleinkerk, de (later gesloopte) Oldambtster Herberg, de toren in de Torenstraat, de katholieke kerk in de Langestraat (Wittevrouwenstraat, huis met klein torentje, schuilkerk, in 1880 vervangen door de Sint-Vituskerk), het Handelshuis, het witte huis van de familie Freseman Viëtor (verdwenen), diverse theekoepels (later afgebroken) en de korenmolen Edens. De theekoepel rechtsvoor was het zomerhuis van Berend Haitzema Viëtor.

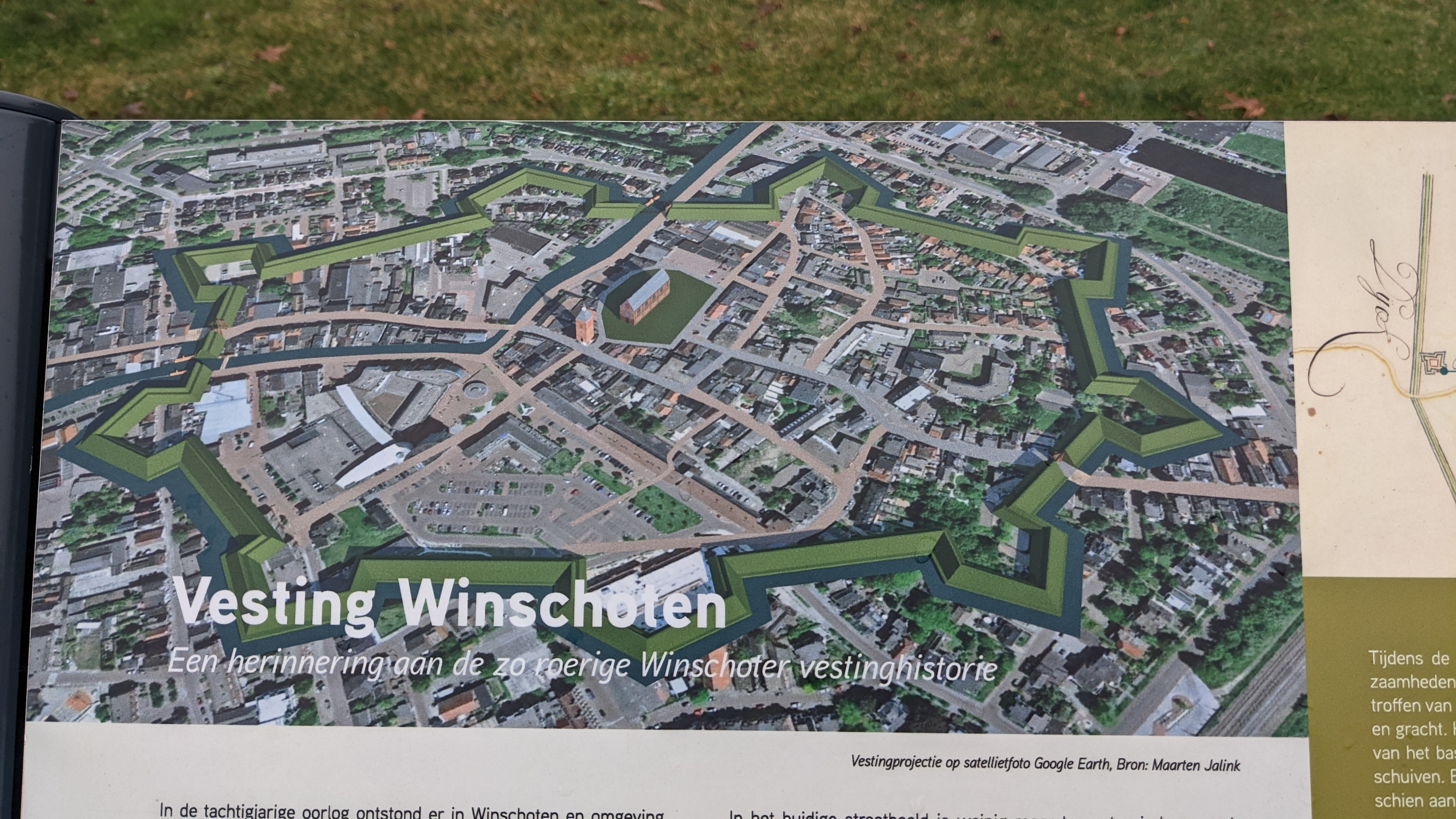
Informatiepaneel Vesting Winschoten

De slag bij Heiligerlee (1568) speelde zich in de directe omgeving van Winschoten af; op verschillende prenten zijn de korenmolens te zien. In 1580, na het Verraad van Rennenberg, gingen Stad en Provimcoe over naar het Spaanse kamp. Tot 1594 vonden herhaaldelijk schermutselingen plaats in en rondom Winschoten. In 1593 werd Winschoten kort tijd bezet door graaf Willem Lodewijk van Nassau, maar de Staatse troepen moesten zich terugtrekken onder druk van de Spaanse troepen onder graaf Frederik van den Berg. Bij die gelegenheid werd de kerk te Winschoten tegen de Spanjaarden verdedigd door een sergeant Johan Moda. In 1594 viel de gehele provincie in handen van Staatse troepen. In 1624 werd Winschoten nogmaals door Spaanse troepen veroverd en in brand gestoken.
Winschoten werd in het rampjaar 1672 door de troepen van Bernhard von Galen, de bisschop van Münster, veroverd zonder tegenstand. Later in dat jaar werd een veldslag geleverd doordat Groningse troepen Winschoten heroverden. De Groningse troepen onder kolonel Jorman wonnen de slag, veroverden de schans in Winschoterzijl en ook de Wedderborg. De Groningers waren nog niet van de Munsterse troepen af: in maart 1674 werden Winschoten en omringende plaatsen nogmaals geplunderd. Economisch stelde Winschoten in de zeventiende eeuw nog niet zoveel voor. Met het doortrekken van het Schuitendiep (Winschoterdiep) in 1653 werd Winschoten al enigszins ontsloten. De Rensel werd gekanaliseerd en er werden betere wegen aangelegd. Pas in de achttiende eeuw begon de bloei en welvaart wat toe te nemen, om een voorlopig hoogtepunt te bereiken in de negentiende eeuw. De plaats groeide vanaf die tijd uit tot het belangrijkste centrum van Oost-Groningen. Pas later kwamen centrumplaatsen als Veendam en Stadskanaal op. Nog steeds geldt Winschoten als de tweede winkelstad van de provincie Groningen.

#### Bestuur
Het dagelijks bestuur lag tot 1808 in handen van het kerspel Winschoten, dat werd geleid door een college van dijkrechters en kluftmeesters, oorspronkelijk dijk- en wegrechters genoemd. Ieder van de vier kluftmeesters was verantwoordelijk voor een wijk. Het kerspel wordt voor het eerst genoemd in 1536.
Het kerspel had zowel waterstaatkundige als bestuurlijke taken. Het hield zich bezig met het onderhoud van de belangrijkste watergangen, wegen en bruggen, het beheer over de kerkhoven, de landerijen op de Garst en de visbank bij de toren, de aanstelling van een omroeper en van nachtwakers, de organisatie van gemeenschapswerk en de verdeling van collectieve lasten, zoals inkwartiering in geval van oorlog. De belangrijkste kerspelwegen waren de weg bij de Haffelt en over de Hoogebrug (nu Blijhamsterweg) en de Oudewijveweg of Oudeweg (Beertsterweg). Ook het onderhoud van het Trekdiep (Winschoterdiep) en de Rensel vielen gedeeltelijk onder toezicht van het kerspel. Net als in de andere kerspelen van het Oldambt werd de grondbelasting geïnd door de schatbeurder, wiens rekeningen door de grondeigenaren werden gecontroleerd. De meeste taken van het kerspel werden na 1808 overgenomen door het gemeentebestuur, met uitzondering van de waterstaat.
Kerkelijke zaken werden geregeld door de beide kerkvoogden, die ook verantwoordelijk waren voor het onderhoud van de school aan het Marktplein. De beide predikanten en de schoolmeesters werden verkozen door de grondeigenaren. Ook werden er soms Latijnse lessen gegeven door een speciaal daarvoor aangestelde leraar. In 1809 kwam er een tweede school Sint-Vitusholt. In Oostereinde en Zuiderveen stonden ot omstreeks 1840 particuliere schooltjes. In Bovenburen werd in 1830 eveneens een particuliere school gesticht, die vooral door kinderen uit gereformeerde kring werd bezocht, tot de gemeente de subsidie stop zette en de school in 1857 zijn deuren moest sluiten. De joodse school aan de Langestraat bestond al in 1811 en werd in 1840 omgezet in een volwaardige lagere school; hij verhuisde in 1853 naar de Bosstraat. Vanaf 1872 werd er uitsluitend godsdienstonderwijs gegeven.
Tot het kerspel Winschoten behoorden tot 1640 ook Pekela en tot ongeveer 1750 tevens een deel van Blijham. Dit betrof de Lange Meen, de Garelanden en De Vennen ten westen van de Veensloot (Vennekesloot). Het laatste gebied viel sinds 1636 onder het dijkrecht van Blijham, terwijl ook de Garelanden hier zijlschot betaalden om gebruik te mogen maken van de afwatering.
Winschoten had een eigen rechthuis, waar ook de zaken uit de dorpen Beerta, NIeuw-Beerta, Westerlee en Heiligerlee werden afgehandeld. Sinds 1811 diende de tweede hervormde pastorie aan de Blijhamsterstraat als arrondissementsrechtbank en kantongerecht.

### Moderne tijd (na 1800)

#### Bestuur

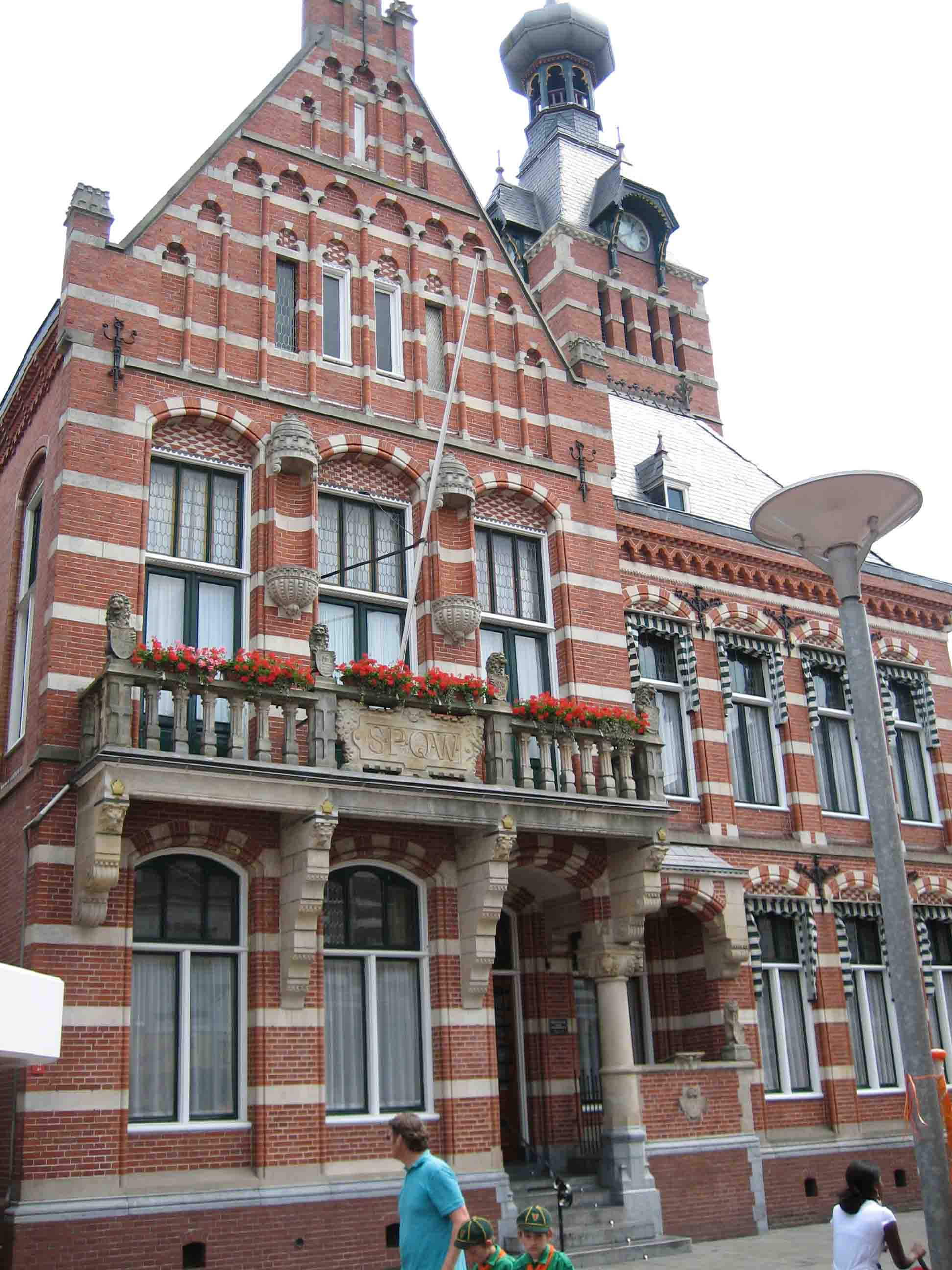
Het stadhuis van Winschoten (nu:Oldambt), gebouwd tussen 1895 en 1896 naar een ontwerp van Cornelis Peters

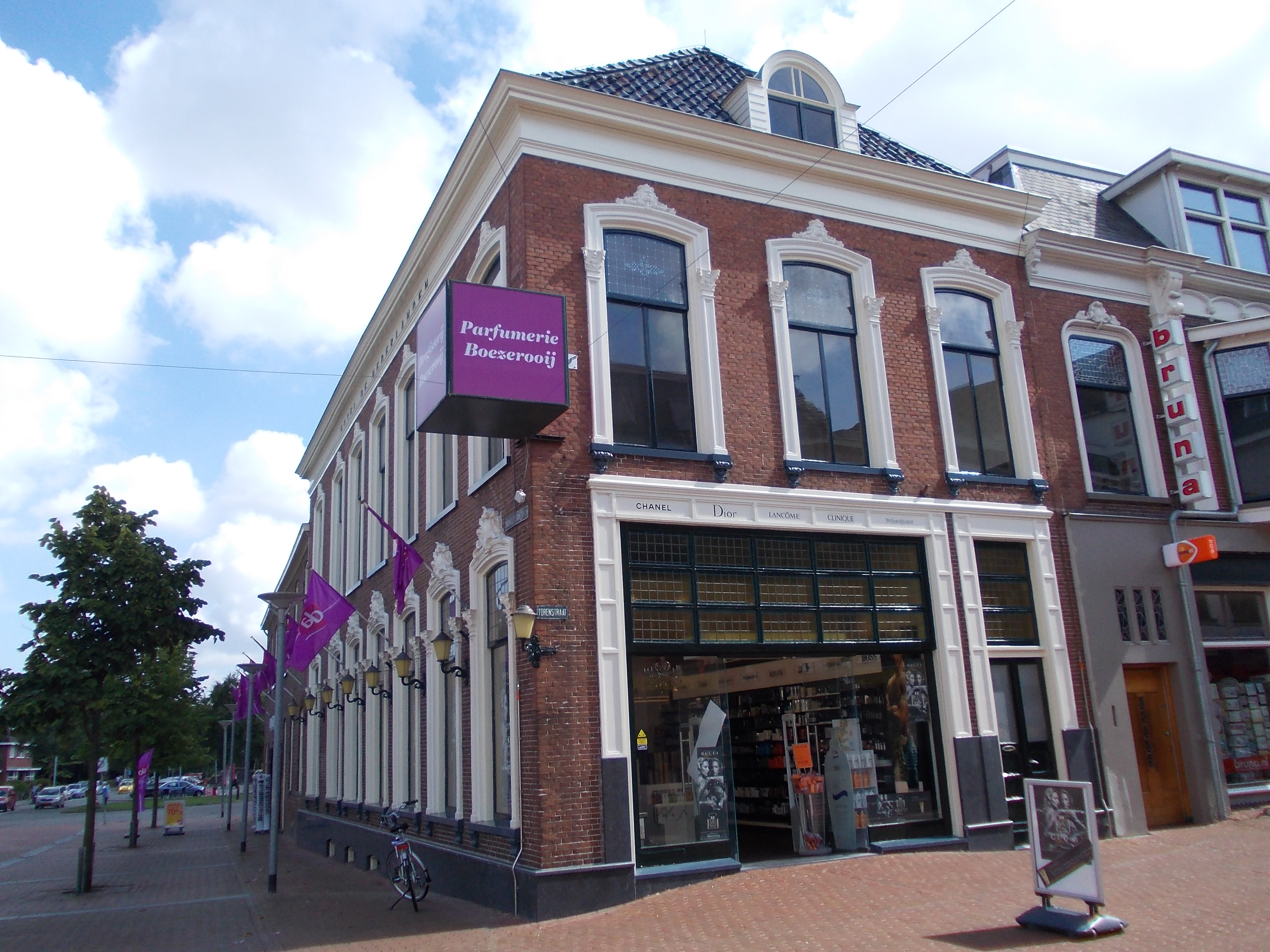
Voorheen Hotel De Nederlanden

Het bestuur van Winschoten lag sinds de Franse tijd in handen van schout en schepenen, die werden benoemd van hogerhand.
In 1819 kreeg Winschoten - net als Delfzijl - stedelijke rechten. Dat ging niet vanzelf, want Winschoten gold tot op dat moment als niet meer dan een groot dorp. Desondanks mocht de plaats zich voortaan een stad noemen, maar Winschoten was niet zoals andere steden vertegenwoordigd in Provinciale Staten. In 1825 volgde een eigen reglement, waarin werd vastgelegd dat de stad voortaan werd bestuurd door een burgemeester, twee wethouders en acht raadsleden, verkozen door de stemgerechtigde inwoners. Het zou nog heel wat jaren duren voordat het gemeentebestuur de eigen plaats als "stad Winschoten" ging betitelen.

#### Economische ontwikkeling
In de periode van 1850 tot 1950 verdrievoudigde het aantal inwoners van Winschoten van minder dan 5.000 tot ruim 15.000 inwoners. Dit kwam tot uiting in de bouw van veel nieuwe huizen. In 1868 werd de stad aangesloten op het spoor. In 1880 werd daartoe het Omsnijdingskanaal aangelegd rond het noorden van het centrum langs de huidige Mr. D.U. Stikkerlaan. Vervolgens werden eerst de Binnen-Venne en na het graven van de Tramhaven in 1916 ook de Buiten-Venne in het centrum gedempt. In 1930 moest de Oosterhaven plaats maken voor het Burgemeester Schönfeldplein. In de jaren 1920 werd de stad vooral uitgebreid naar het zuiden. Na de Tweede Wereldoorlog werd de stad naar het noorden, het westen en het zuiden uitgebreid. In 1956 werd het Winschoterdiep nogmaals omgelegd langs de noordzijde van wat nu de Parkwijk is. Vervolgens werden de oude delen (langs de huidige Nassaustraat en Grintweg) in 1970 ook gedempt. In 1968 werd aan noordzijde het grote Stadspark aangelegd.
Twee belangrijke uitbreidingswijken waren Parkwijk ('Plan Noord') en Winschoten-Zuid ('Plan Zuid'), die verrezen tussen de jaren 1960 en jaren 1980. Ook de binnenstad ontkwam niet aan vernieuwing, in de jaren '70 werd het Israëlplein aangelegd waarvoor veel historische panden moesten wijken. Ook werd de 'doorbraak' tussen de Venne en het station gerealiseerd. In 1981 bereikt Winschoten met ruim 21.000 zielen haar maximum aantal inwoners. Daarna zijn nog enkele uitbreidingen gepleegd, maar het aantal inwoners van de stad is na 1981 wel gedaald. De laatste grote uitbreidingen betroffen de Bomenbuurt en vanaf de jaren '90 de Kloostervallei aan de noordwestzijde van de stad.

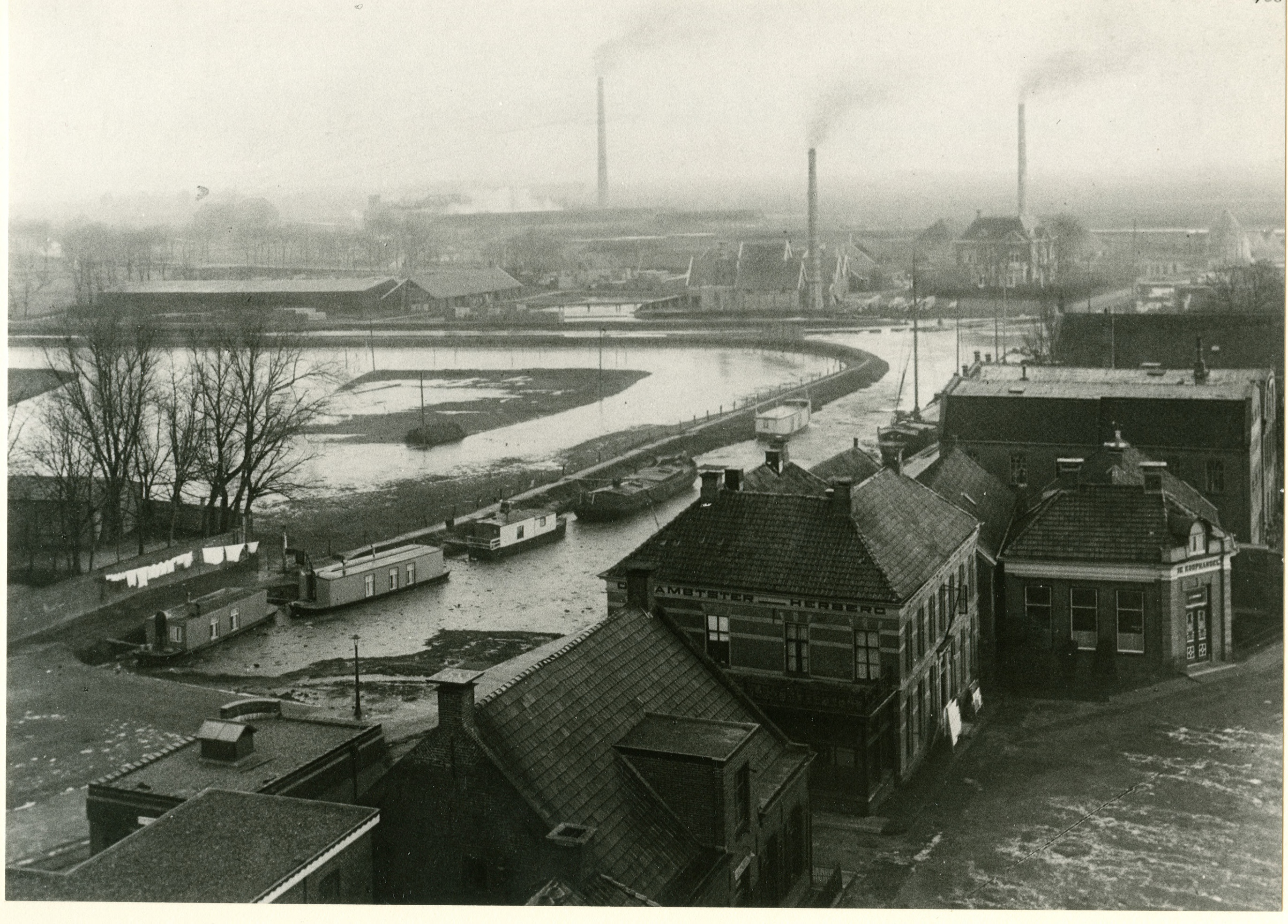
De Oosterhaven kort voor de demping in 1930
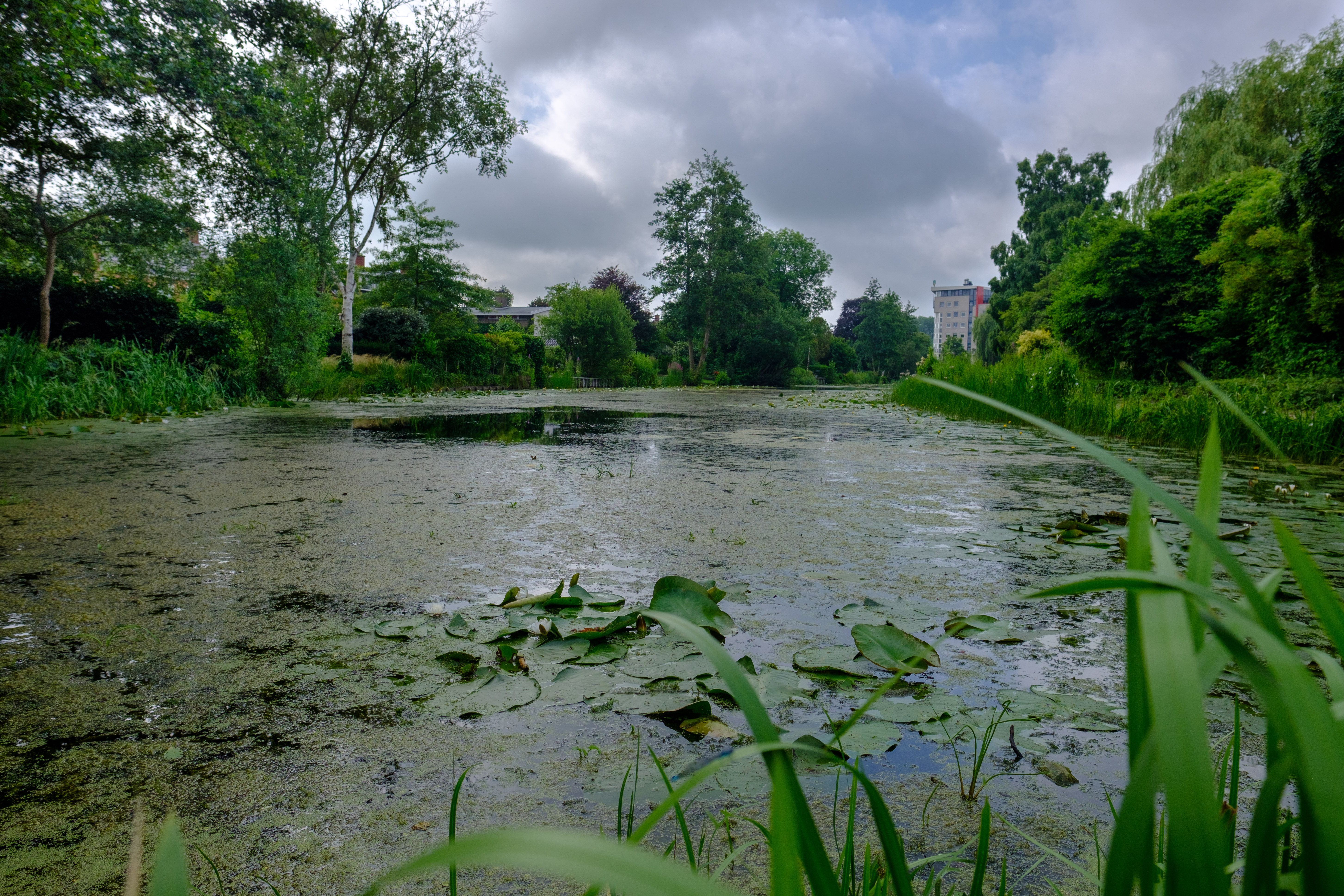
Restant van het vroegere Omsnijdingskanaal gezien vanaf het Doctor J.H. Hommesplein (een gedempt deel van het kanaal) in het noordwesten
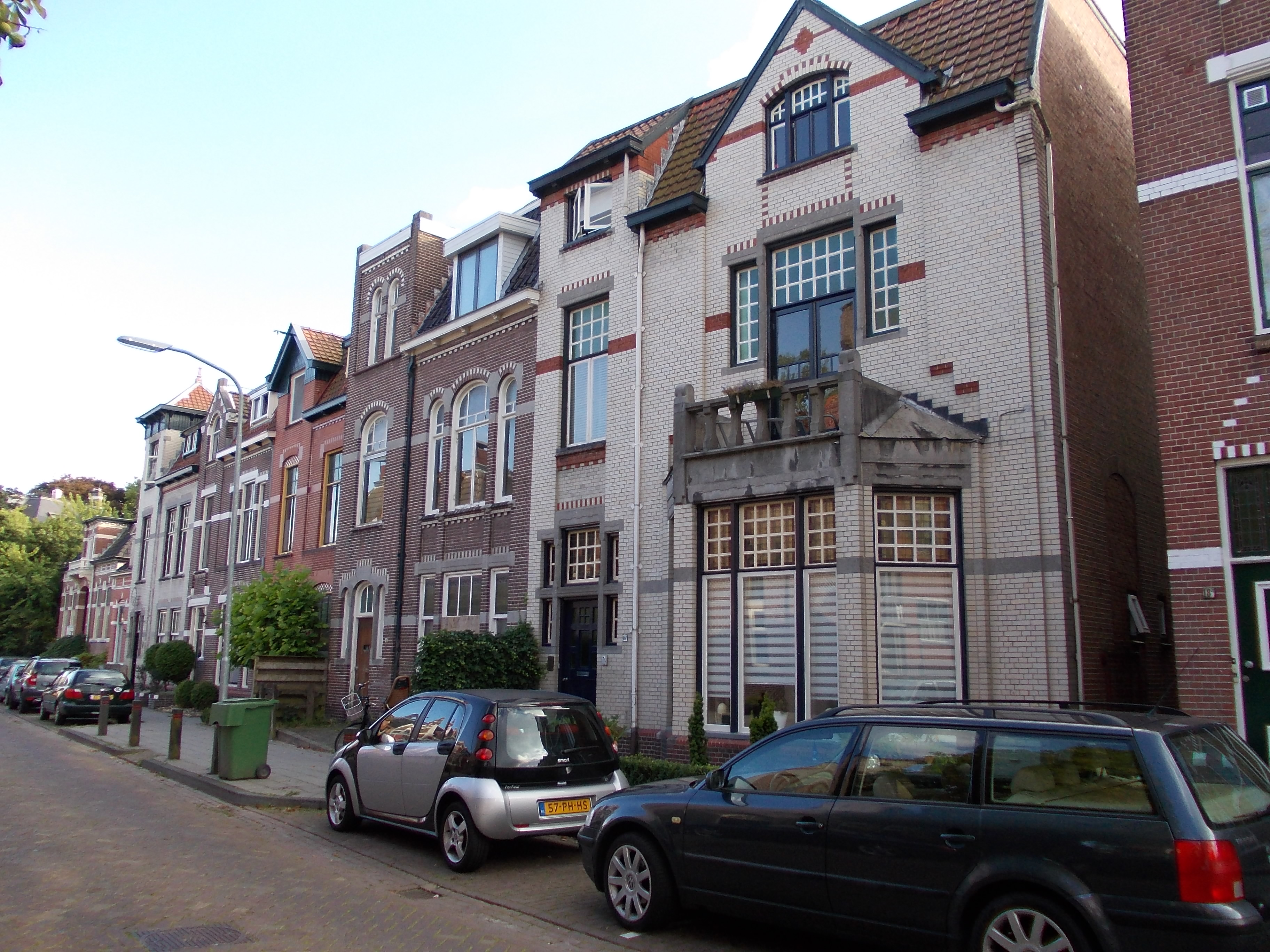
Herenhuizen aan de Burgemeester Venemastraat

#### Adrillen

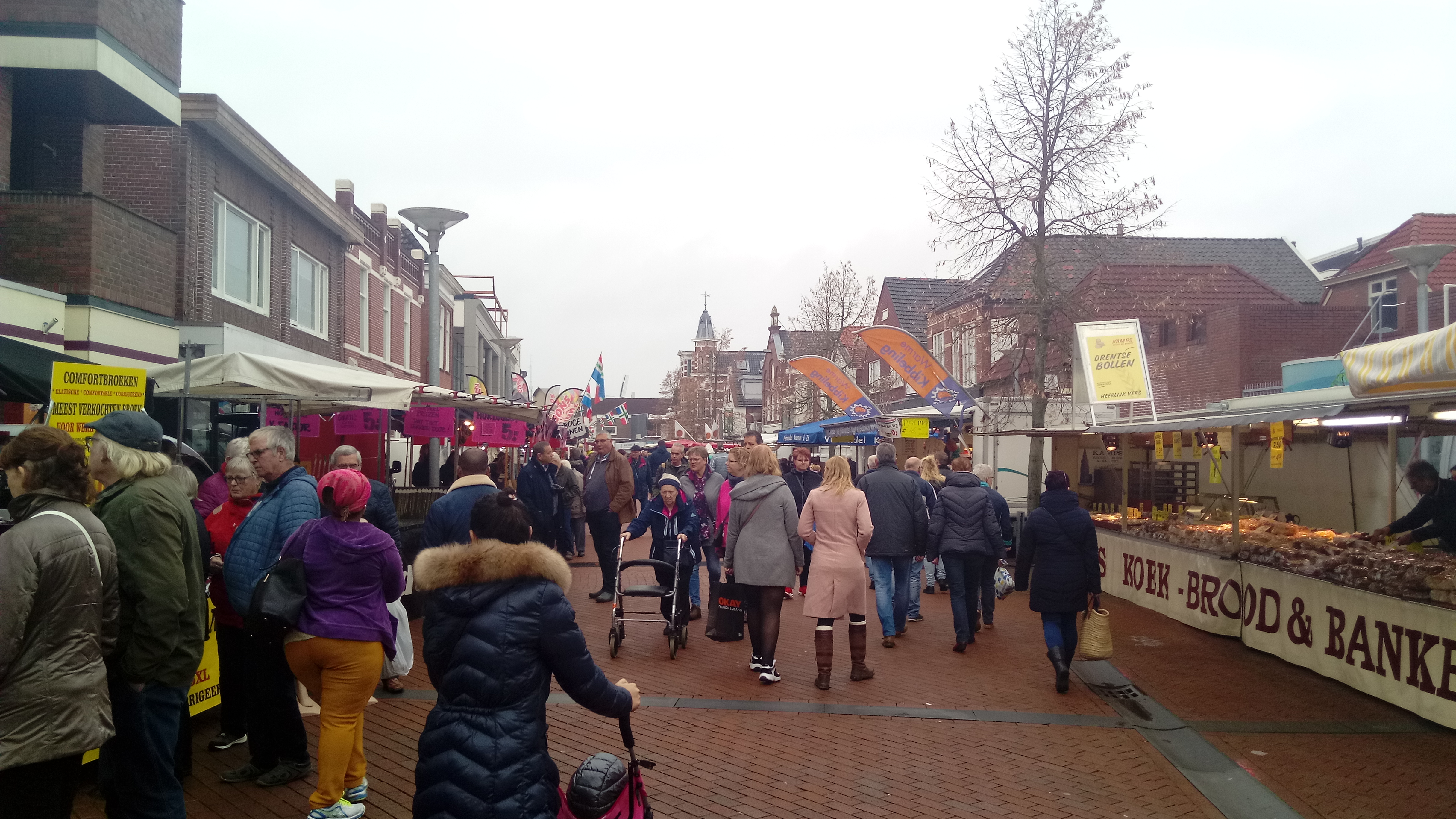
Adrillenmarkt in Winschoten

Al rond 1815 werd in Winschoten jaarlijks de Allerheiligenmarkt georganiseerd. Deze Winschoter jaarmarkt, in de volksmond Adrillen genoemd (het Groninger woord voor Allerheiligen), vindt elke eerste maandag van november plaats in het centrum van de stad. Op de tweede maandag van deze maand wordt de jaarmarkt, onder de naam Lutje Adrillen, nog eens in het klein over gedaan. Dit was vanouds het moment waarop de boerenknechten en -meiden hun verdiensten voor het zomerhalfjaar inden en een nieuwe betrekking voor het winterhalfjaar moesten zoeken. De markt trekt jaarlijks tachtig- tot honderdduizend bezoekers en is daarmee de grootste van Nederland.
Adrillen werd van 1995 tot 2011 gepromoot door Popko, het vingerwijzende boertje met in zijn linkerhand een drietand, die de bezoekers vijftien jaar lang verwelkomde met de Groninger leus: "Hé..., Doe! Komst óók op Adrillen?!". Doordat de gemeente Oldambt in 2011 besloot een nieuw 'format' te kiezen voor de markt, werd er afscheid genomen van het Groninger boertje dat zich inmiddels ontpopt als het Groninger beeldmerk van de 21e eeuw.

#### Joods leven

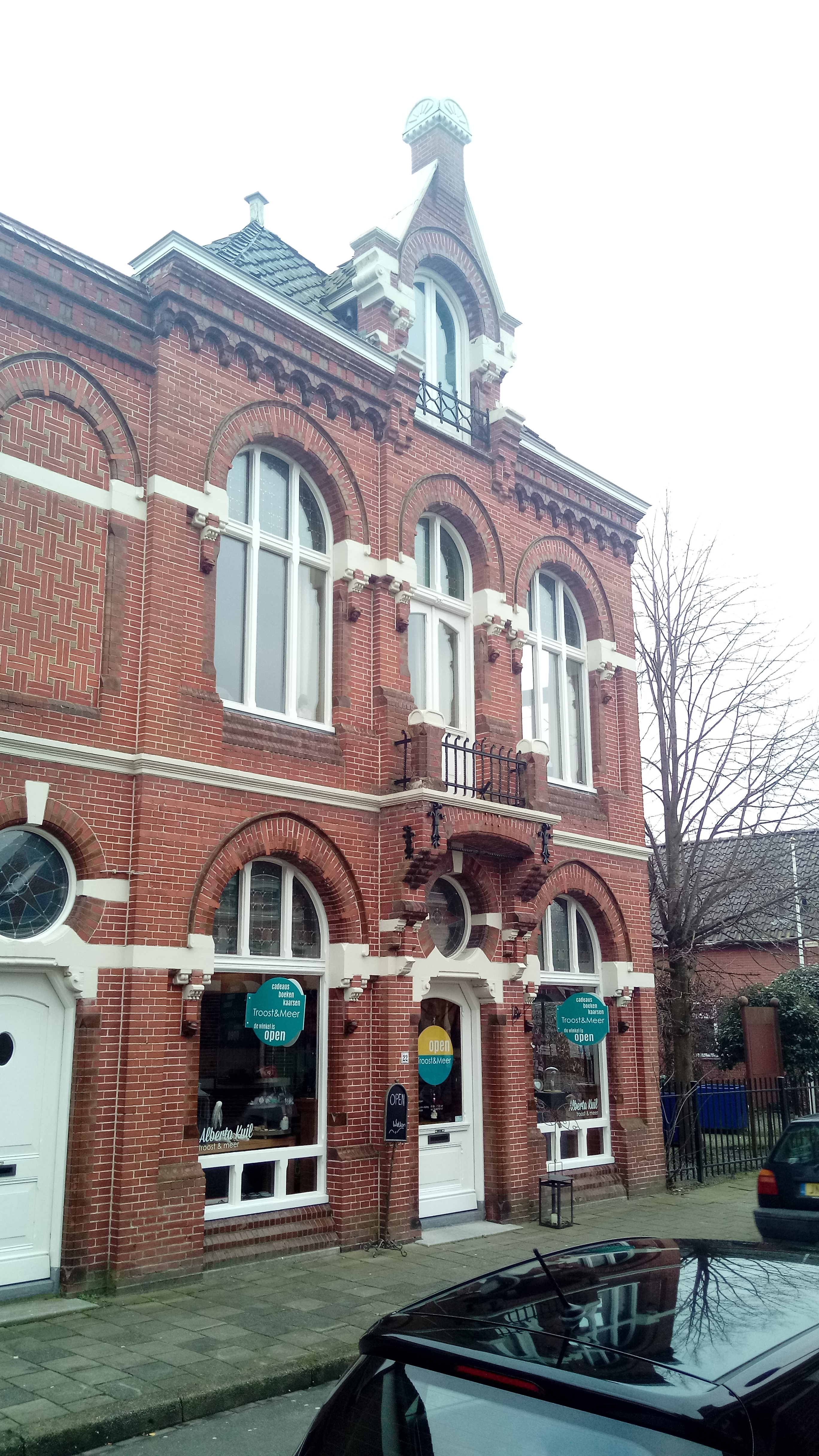
Rabinaatswoning

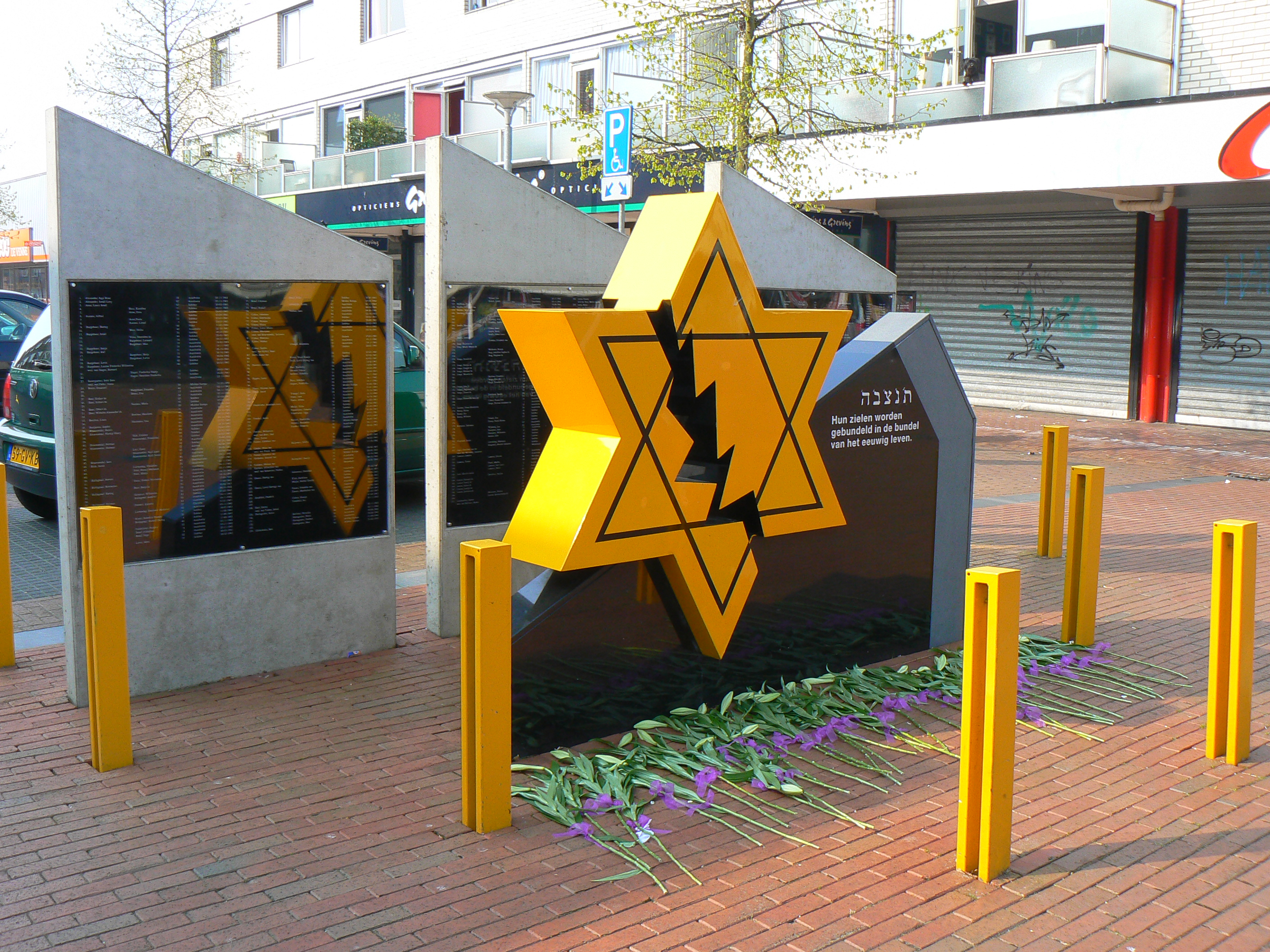
Joods monument

Winschoten werd in de negentiende en het begin van de twintigste eeuw een echte handelsstad, mede door de aanwezigheid van vele Joden. Op een bevolking van 4.972 inwoners had Winschoten in 1859 een joodse gemeenschap van 534 personen (10 procent van de gehele bevolking, na Amsterdam de stad met de percentueel het hoogste aantal joden). Ook speelde de aanleg van een spoorweg naar Groningen in 1867 een grote rol. De geschiedenis van Winschoten kent een zeer zwarte bladzijde door het afvoeren van de Joden in de Tweede Wereldoorlog, die nagenoeg allen werden vermoord in concentratiekampen. Fotograaf Cobie Douma legde het leeghalen van een woning van Joden vast in een van haar foto's. Winschoten werd in 1945 bevrijd door Belgische SAS, Canadese en Poolse troepen.

## Actuele ontwikkelingen

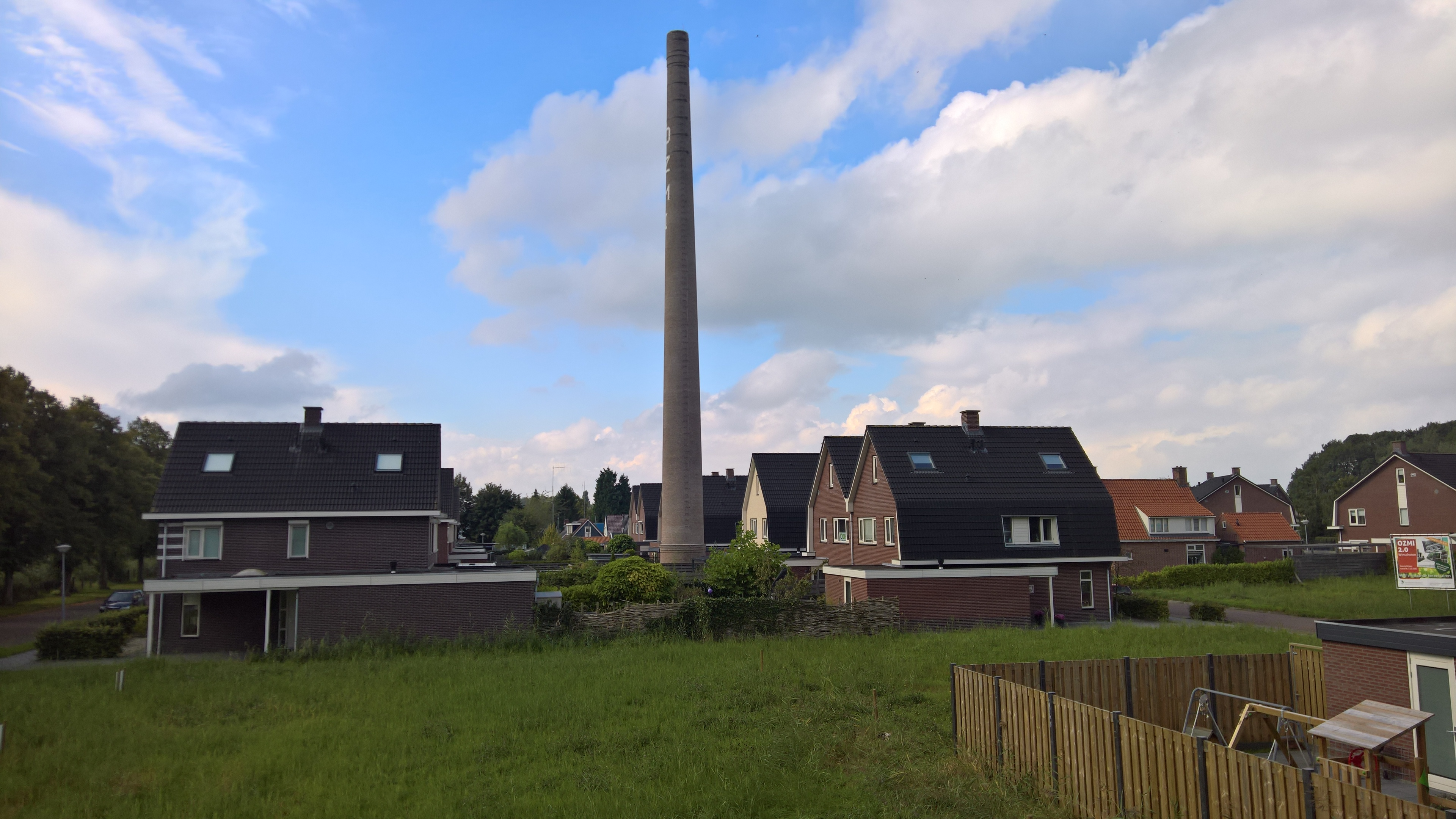
Woningbouw op het terrein van zuivelfabriek OZMI

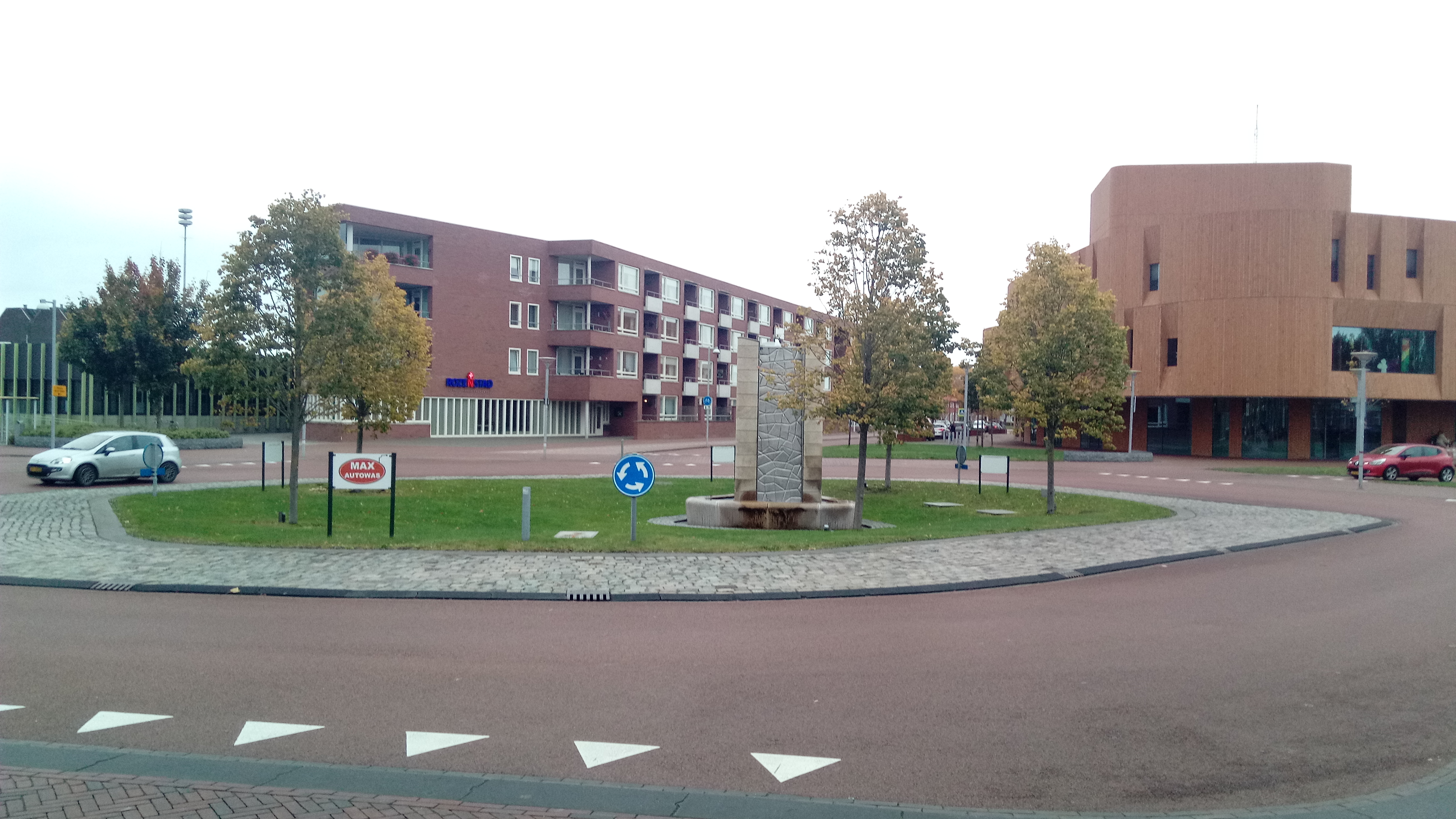
Oldambtplein, centrum Winschoten

Aan het begin van de 21ste eeuw staat Winschoten op het punt van nieuwe uitdagingen, om haar positie als tweede koopstad van de provincie verder uit te bouwen wordt in het hart van de stad in 2002 het nieuwe overdekte winkelcentrum t Rond geopend voor het publiek.
Vanuit de provincie Groningen wordt ingezet op het bieden van een impuls aan de regio. Deze impuls is nodig omdat het gebied vergrijst en de bevolking dalende is. De belangrijkste ingreep is de aanleg van het Oldambtmeer en de start van de bouw van 1480 woningen in het nieuwe woongebied Blauwestad.
Op 12 mei 2004 is een start gemaakt met het project tussen Winschoten en Midwolda, op het grondgebied van de toenmalige gemeenten Winschoten, Scheemda en Reiderland. In 2005 wordt de kraan om het meer vol te laten lopen opengedraaid door Koningin Beatrix. De eerste woningen worden vanaf 2007 bewoond. Nog geen jaar later breekt de bankencrisis uit, de voorspelde toestroom van nieuwe bewoners blijft uit.
In het centrum van Winschoten worden plannen gemaakt voor een nieuw cultuurhuis, het oude theater De Klinker wordt in 2009 gesloopt, vanaf dat theaterseizoen worden voorstellingen gehouden in  De Tramwerkplaats een tijdelijk theater in het Winschoter havengebied. In 2015 is het nieuwe cultuurhuis De Klinker gereed.
Per 1 januari 2010 gaat de stad Winschoten op in de nieuwe gemeente Oldambt. De ambtenaren van de nieuwe gemeente krijgen onderdak in het stadskantoor van Winschoten en het gemeentehuis van Oldambt. De gemeenteraad gaat vergaderen in een gerestaureerd gebouw van de tramwegmaatschappij Oost Groningen in het havengebied, het gebouw wordt Halte Democratie gedoopt.
In het begin van het tweede decennium van de 21ste eeuw worden plannen gemaakt voor het ziekenhuis. Het oude St. Lucasziekenhuis is niet meer geschikt voor moderne zorg. Na een fusie met het Delfzicht ziekenhuis in Delfzijl begint een zoektocht naar een centrale vestigingsplaats voor een nieuw ziekenhuis. De Oldambster politiek zet in op een nieuw ziekenhuis in Winschoten, het ziekenhuis zelf ziet Zuidbroek als de ideale vestigingsplek. Met tussenkomst van de provincie Groningen valt het besluit om het nieuwe ziekenhuis in Scheemda te gaan bouwen. In 2018 sluit het ziekenhuis in Winschoten de deuren na een geschiedenis die begon in 1926.

#### Herinrichting binnenstad 2015

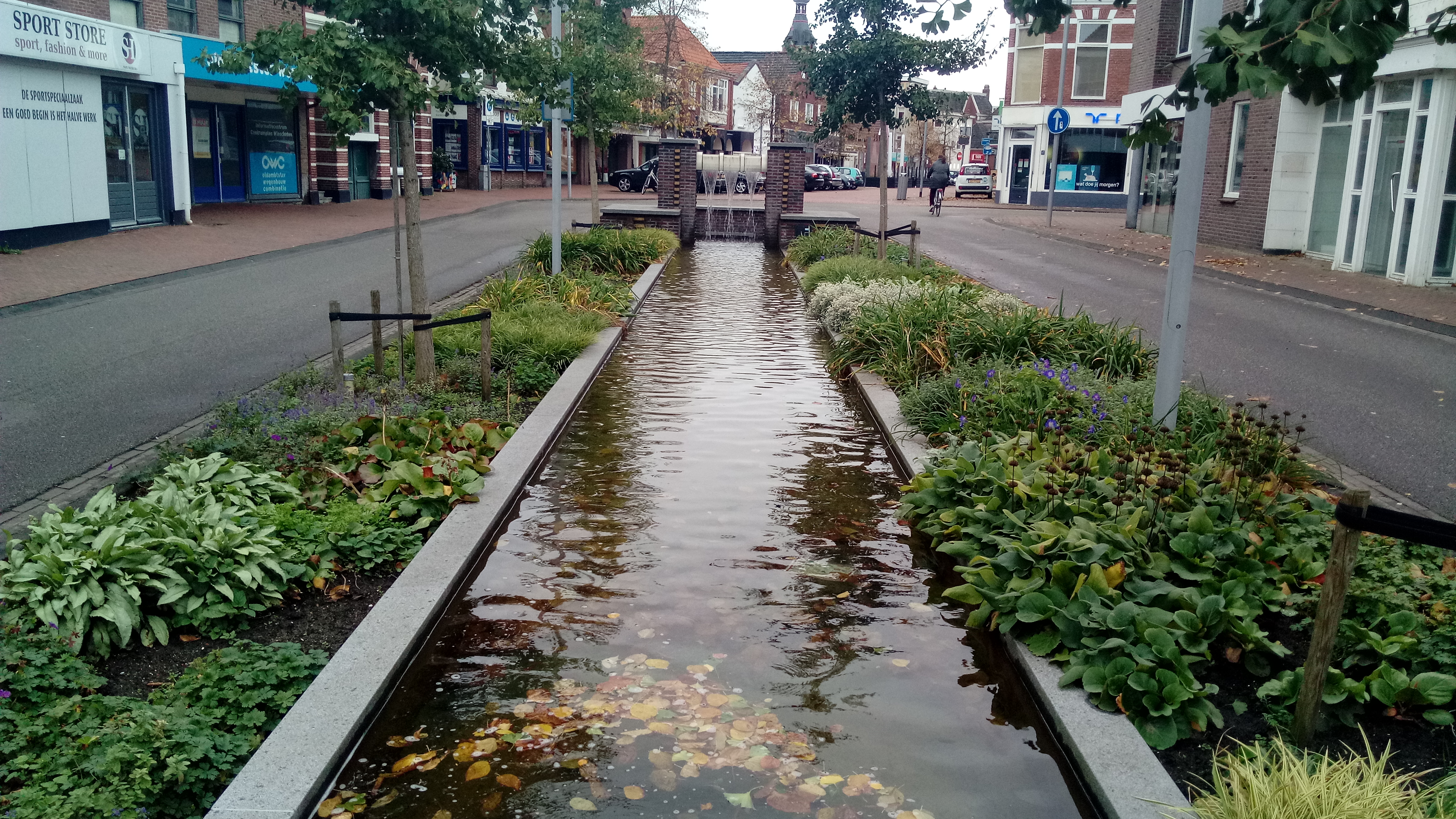
Herinrichting Venne, water terug in de stad

De binnenstad van Winschoten telt een aantal winkelstraten, waarvan de Langestraat en de Torenstraat traditioneel de belangrijkste zijn. In de jaren 1960 werd De Doorbraak gerealiseerd. Een groot aantal panden in de binnenstad werd toen gesloopt om de Venne en de Langestraat een directe toegang vanaf station Winschoten te verschaffen. Het gevolg was dat andere winkelstraten zoals de Torenstraat en de Blijhamsterstraat veel minder werden bezocht door het winkelend publiek met als gevolg dat veel winkels daar sloten. Het gevolg was dat verschillende winkels uit andere straten hierheen verhuisden. Met name de Torenstraat en de aangrenzende Carolieweg kampen al langere tijd met toenemende leegstand. Dit werd in 2012 onderstreept toen in verschillende leegstaande panden brand werd gesticht. De gemeente heeft sinds deze branden steeds meer in samenwerking met vastgoedeigenaren het plan gestart om delen van de binnenstad van Winschoten een beter aanzien te geven, wat mede mogelijk is door een grote financiële bijdrage van de provincie Groningen. Het actieplan versterking binnenstad heeft vanaf 2015 ervoor gezorgd dat winkels vrijwel uit de Torenstraat zijn verdwenen. In het actieplan werd verder een groot aantal projecten in de openbare ruimte opgestart; De Venne kreeg deels het water terug en het Oldambtplein werd heringericht. Ook kreeg het stationsgebied van Winschoten een metamorfose en werd met de sloop van de C1000 aan de Venne een nieuw plein en een reconstructie van een deel van de vestinggracht van Winschoten gecreëerd. Bij de werkzaamheden stuitte men op enkele graven, het bleken Joodse graven te zijn op een locatie waar eerder een klein Joods kerkhof en armenhuis heeft gestaan. De plek is nu omheind met een hek met menorah's, een herdenkingszuil en een informatiepaneel.

### Toekomst

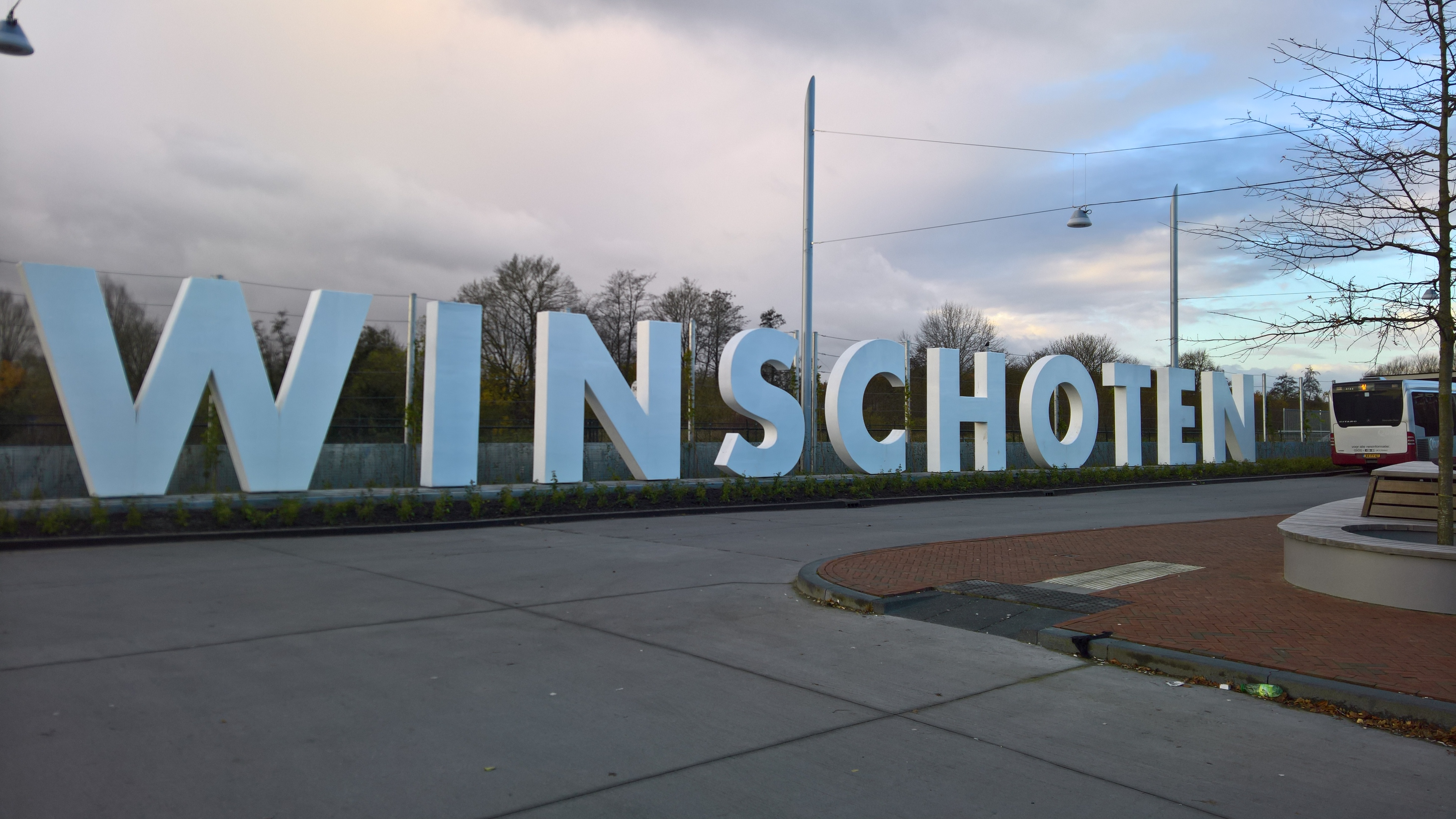
Selfie spot stationsgebied Winschoten

Winschoten heeft te maken met een gestage bevolkingsdaling die rond 2019 tot staan is gebracht. Er zijn in de binnenstad diverse maatregelen genomen om het winkelgebied te concentreren rondom de Langestraat. Na 2020 zal in het kader van het project De poort van Winschoten het zuidelijke deel van de binnenstad een metamorfose ondergaan. Het kantorendeel van het gemeentehuis zal worden vervangen door nieuwbouw waarmee in april 2025 zal worden gestart. Het oude stadhuis blijft bestaan en er wordt een verbinding gelegd richting het warenhuis Hema aan de Langestraat. Voor het project zijn een voormalige supermarkt en de leegstaande openbare bibliotheek van architect Cor Kalfsbeek gesloopt. Een tweede focus van het project ligt op het afronden van de ontwikkelingen rond het Liefkensplein. Hier opende in 2020 een nieuw zorgcentrum van Oosterlengte en ligt de herstelde oude Joodse begraafplaats.
De gemeente Oldambt heeft tevens de locatie van het voormalige ziekenhuis St. Lucas verworven. Voor dit deel van de binnenstad wordt gedacht aan de bouw van appartementen en winkels. Op 1 september 2022 werd bekend dat de gemeente bijna 3 miljoen euro subsidie krijgt om het noordelijk deel van de Langestraat en een deel van het ziekenhuisterrein te gaan herontwikkelen. De nadruk ligt op het verminderen van het winkeloppervlak (er staan in het gebied enkele grote leegstaande winkelpanden) en het ontwikkelen van een mix van kleine modernere winkelpanden, horeca en woningen. Verder omvat het plan de bouw van een parkeergarage. Op 26 oktober 2022 werd een nieuwe visie (Ambititedocument) voor de binnenstad vastgesteld door de gemeenteraad van Oldambt. De stad zal geschikt gemaakt gaan worden voor de toekomst waarbij winkelen, wonen, ontmoeten en het toevoegen van water en klimaatadaptieve maatregelen een grote rol spelen. Op 14 november 2022 werd bekend dat het rijk de gemeente Oldambt 3,6 miljoen euro subsidie verleent voor het versnellen van de bouw van 245 woningen in de binnenstad.
De sloop van het voormalige ziekenhuis in Winschoten, gelegen op de Lucas-locatie, is in 2024 in volle gang. Men verwacht dat het gebouw tegen het einde van de zomer volledig gesloopt zal zijn, met uitzondering van één of twee oudere delen van het oorspronkelijke gebouw. Of deze delen behouden blijven, hangt af van lopend (markt)onderzoek, dat moet bepalen of zij een nieuwe invulling kunnen krijgen, met behoud van het huidige karakter. De herinrichting van de Lucas-locatie is onderdeel van bredere stadsontwikkelingsplannen voor Winschoten en zal naar verwachting een belangrijke bijdrage leveren aan de herontwikkeling van het centrum van de stad.
Buiten het centrum van Winschoten zijn de ontwikkelingen met name gericht op het afronden van de bedrijventerreinen aan de oostzijde van de stad. Op 1 juli 2021 werd bekend dat Google de laatste kavel op bedrijventerrein Hoogebrug heeft gekocht voor de bouw van een datacenter.
De verkeerssituatie rond de Blauwe Roos nabij de A7 wordt in 2025 aangepakt en zal er gewerkt worden aan de verdere ontwikkeling van het middelbaar onderwijs. Ook komt er woningbouw op diverse locaties in de stad, bijvoorbeeld locaties aan de Nassaustraat.

## Bezienswaardigheden, cultuur en recreatie

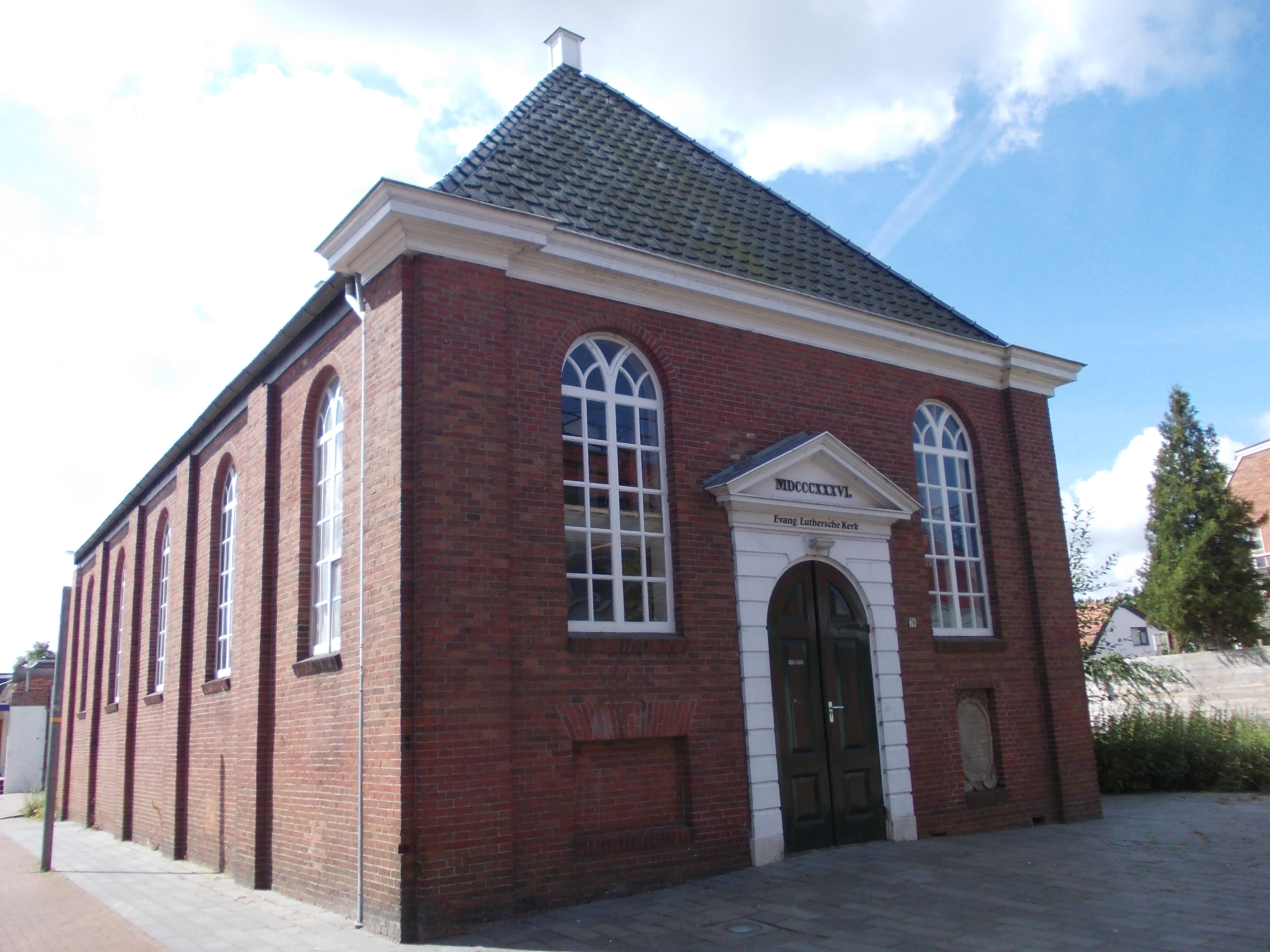
Evangelisch-Lutherse kerk

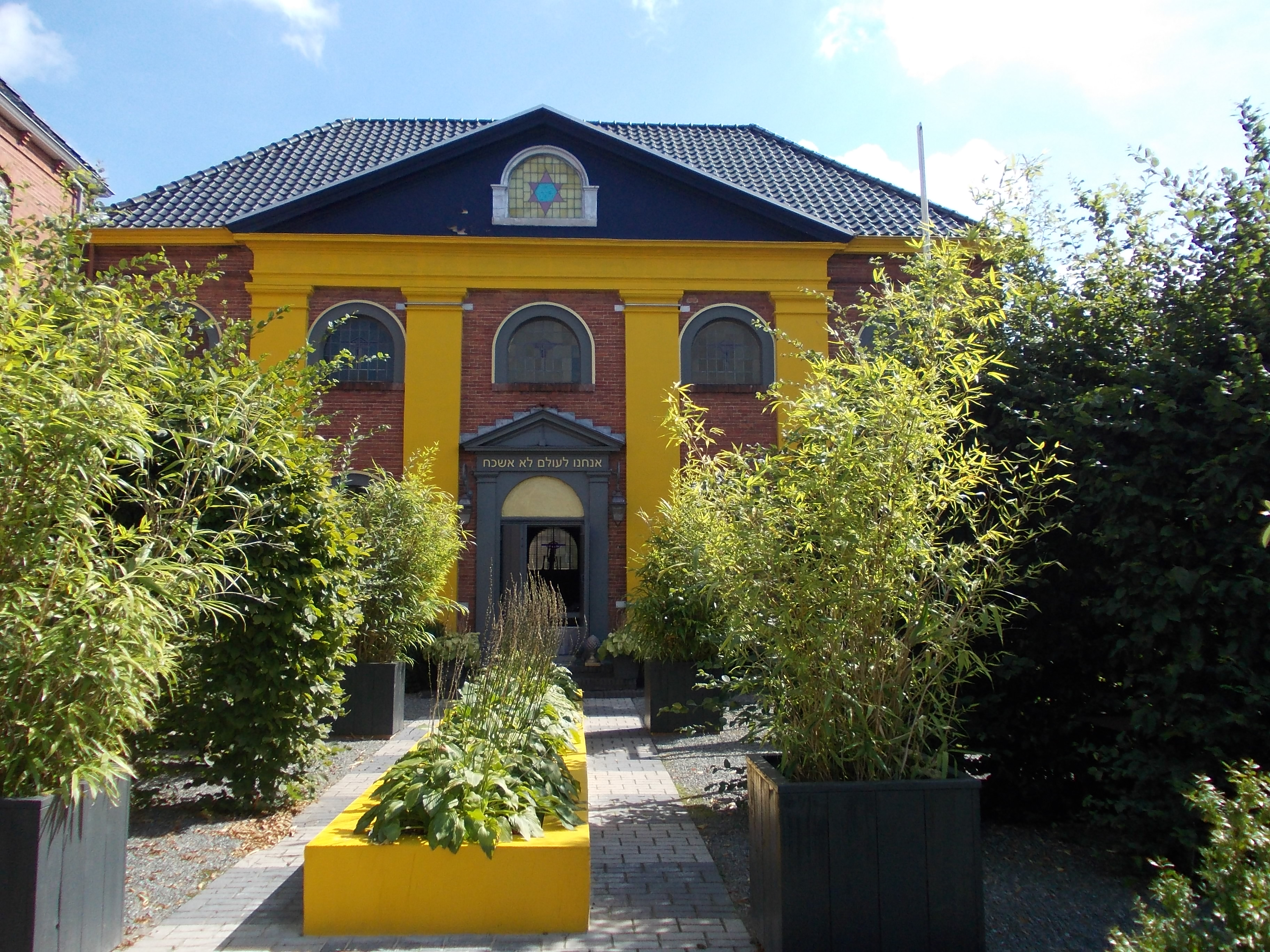
Synagoge uit 1854

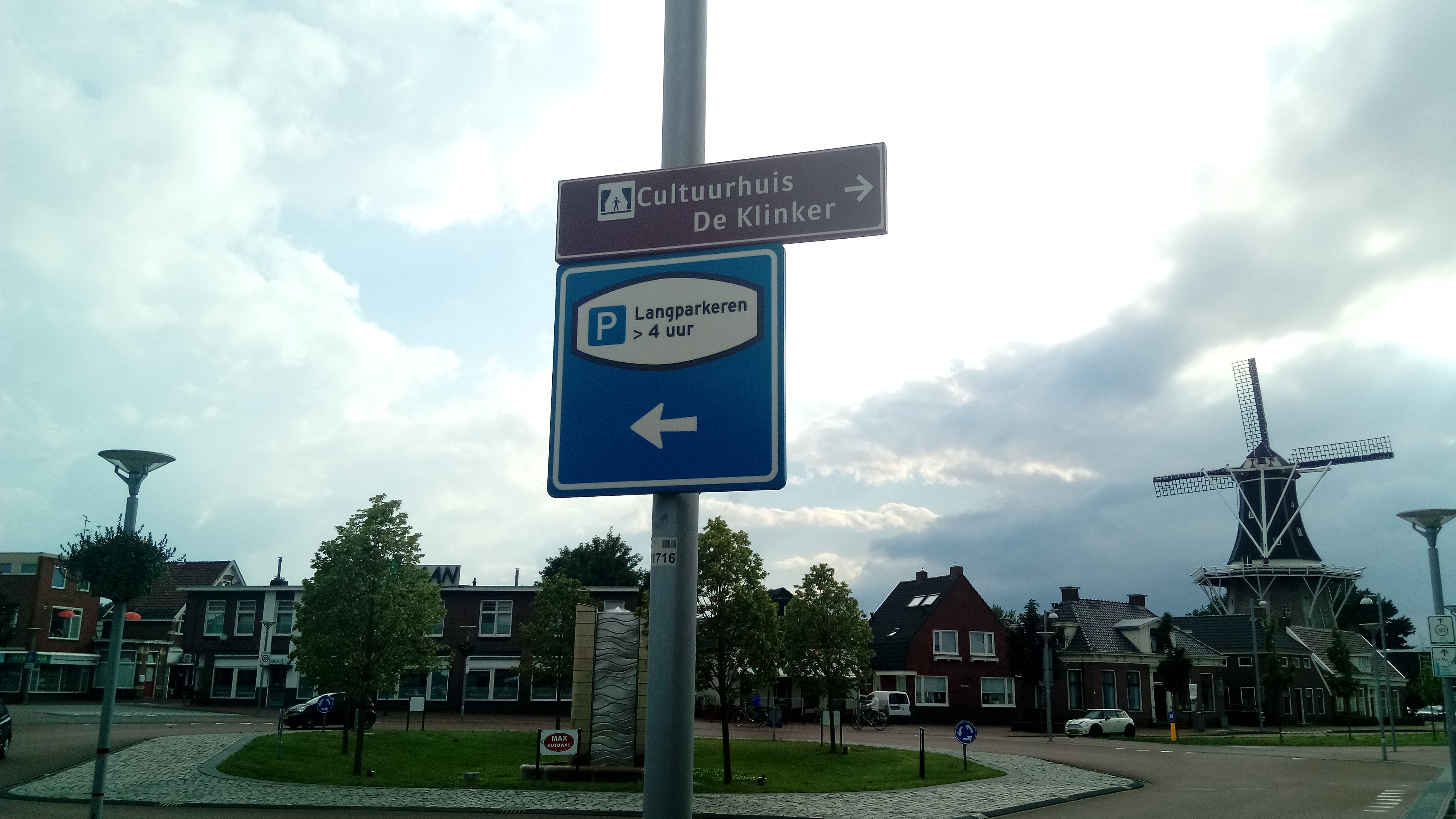
Nassaustraat met molen

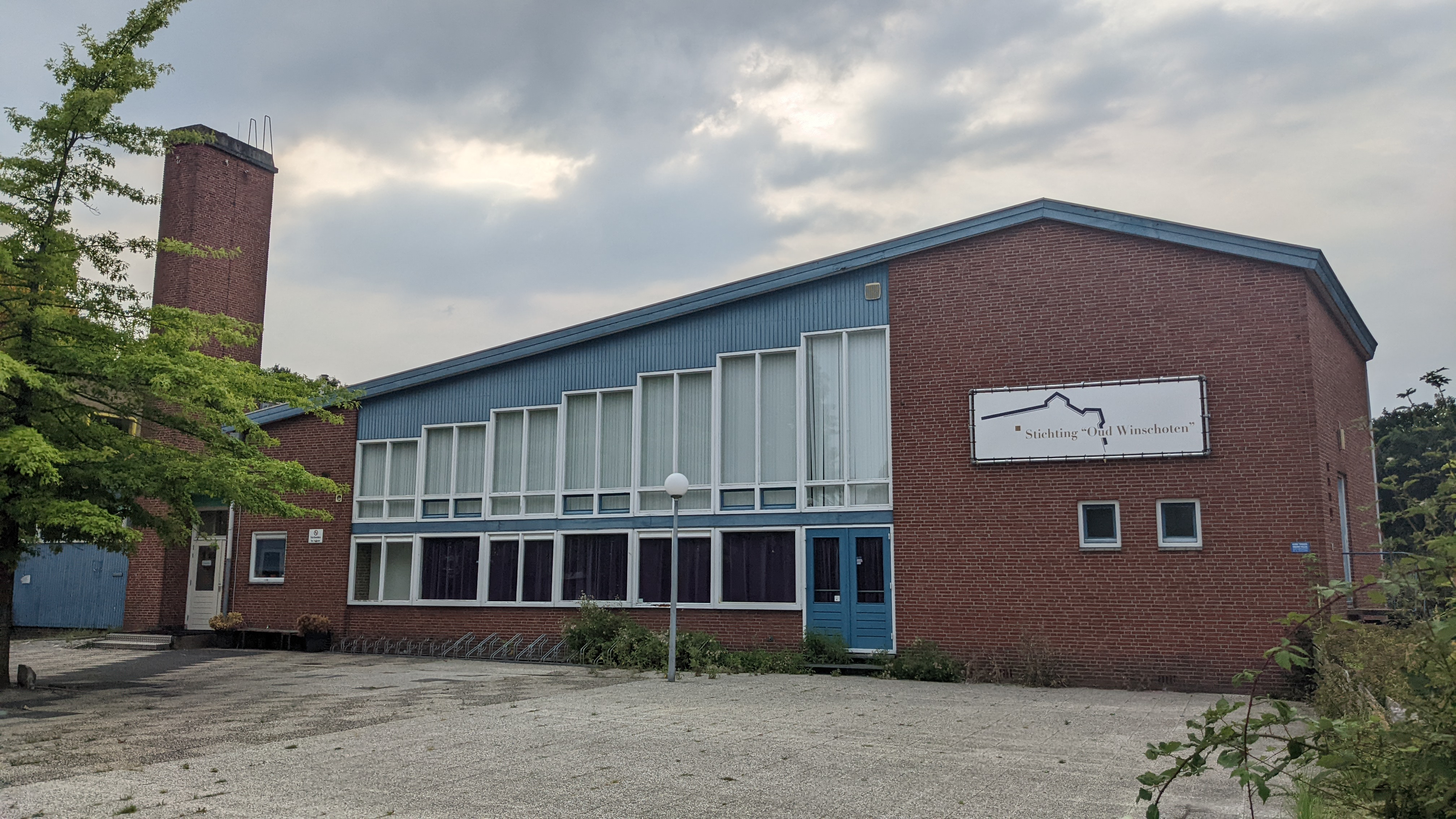
Stichting Oud Winschoten aan de Stikkerlaan

Winschoten is een stad die vooral gekenmerkt wordt door haar levendige centrum met een veelheid aan winkels langs de wandelpromenade voor de regionale en Duitse consumenten. In cultuurcentrum De Klinker bevindt zich de tourist-info (voorheen VVV kantoor) van Winschoten en de gemeente Oldambt.
Verspreid over het centrum liggen mooie bezienswaardige panden zoals fraaie rijksmonumenten als de marktpleinkerk, toren de Ol Witte en het stadhuis met haar markante toren. De Winschoter toren (Ol witte / oude witte) is iedere woensdagmiddag te beklimmen voor een mooi uitzicht over de stad.
Winschoten was voorheen een vesting, langs de voormalige omwalling (die volledig is verdwenen) is een vestingroute uitgezet. Langs de route (geopend in 2006) markeren zilveren 'punaises' de countouren van de vestingwal. Ook zijn op acht plekken silhouetten geplaatst van historische figuren. Het project maakt deel uit van het zichtbaar maken van de vestingen en schansen in het Groninger grensland met Duitsland. Van mei tot en met augustus start elke woensdag om 14:00 uur een stadswandeling met gids in het monumentale stationsgebouw aan de Stationsweg.
Het zuidelijk deel van de binnenstad is erg fraai met zijn fraaie eclectische villa's uit de jaren 1880-1930, gebouwd door notabelen en renteniers. In deze stationsbuurt ligt verder het rijksmonument 'Sterrebos'. Verder zijn de drie Winschoter molens en verschillende kerken en de synagoge met naastgelegen rabinaatshuis erg fraai. De parken van Winschoten -en het Rosarium in het bijzonder- zijn zeer aangenaam voor de bezoeker. Het Winschoter Rosarium is de grootste rozentuin in Nederland, bezoekers kunnen na een wandeling neerstrijken in het rozenpaviljoen.
In 2020 werd de jongste bezienswaardigheid van Winschoten geopend, de Pieter Smitbrug die geldt als de langste voet- en fietsbrug van Europa en Winschoten en Blauwestad met elkaar verbindt.

### Bouwwerken en architectuur
- Grote Kerk uit einde van 13e eeuw (Marktpleinkerk)
- Toren uit 15e eeuw (d'Olle Witte)
- Kerk uit 1836 (Evang.Lutherse kerk)
- Interieur van de Rooms Katholieke Sint VituskerkKatholieke Sint-Vituskerk uit 1880

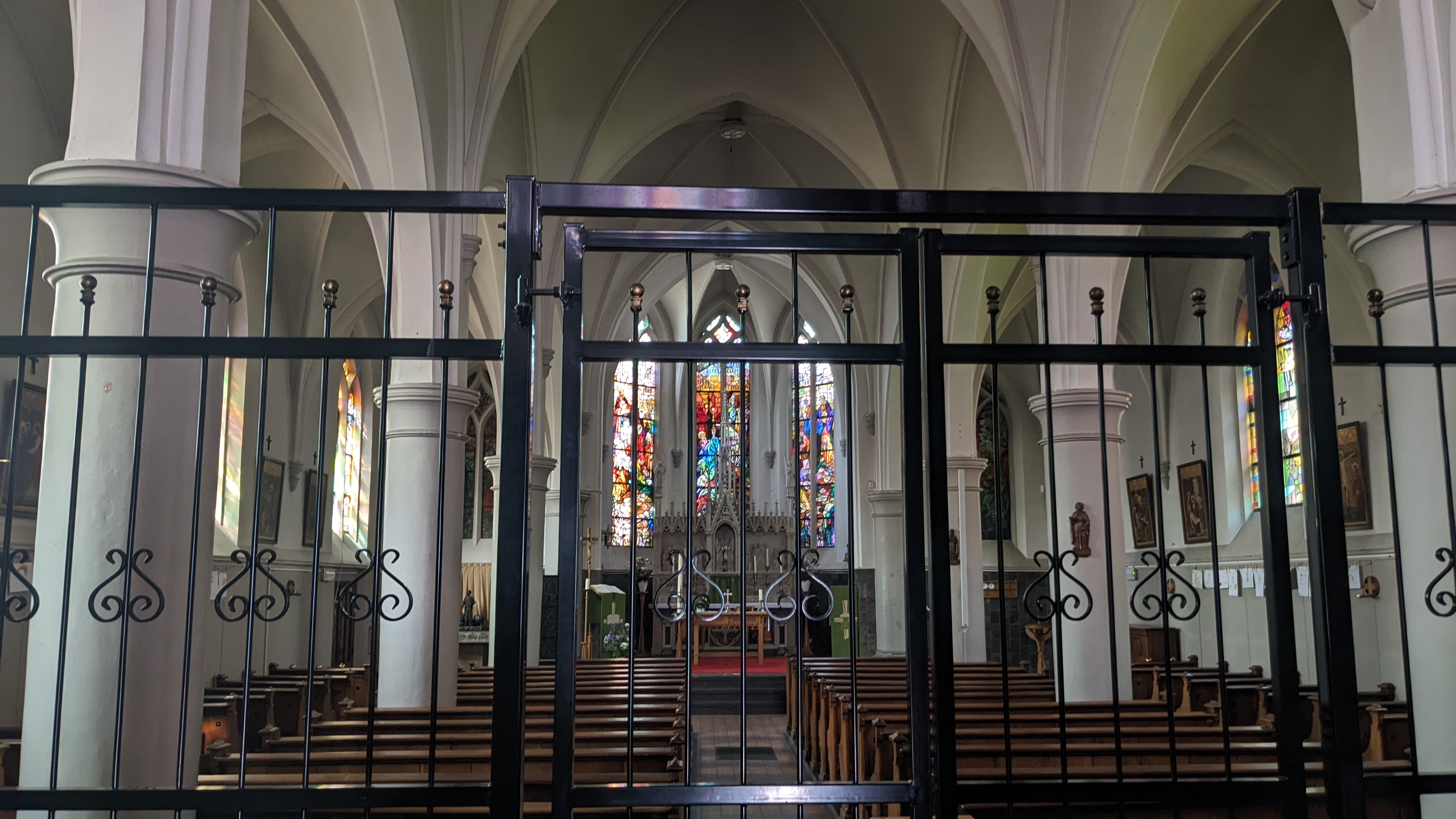
Interieur van de Rooms Katholieke Sint Vituskerk

- Protestantse Kerk uit begin van 20e eeuw (Vennekerk)
- Synagoge uit 1854.
- Voormalige rabbinaatswoning in Moorse trant (Boschstraat)
- Molen Berg
- Molen Dijkstra
- Molen Edens
- Stoomgemaal Winschoten
- Op de grens met Tranendal staat Luchtwachttoren 7T1.
- Theekoepel op landgoed De Oude Werf
- Station Winschoten
- Voormalig stadhuis uit de 19e eeuw
- Huidig stadhuis uit de 20e eeuw
- Station Winschoten uit de 19e eeuw
- Cultureel centrum De Klinker (gesloopt in 2009, nieuwbouw gereed in 2017)

### Musea

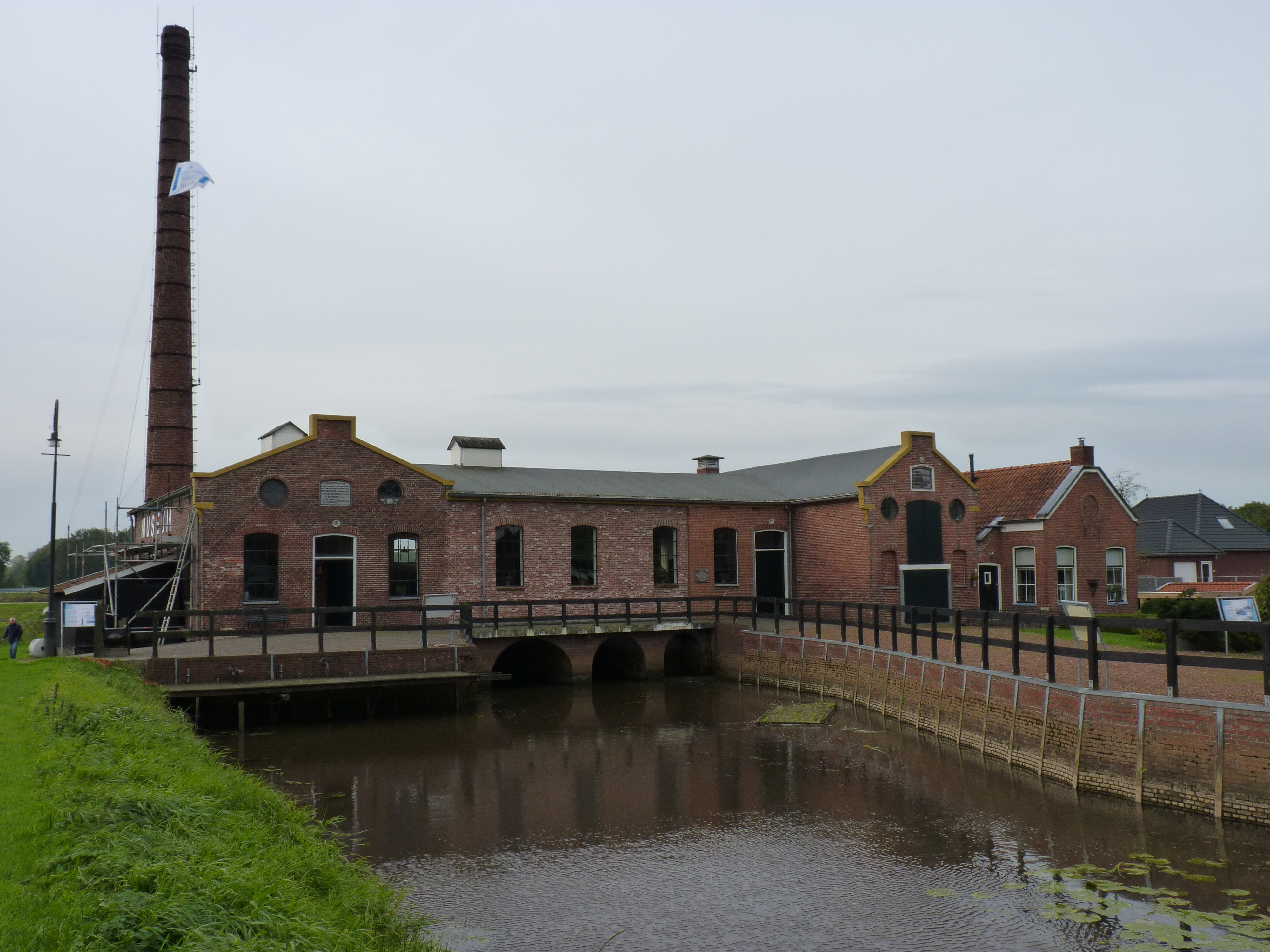
Stoomgemaal Winschoten

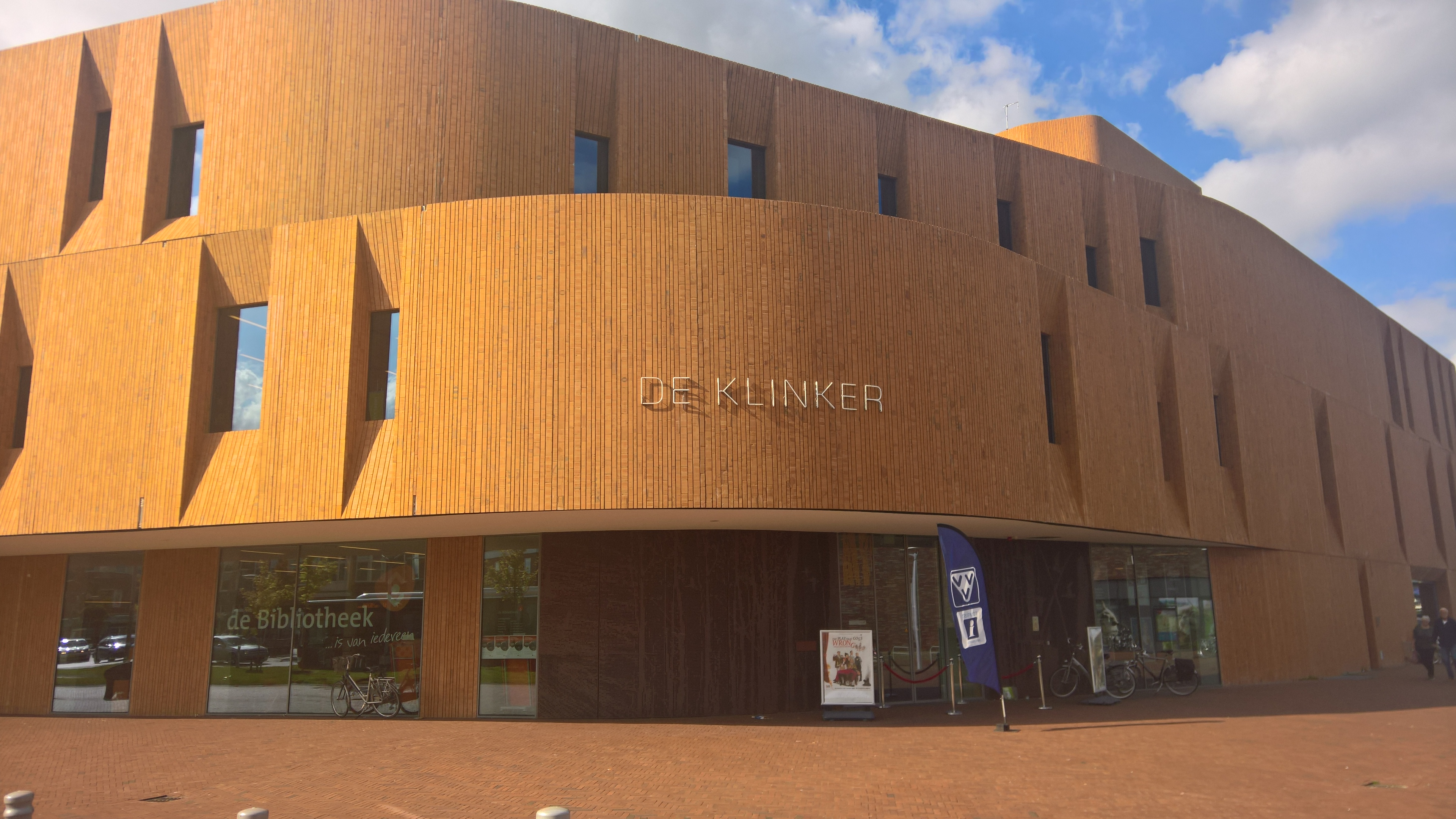
Theater De Klinker

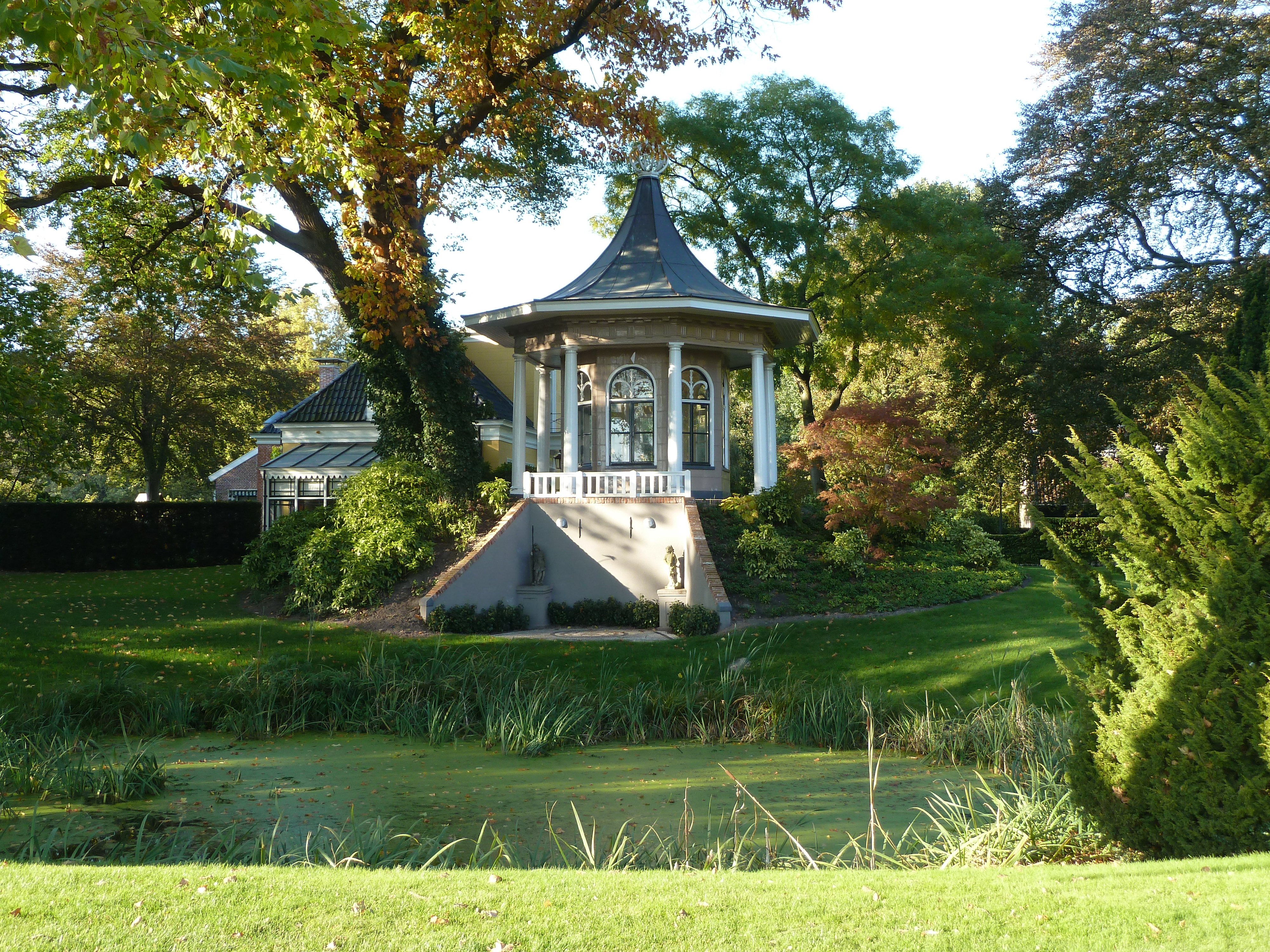
Theekoepel Oude Werf

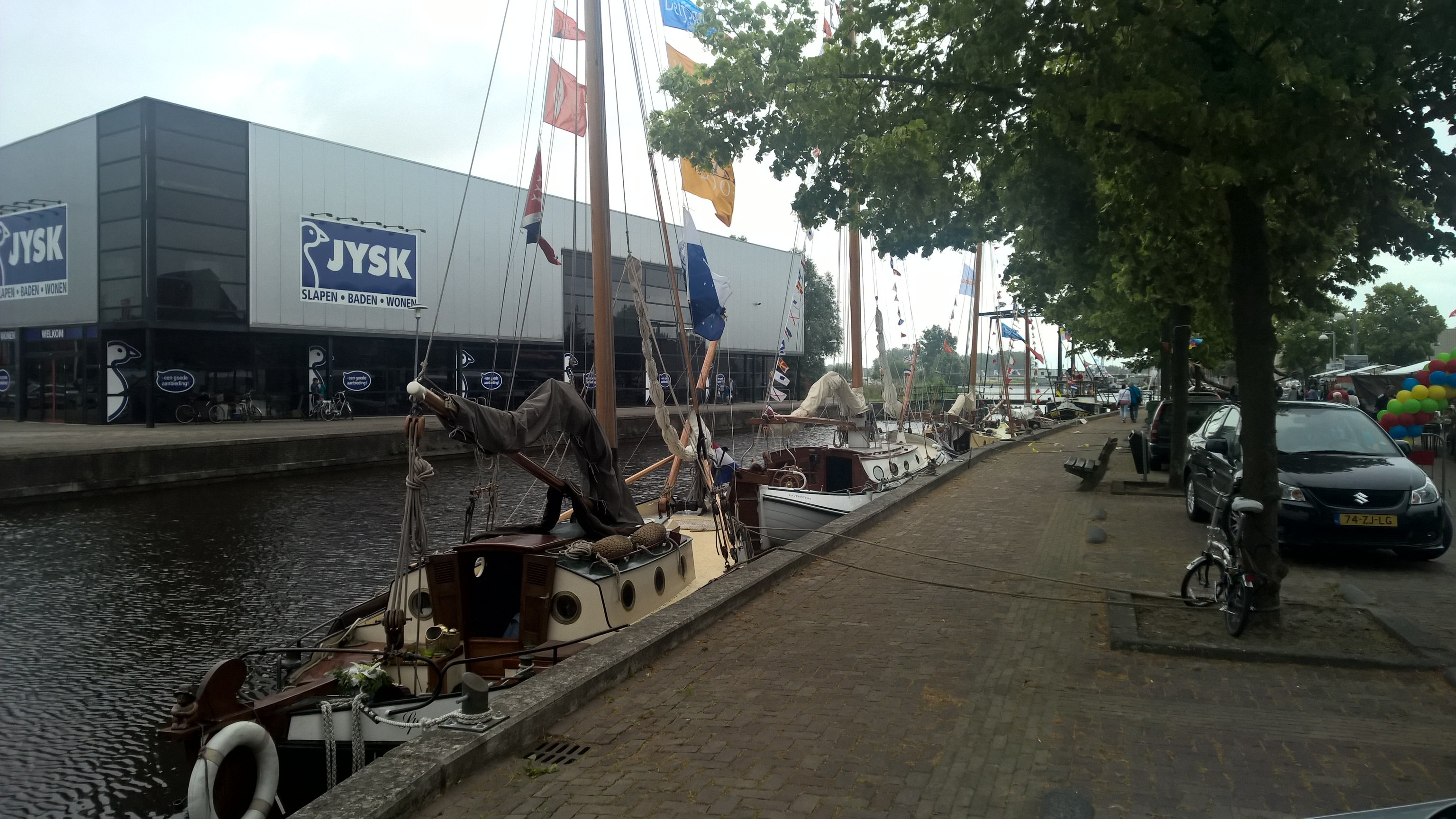
Waterkwartier in Winschoten

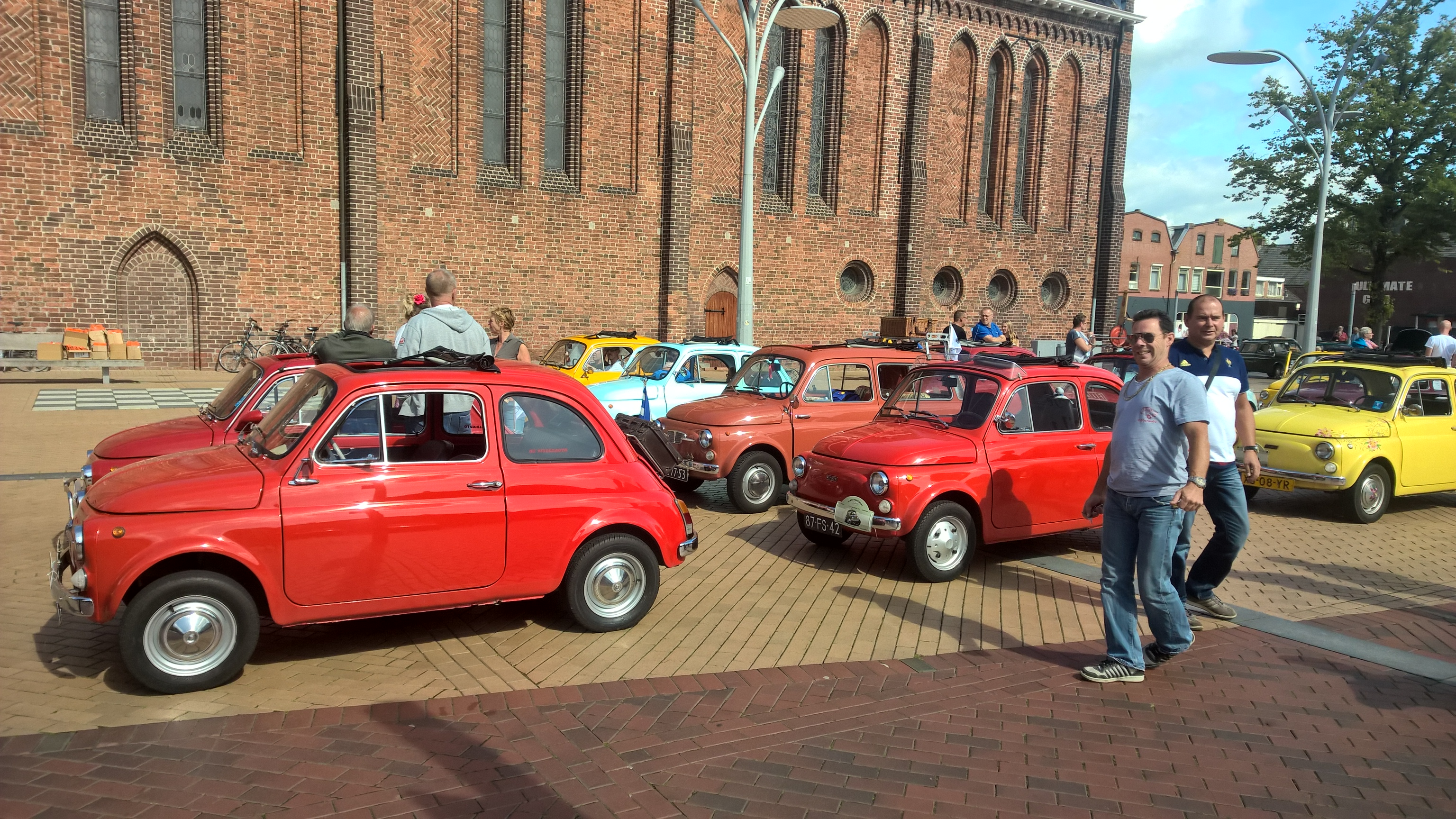
Oldtimerfestival in Winschoten 2016

Museum Stoomgemaal Winschoten ligt ten noorden van de A7 aan het Oostereinde. Het stoomgemaal is als museum een onderdeel van de geschiedenis van Nederland Waterland. Het is een van de negen stoomgemalen in Nederland die nog bewaard zijn gebleven van de in totaal 120 die Nederland ooit kende.
In Winschoten is verder de Stichting Oud Winschoten actief. In de oude PABO aan de Mr. D.U. Stikkerlaan 4, is de beneden verdieping ingericht als museum. De vaste openingstijden zijn iedere maandag-, donderdagmiddag en laatste vrijdag van de maand van 13.00-16.00 uur. Tevens worden regelmatig tentoonstellingen gehouden over aspecten van de Winschoter geschiedenis. Het Cultuur Historisch Centrum vinden we in Scheemda.
In het direct ten westen van Winschoten gelegen dorp Heiligerlee bevinden zich het Museum Slag bij Heiligerlee en het Klokkengieterijmuseum Heiligerlee. Deze musea liggen aan de Provinciale weg in het hart van de dorpskom tegen over elkaar en worden in de volksmond Klok en Slag genoemd. De Slag bij Heiligerlee (1568) was een van de eerste overwinningen van de opstandelingen tijdens de 80-jarige oorlog.
Het klokkengieterijmuseum vertelt de historie van het eens zo belangrijke ambacht van het klokken gieten. In de regio Winschoten waren een aantal klokkengieterijen actief in het verleden.

### Film en theater
In 1899 besloot Bé Dommering, die eigenaar was van hotel Wisseman, een grote toneelzaal aan het hotel te bouwen. Louter voor toneel, zo was de bedoeling, maar al in 1911 werden de eerste films vertoond - en zo werd de toneelzaal van Dommering de eerste bioscoop van Winschoten. Op 1 augustus 1967 kwam er door een grote brand een einde aan Dommering.
Verder was er de Skala-bioscoop in de Langestraat. Deze werd in 1992 verhuisd naar het Marktplein en ging verder onder de naam Bioscoop Hollywood tot de sluiting in 2008.
In 1973 werd door prinses Margriet Theater De Klinker geopend. Het theater functioneert tot 2008 waarna tijdelijk theater De Tramwerkplaats wordt geopend. Tegenwoordig is de Tramwerkplaats de locatie van de Harbour Jazz Club Winschoten. In 2015 werd het nieuwe cultuurhuis De Klinker geopend met daarin naast theater en bioscoop ook de openbare bibliotheek, muziekschool en een vestiging van de VVV.

### Tuinen en parken
Het oudste park van Winschoten is het Sterrebos of Wandelbos nabij het centrum dat tussen 1826 en 1827 op initiatief van de Winschoter dominee B.H. Steringa Kuiper werd aangelegd met behulp van arbeiders die te werk gesteld werden door de Maatschappij tot Nut van 't Algemeen. In 1907 kreeg het park zijn huidige uitstraling toen landschapsarchitect Leonard Springer een ontwerp voor het park maakte. Het park heeft de status van rijksmonument en is circa 6 hectare groot. In Winschoten-Zuid ligt het 10 hectare grote Maintebos. Het rond 1900 aangelegde Maintebos ligt bij het Sint Vitusholt.
Winschoten heeft een 70 hectare groot Stadspark, waarvan 6 hectare bestaat uit waterpartijen. Het Stadspark wordt doorsneden door de weg Bovenburen. Het zuidelijke deel van het park werd aangelegd in 1963 en het noordelijke deel tussen 1976 en 1978. Het zuidelijke deel is meer cultuurlijk aangelegd en het noordelijke deel meer natuurlijk. Onderdeel van het zuidelijke deel vormt het grootste rosarium van Nederland, aan de Parklaan. Ook bevat het park een kinderboerderij. Aangrenzend liggen het sportcomplex van voetbalclub WVV en honk- en softbalclub WHSC.
Ten zuiden van Winschoten ligt het landschapspark Tusschenwegen, met als bezienswaardigheid de twee oogvormige vijvers.

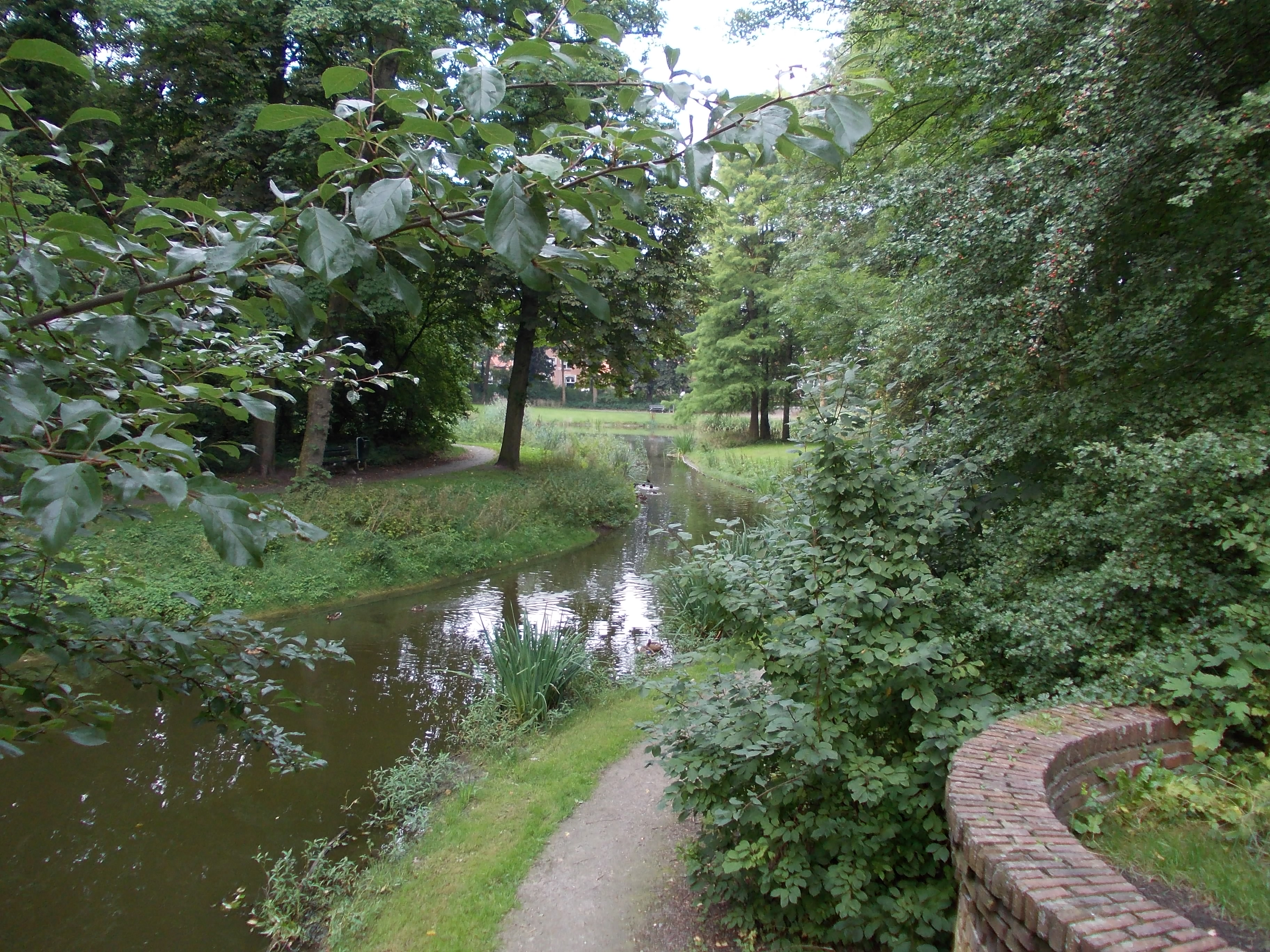
Gezicht op een deel van het Sterrebos
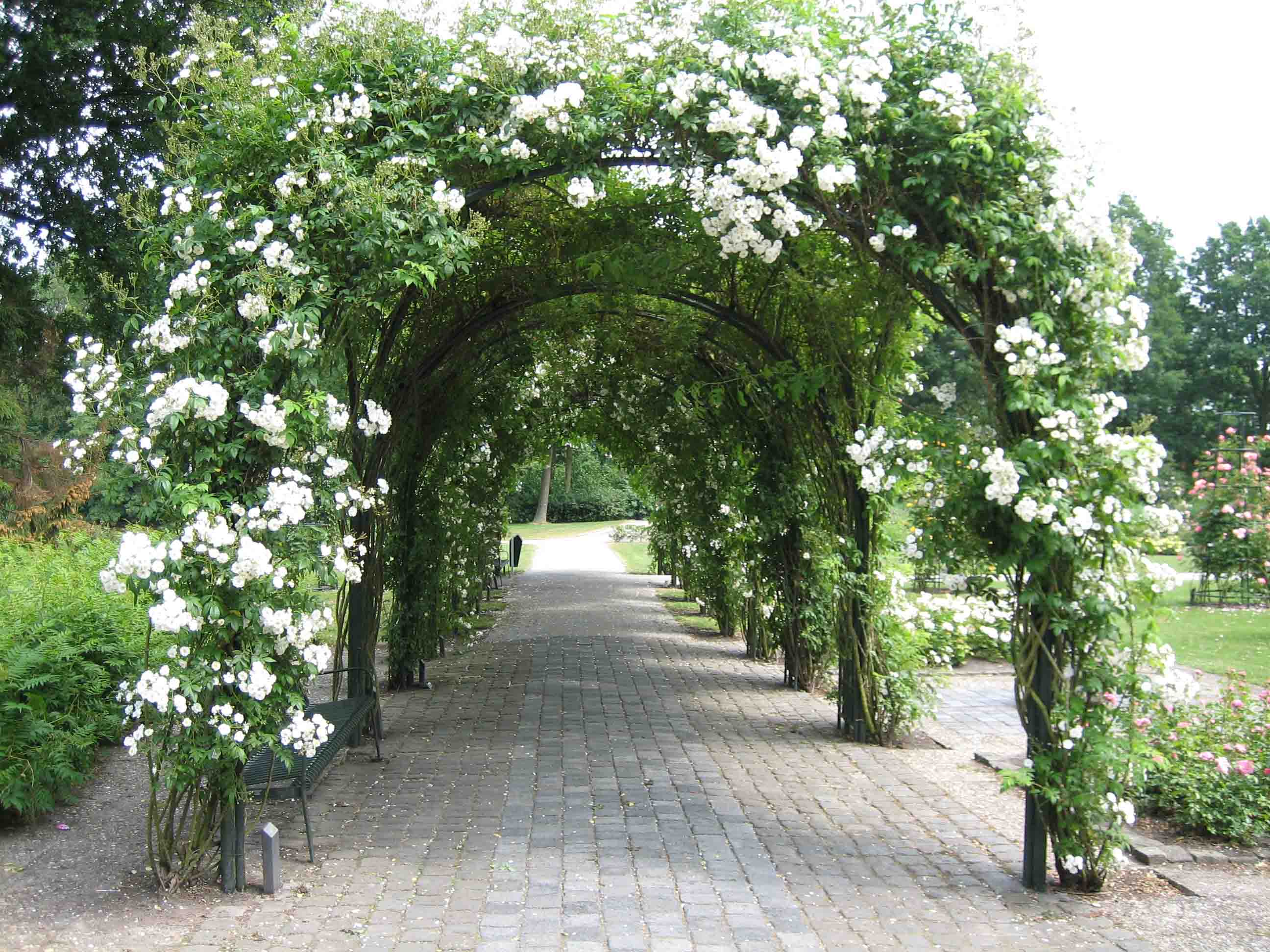
Boog in het Rosarium. Het Rosarium van Winschoten is het grootste van Nederland.
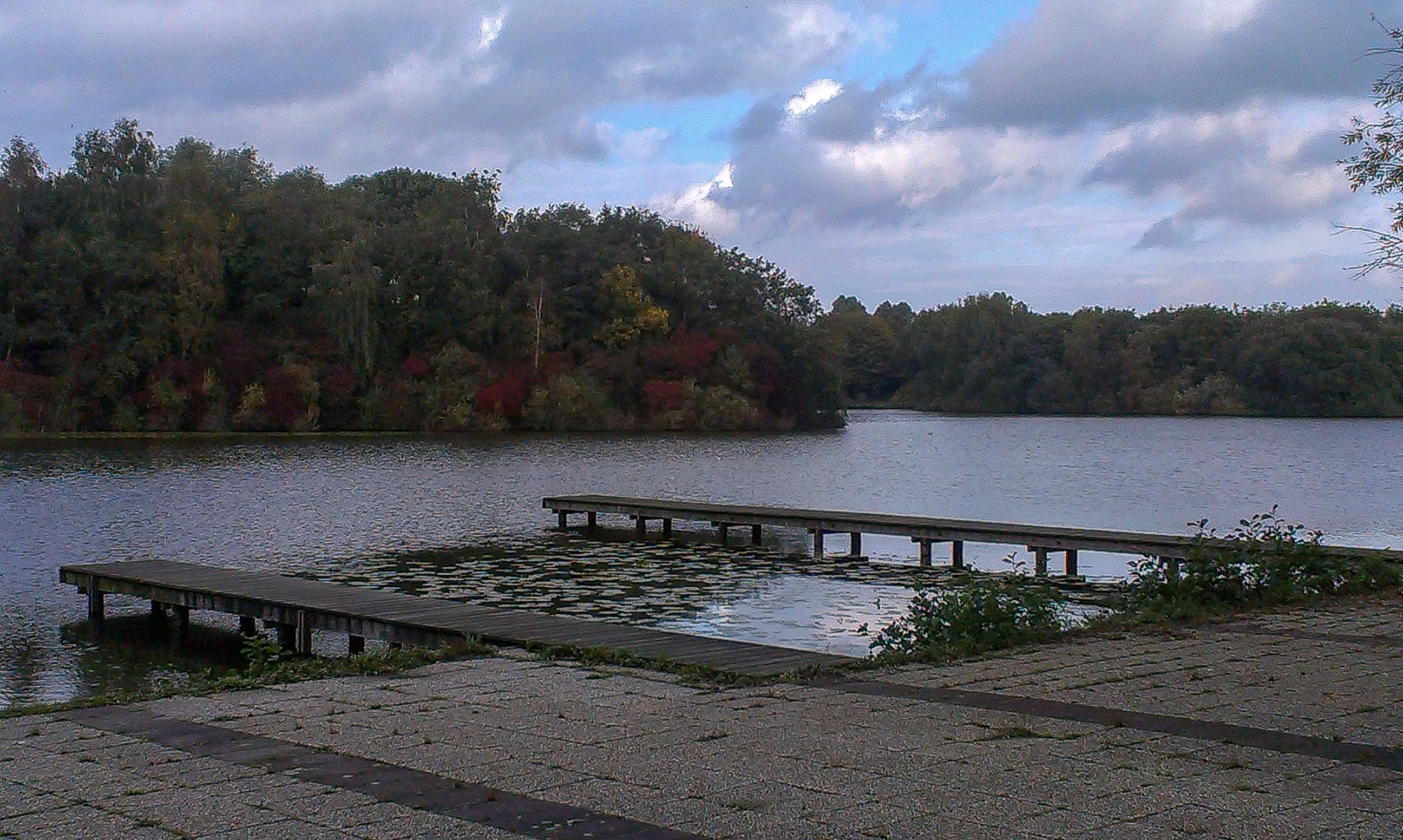
Een van de vijvers in het Stadspark
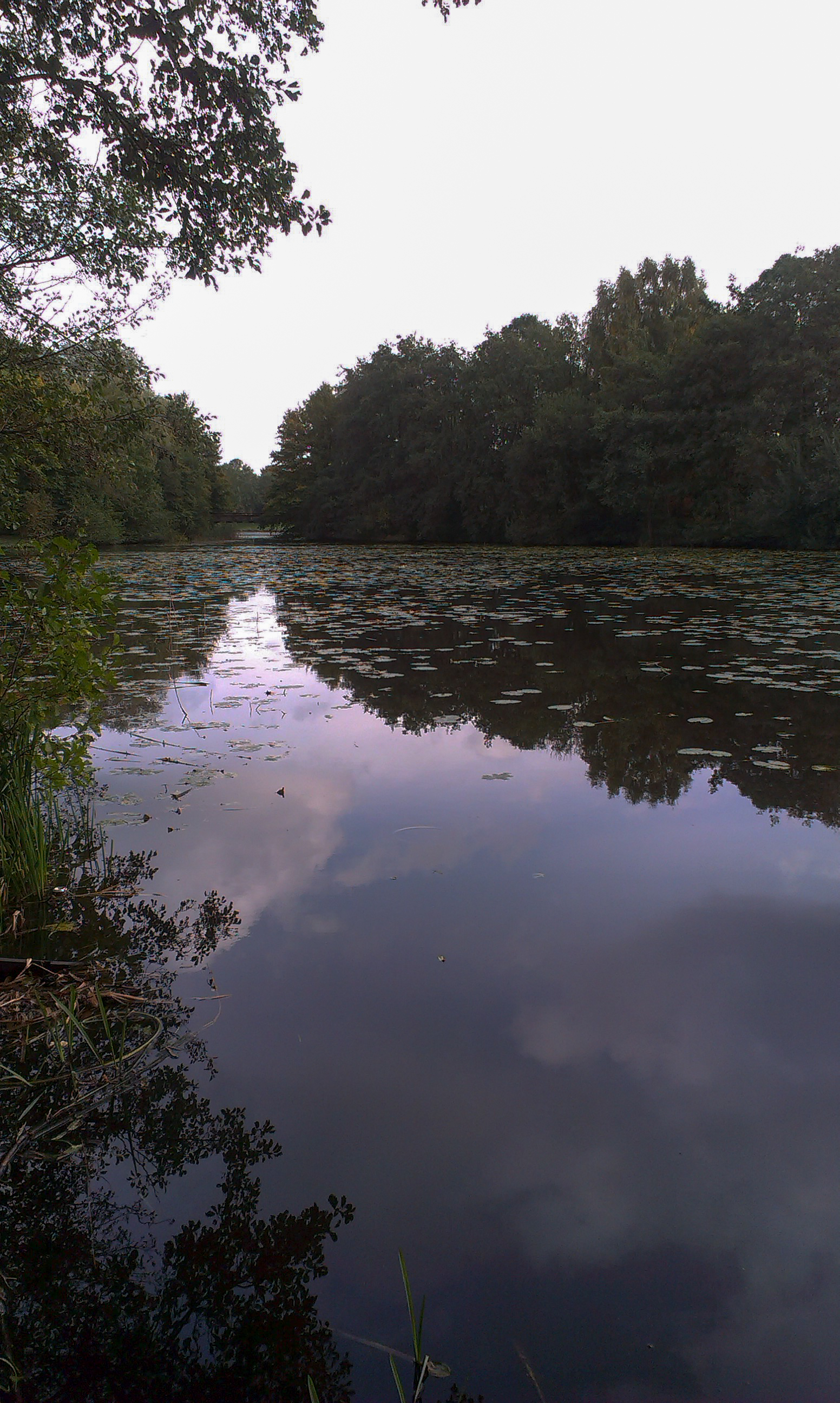
Andere waterpartij in het Stadspark

### Evenementen
- Bluesfestival - februari
- Duitse dagen - maart/april/mei

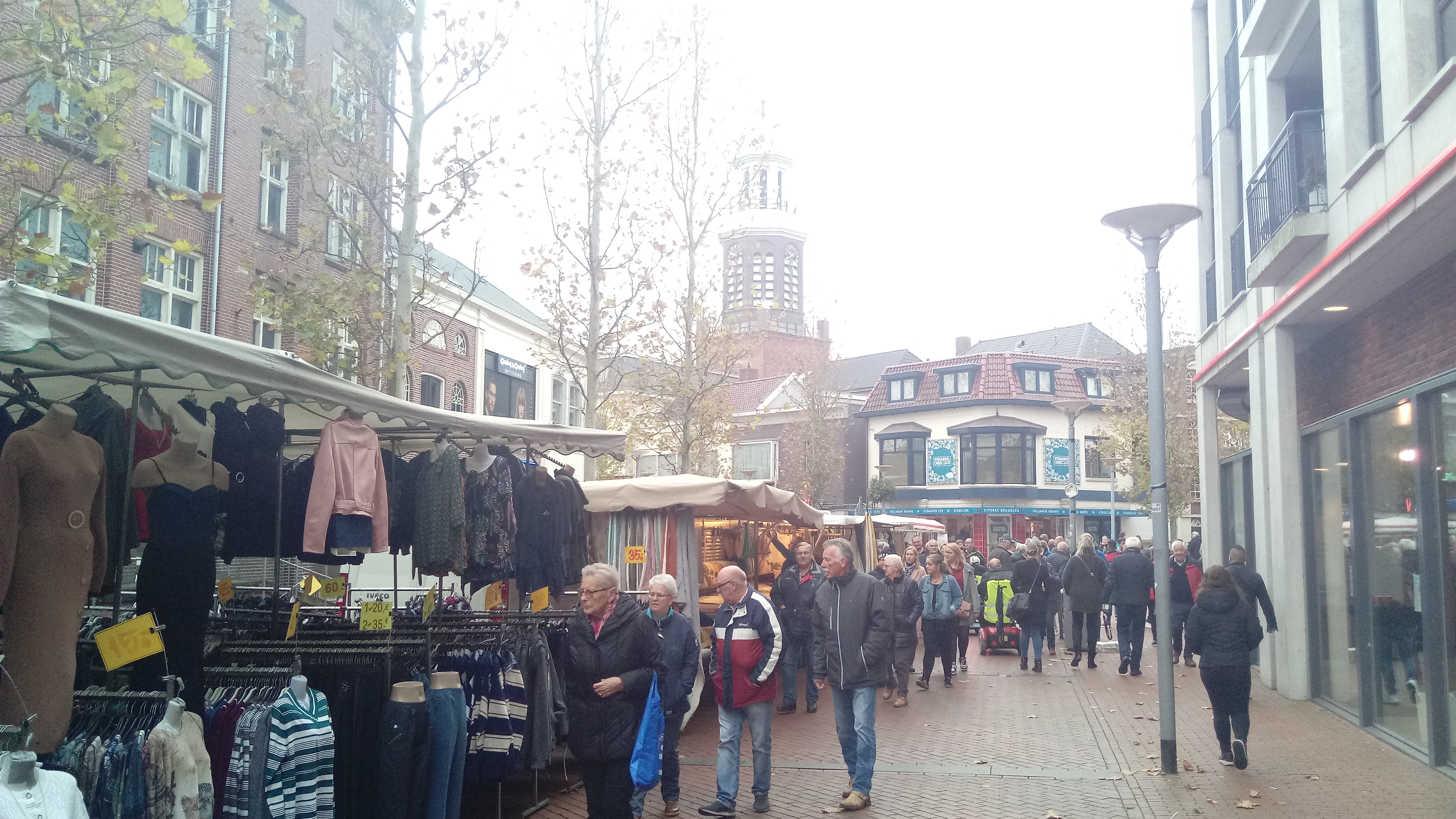
Adrillenmarkt in Winschoten

- Paasevent - braderie en truckrun/classic motorraces aan Havenkade
- Koningsmarkt - april
- Bevrijdingsfestival - mei
- Rozenfestival - juli
- Nacht van Winschoten - juli
- Waterbei straattheaterfestival - augustus
- Middeleeuws Winschoten & Fantasyfestival - augustus
- Pura Vida openluchtproms - Blauwestad augustus
- Run Winschoten - september
- Tellerlikker festival (uitmarkt)
- Duitse dag - oktober
- Winkelweek - oktober/november
- Adrillen - eerste maandag november
- Winterfair - december

#### Run Winschoten
De Run Winschoten is de oudste ultraloop over 100 km in Nederland, die sinds 1976 jaarlijks op de tweede zaterdag van september wordt gehouden. Het wedstrijdaanbod van dit evenement bevat tevens een wedstrijd over 50 km en een estafette van 10×10 km. Voor de kinderen tot en met 15 jaar is er de Lutjerun met diverse afstanden. De Run Winschoten is meerdere malen het decor geweest voor de Wereld en Europese kampioenschappen 100 km.

## Voorzieningen

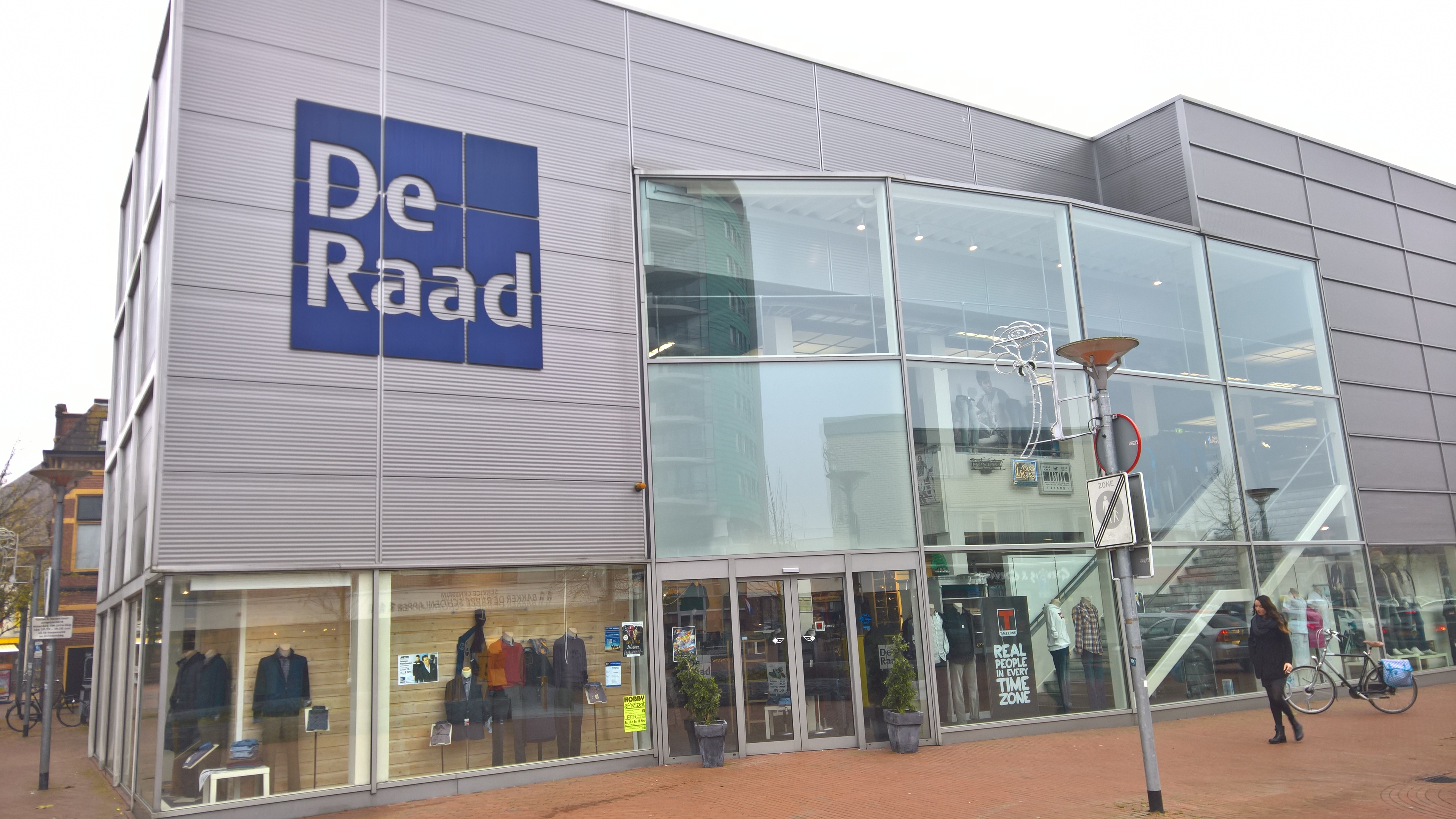
Modewarenhuis aan de Venne

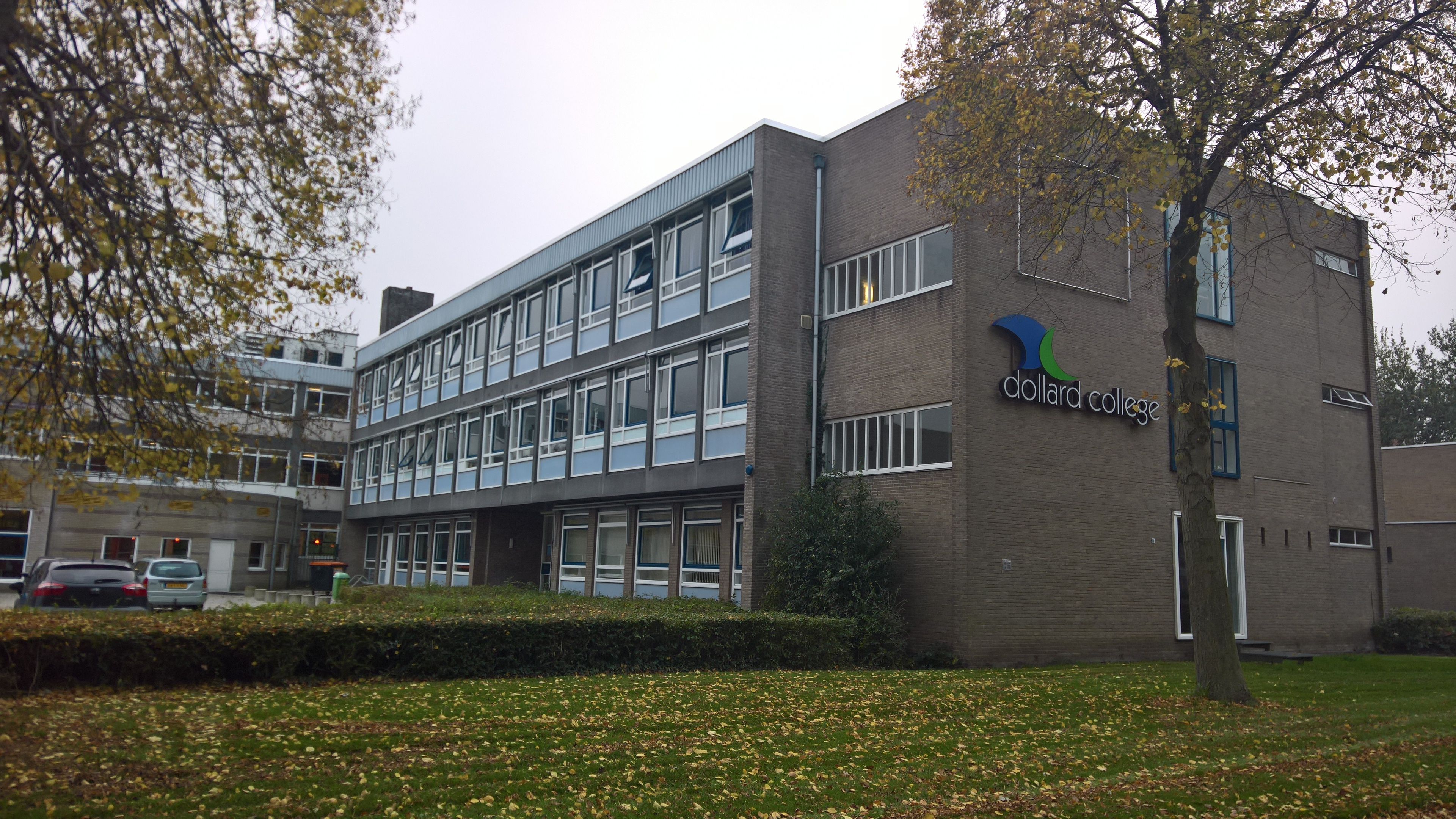
Dollard College Winschoten

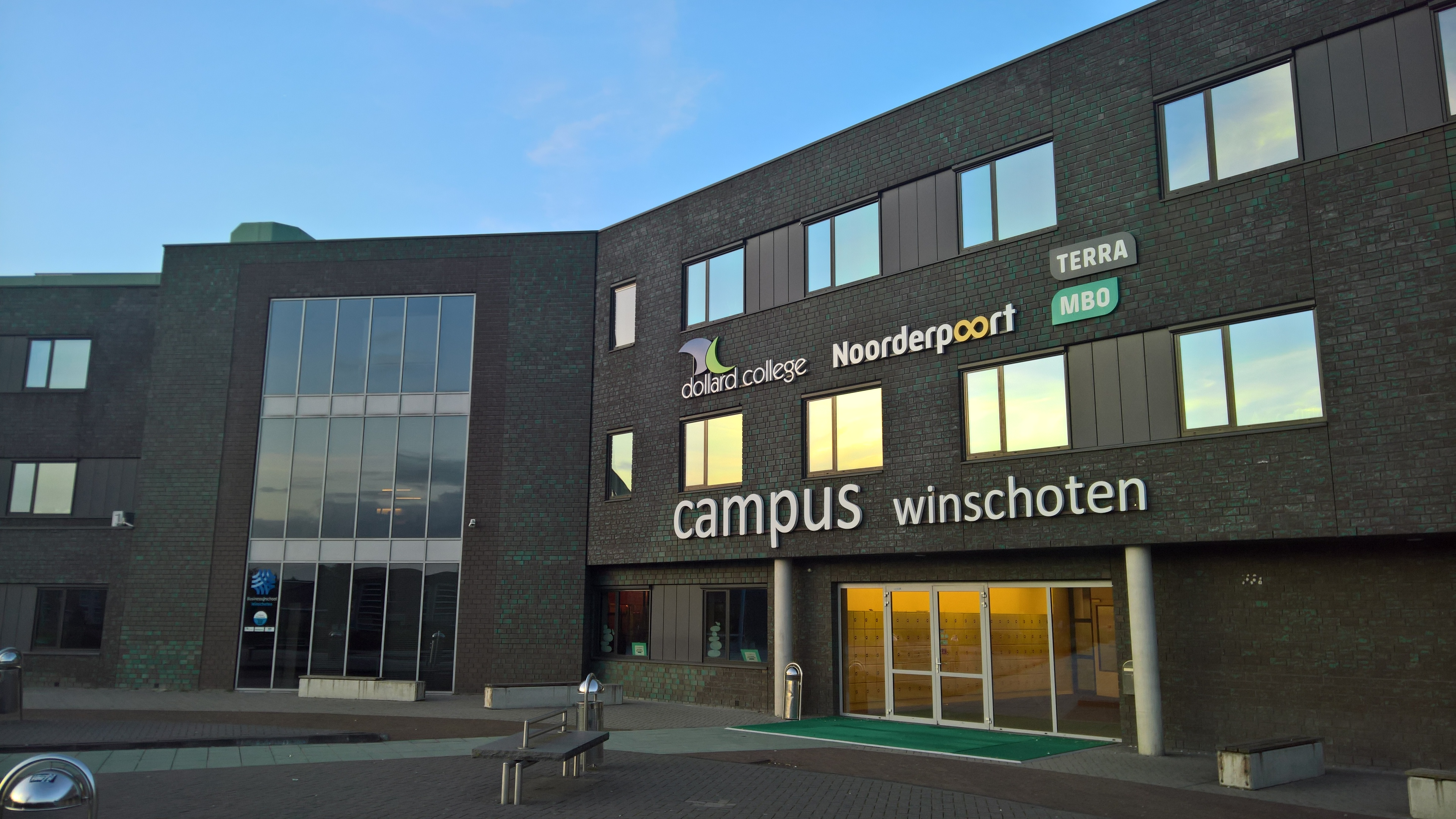
Campus Winschoten (oa. MBO Noorderpoort)

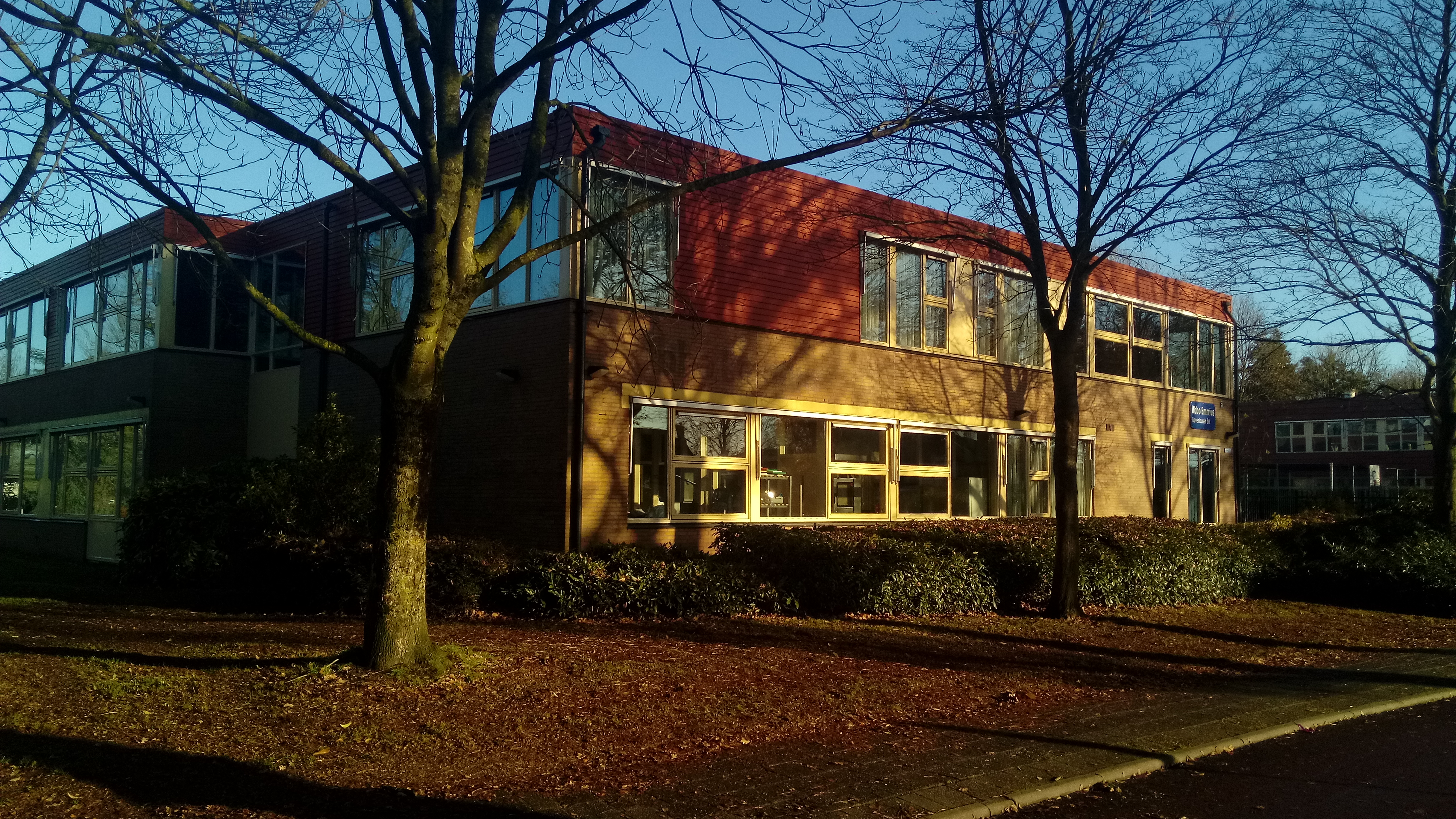
Ubbo Emmius college Winschoten

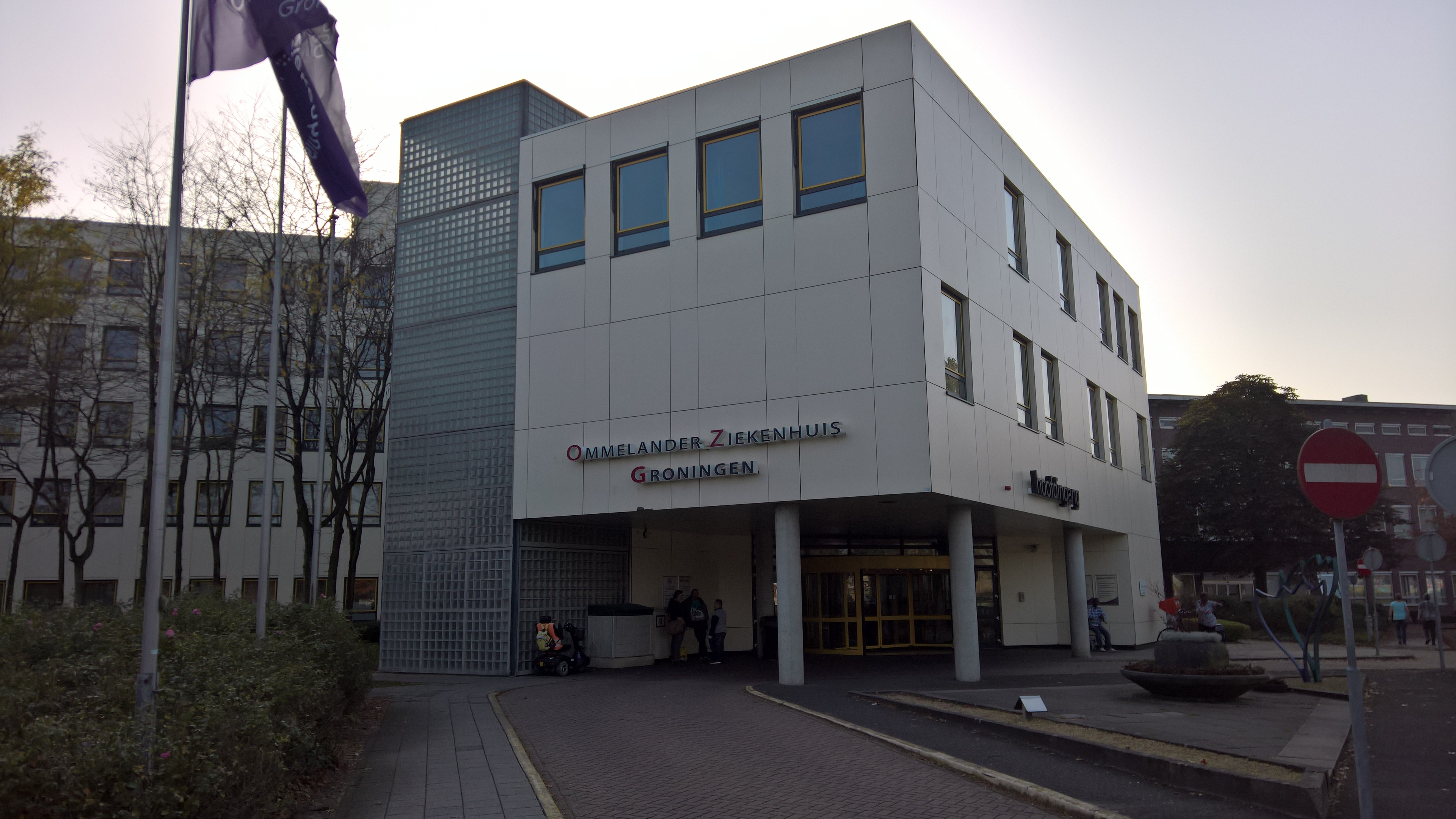
Voormalig Sint Lucas Ziekenhuis (OZG) in 2017

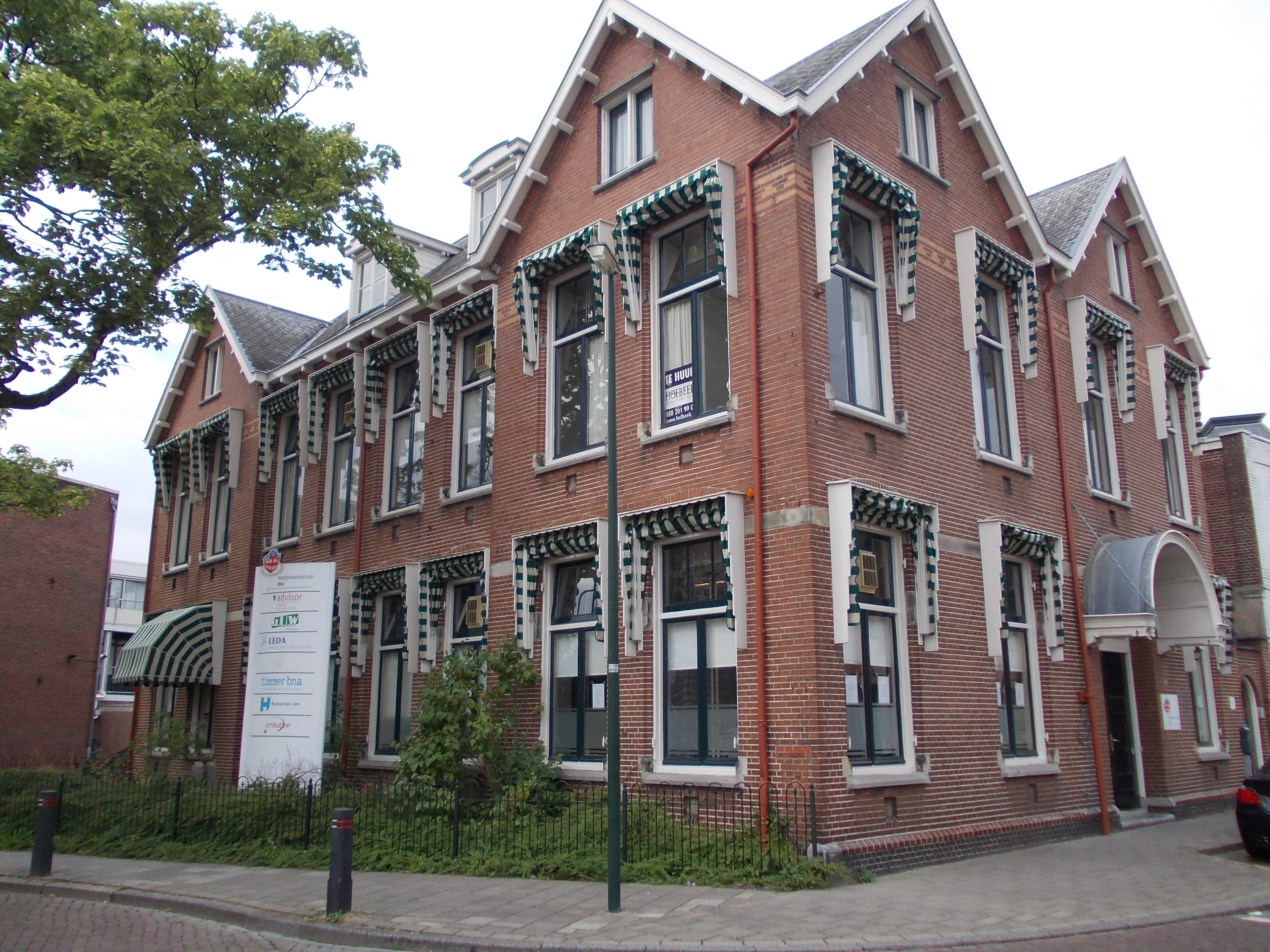
Voormalig Gerechtsgebouw

### Detailhandel
Winschoten is een stedelijk centrum voor de regio Oost-Groningen, de tweede winkelstad van Groningen met ruim 77.000 vierkante meter verkoopvloeroppervlak. De binnenstad heeft een groot winkelaanbod (circa 40.000 m²) dat te vinden is aan de 770 meter lange winkelpromenade, de Langestraat, de Torenstraat, De Venne en het overdekte winkelcentrum 't Rond aan het Israëlplein. In totaal bijna 200 winkels.
Buiten de binnenstad liggen het Reiderpark, Intratuin en het Posttil center, waar grootschalige detailhandel in de woonbranche en een grote supermarkt te vinden zijn. Winschoten-Noord en Winschoten-Zuid kennen elk een eigen supermarkt.
Winschoten is de primaire verzorgingskern voor de gemeente Oldambt en de kernen ten zuiden van de stad zoals Blijham, Oudeschans en Bellingwolde (in totaal circa 45.000 inwoners). Verder heeft Winschoten sterke aantrekkingskracht op de Duitse consument uit het noordelijk deel van de Landkreis Emsland met de kern Rhede en de Landkreis Leer met kernen als Bunde en Weener.

### Onderwijs
Op het gebied van onderwijs is Winschoten een centrum voor voortgezet onderwijs (Dollard College en Ubbo Emmius College), mbo-onderwijs (Noorderpoort en Terra), dat gevestigd is in de Campus Winschoten nabij het station met bijna 1000 leerlingen. Verder heeft de stad 10 basisscholen en twee scholen voor speciaal onderwijs (Delta en Meentschool). Sinds 2020 is er de sociocratische school Plan B voor primair onderwijs (basisschool) en voortgezet onderwijs (vmbo-tl, havo en vwo).

#### Basisscholen
Winschoten Parkwijk (noord)
- OBS De Kleine Dollard
- CBS De Vossenburcht

Winschoten Zeeheldenbuurt
- OBS De Tweemaster

Winschoten Bomenbuurt
- OBS Beukenlaan

Winschoten Centrum
- RK Basisschool Sint Vitus
- CBS Maranatha
- School met de Bijbel Basisschool De Leilinde

Winschoten Rivierenbuurt (zuid)
- OBS De Waterlelie

### Sport
Winschoten heeft tal van voorzieningen op het gebied van sport. Ook maakte de stad naam als voetbalstad waar in het verleden grote voetballers werden opgeleid zoals Klaas Nuninga en Jan Mulder. WVV en BATO zijn de twee voetbalclubs van de stad. Verder is er een grote atletiekvereniging en zijn er tennis-, hockey- en korfbalcomplexen. Winschoten heeft verder een overdekt zwembad (De Watertoren) en een ijsbaan. Ook zijn er sporthallen en gymlokalen te vinden verspreid over de stad, fitnessen en krachttraining is ook erg populair in Winschoten, er zijn meerdere sportscholen te vinden.

### Zorg
Winschoten beschikte tussen 1927 en 2018 over haar eigen ziekenhuis, het Sint Lucasziekenhuis. Het had op haar hoogtepunt 240 bedden. Na de fusie met het Delfzicht Ziekenhuis in Delfzijl werd de Ommelander Ziekenhuis Groep gevormd. De beide ziekenhuislocaties zijn in 2018 verruild voor een nieuw ziekenhuis in Scheemda, het Ommelander Ziekenhuis Groningen, dat gelegen is op 7 kilometer van Winschoten.
Winschoten heeft verder woon-zorgvoorzieningen zoals Renselheerd, Emmaheerd, Vondelhuys en Verpleeghuis Oldwolde van zorggroep Oosterlengte. Ook heeft Lentis een kliniek in de stad en levert het diverse ambulante psychiatische hulpverlening.

### Overheid
Winschoten kreeg in 1845 een nieuw raad- en rechthuis in de Blijhamsterstraat (nr. 28), waar ook de arrondissementsrechtbank en het kantongerecht waren gevestigd. Het huidige stadhuis in de Langestraat dateert uit 1895. Winschoten was de hoofdplaats van een gerechtelijk arrondissement en had als zodanig een eigen arrondissementsrechtbank aan de Blijhamsterstraat, die in 1933 werd opgeheven. Het kantongerecht van Winschoten heeft tot 2014 bestaan, thans is de rechtbank (in al haar hoedanigheden) gecentraliseerd in de stad Groningen. Verder had Winschoten vestigingen van de Belastingdienst en het GAK. Deze zijn inmiddels gesloten en gecentraliseerd in Groningen.
Winschoten is tegenwoordig in de regio Oost-Groningen de vestigingsplek van het examencentrum van het Centraal Bureau Rijvaardigheidsbewijzen. Belangrijk is verder de werkgever Doc-Direkt, de centrale archiefdienst van de Rijksoverheid die is gevestigd in Winschoten. De grootste werkgever in de gemeente is het werk-leerbedrijf Afeer, het voormalige Synergon. Dit bedrijf bemiddeld mensen naar betaalde arbeid of zorgt voor beschutte werkplekken.

## Economie

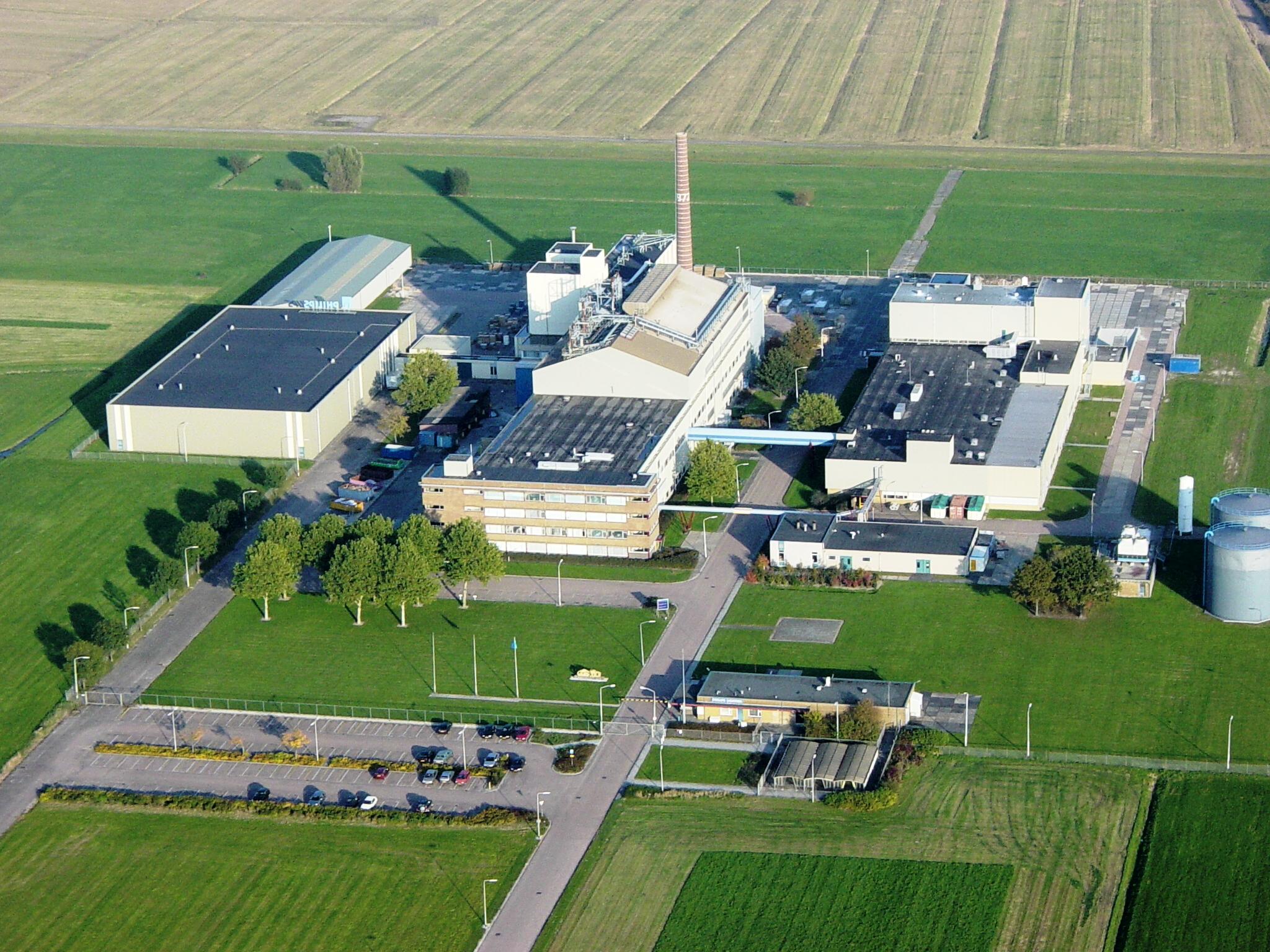
Fabriek Qsil (voorheen Philips Winschoten)

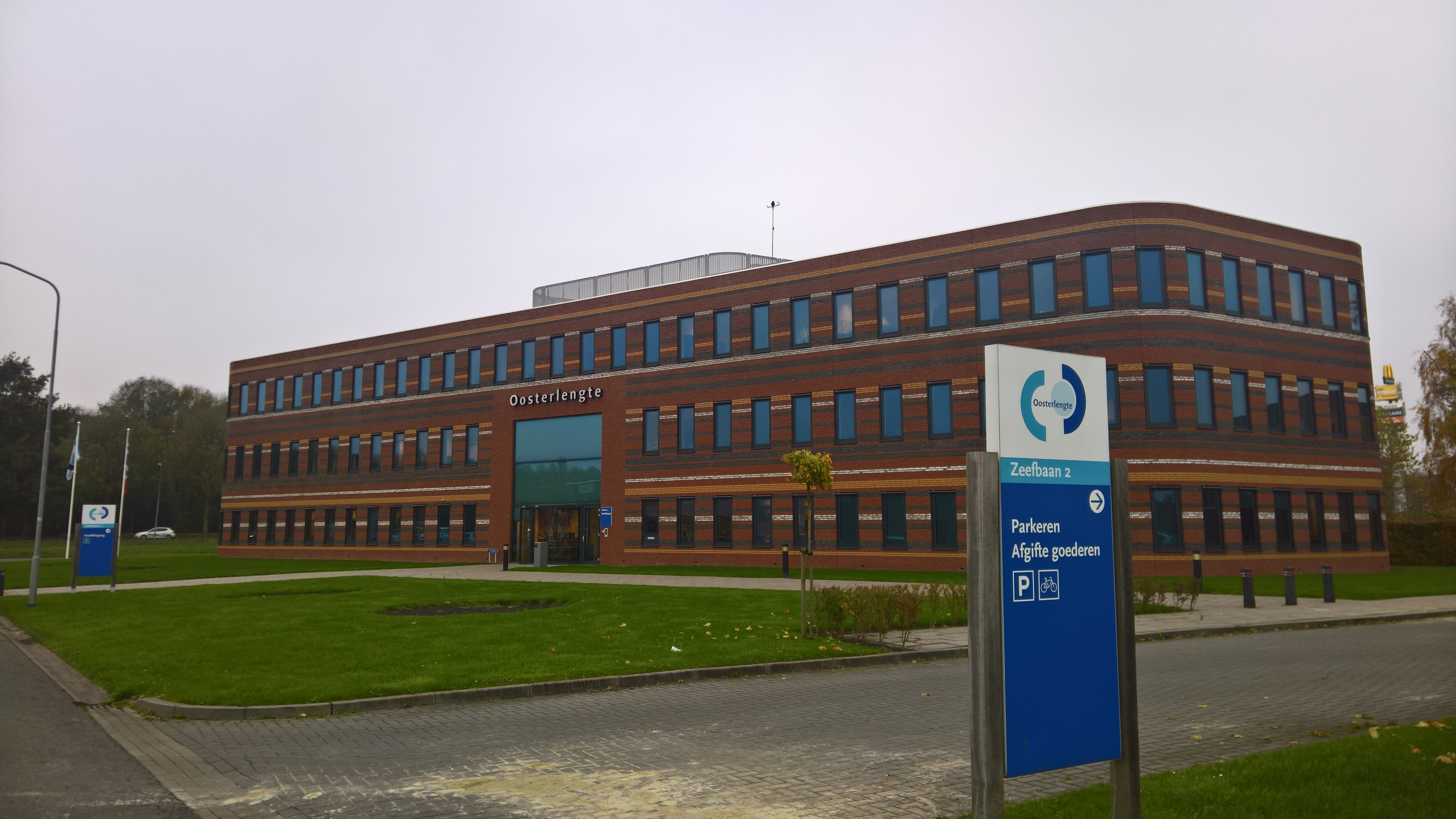
Hoofdkantoor Oosterlengte in Winschoten

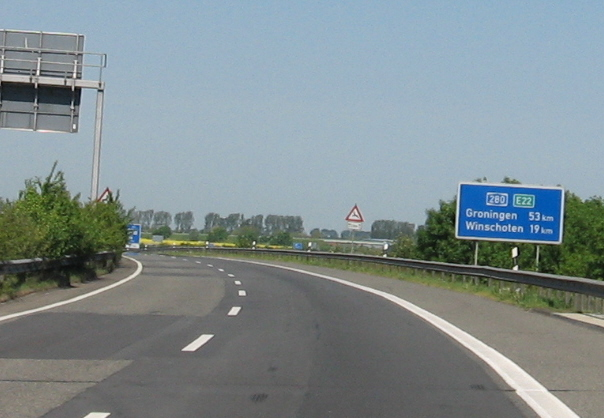
Bewegwijzering op Autobahn 280 in Duitsland richting Winschoten)

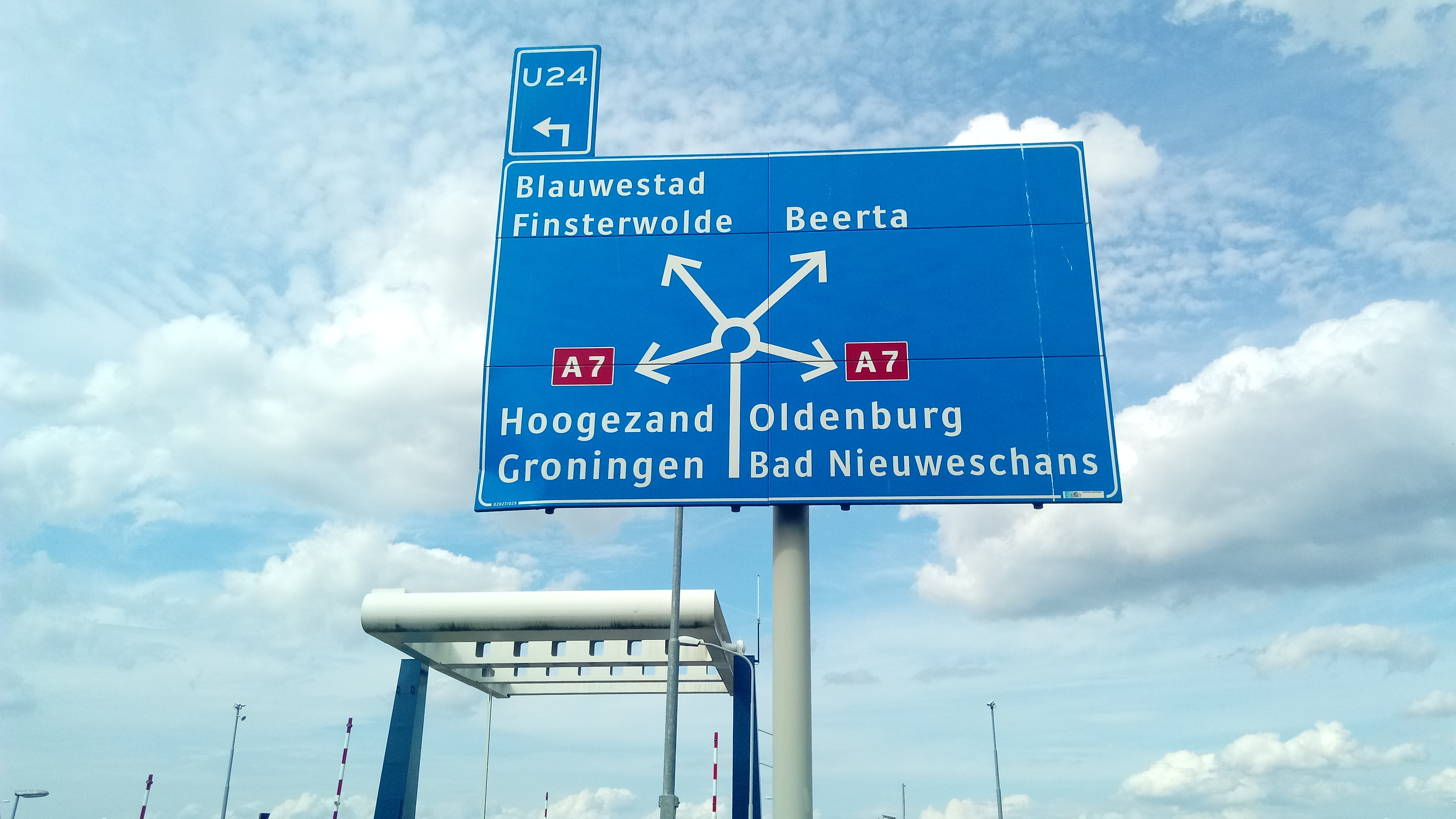
Ontsluiting van Winschoten op de A7

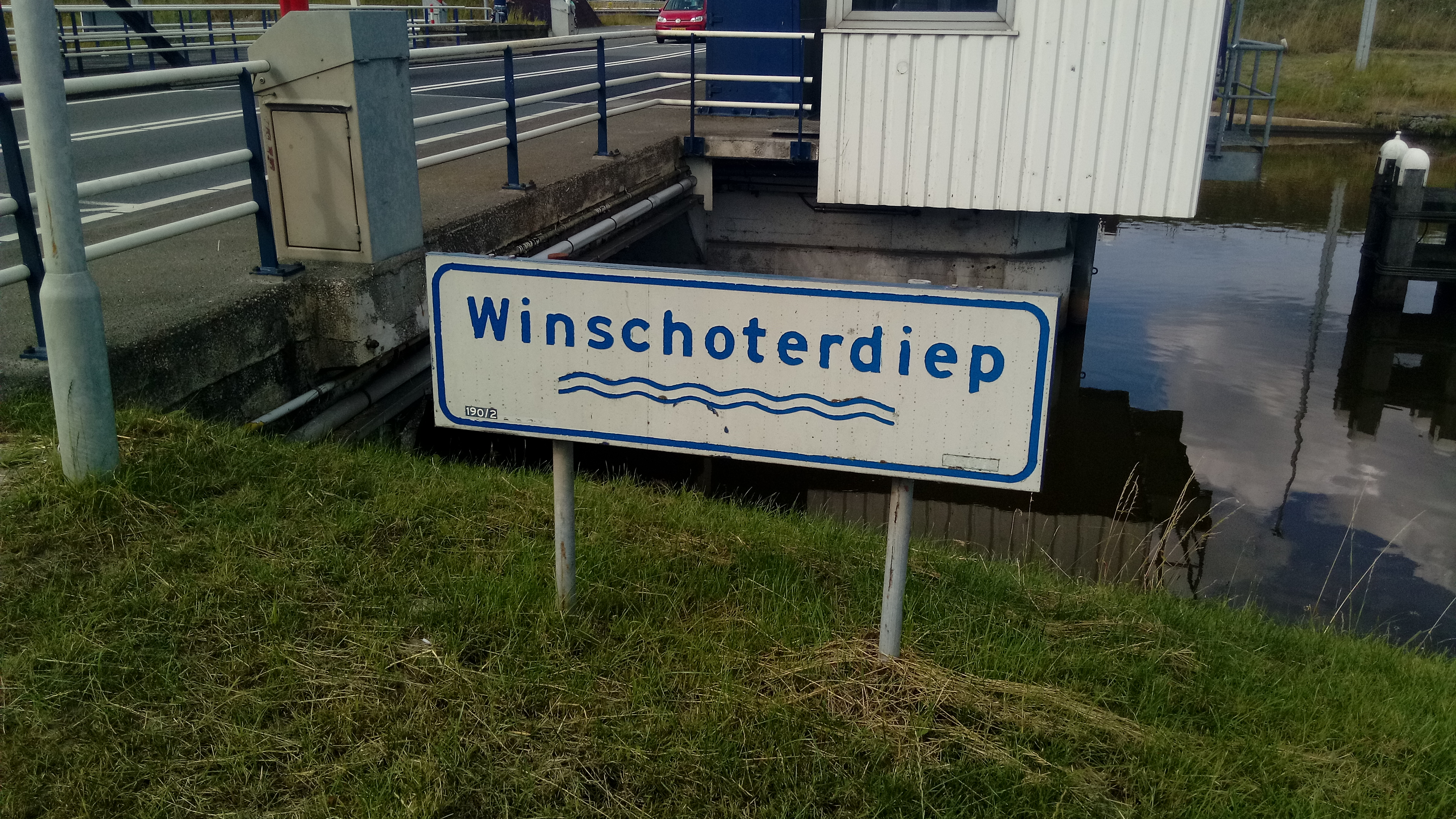
Bord Winschoterdiep nabij de A7

Winschoten heeft ruim 11.000 banen op een bevolking van ruim 18.000 inwoners en is daarmee een van de belangrijke economische kernen in de provincie Groningen. Diensten zijn met name te vinden in en rond de binnenstad, de industriële bedrijvigheid, handel en transport zijn grotendeels gevestigd aan de oostzijde van de stad, nabij de oostelijke rondweg en de autosnelweg A7. In de zorg en dienstensector zijn Zorggroep Oosterlengte, Lentis en werkbedrijf Afeer de belangrijkste werkgevers in Winschoten.

### Bedrijventerreinen
- Bussinespark Reiderland
- Bedrijventerrein De Rensel
- Bedrijvenpark Hoogebrug

Belangrijke werkgevers op de bedrijventerreinen zijn Brandweerwagenfabrikant Ziegler, meubelfabrikant Interfurn en Qsil, producent van verlichting, een voormalige vestiging van Phillips. Ook kent Winschoten van oudsher veel logistieke bedrijven. Langs de Havens van Winschoten getuigen verder grote pakhuizen aan bedrijvigheid die gerelateerd is aan de graanhandel en zadenhandel, zoals Robertus zaden. Verder is Winschoten bekend om haar staalindustrie (Geertsema Staal) en is er in de stad een vestiging te vinden van Pre Zero (eerder: Virol recycling).
In juli 2021 werd bekend dat Google een datacenter gaat bouwen op het Winschoter bedrijventerrein Hoogebrug III. Met deze grondverkoop is de laatste grote bedrijfskavel in Winschoten gevuld. De gemeente Oldambt verkent de ontwikkeling van nieuwe bedrijventerreinen in en rond Winschoten.

## Verkeer en infrastructuur

### Wegen
Winschoten ligt aan de A7. Vanaf deze autosnelweg zijn de afslagen Winschoten en Winschoten-West de verbindingen met de stad. De A7 is de verbinding naar Groningen, en naar Bremen via de aansluitende Bundesautobahn 280.
Ten oosten van de stad ligt de N367, de oostelijke rondweg. Aan de zuidzijde van de stad ligt de weg Oude Pekela-Winschoten. Het belangrijkste knooppunt is de Blauwe Roos, een verkeersplein dat de afrit Winschoten op de A7 verbindt met de wegen naar de binnenstad, Beerta en Finsterwolde. De verkeersintensiteit ligt hier boven de 20.000 verkeersbewegingen per etmaal. De provincie Groningen studeert op een aanpassing van het knooppunt om de verkeersproblemen in de spits op te lossen.

### Waterwegen
Per schip is de stad bereikbaar via het Winschoterdiep en de Rensel. Dit is een hoofdvaarroute geschikt voor schepen tot 1350 ton.
Ook loopt de Pekel Aa langs Winschoten in de richting van Nieuwe Statenzijl om uit te monden in de Dollard. Voor recreatievaart beschikt Winschoten over een jachthaven. Na de realisatie van de noordelijke vaarverbinding kunnen recreatieschepen vanuit Winschoten via het Oldambtmeer doorvaren naar Termunterzijl.

### Spoorwegen
Winschoten ligt sinds 1868 aan de spoorlijn Groningen-Bad Nieuweschans, onderdeel uitmakend van de Spoorlijn Harlingen - Nieuwe Schans. In 1876 kwam de aansluiting op het Duitse spoorwegnet tot stand toen de spoorlijn Nieuwe Schans – Ihrhove werd geopend. De stad beschikt over een station (Station Winschoten) dat in 1865 gereed was en nog steeds in originele staat verkeert. In december 2020 werd een sneltrein Groningen-Winschoten geïntroduceerd, in 2024 is het de bedoeling om rechtstreekse internationale treinen te laten rijden tussen Groningen en Bremen met het project Wunderline. Realisatie hiervan is afhankelijk van het herstel van de spoorbrug bij Weener over de rivier de Eems. De planning is verder dat tussen Scheemda en Winschoten een spoorverdubbeling wordt uitgevoerd in 2023-24.

### Waterstaat
Het kerspel Winschoten vormde sinds de 16e eeuw een afzonderlijk dijkrecht, dat oorspronkelijk het beheer had over de sluis van Winschoterzijl en zijn voorlopers. De dijkbrief werd vernieuwd in 1589 en 1677. De stad Groningen nam omstreeks 1636 het beheer over het grootste deel van het nieuw aangelegde Winschoterdiep over (met uitzondering tot het traject langs de Venne en de voortzetting daarvan in de Rensel). Ook de afwatering van Sint-Vitusholt en Bovenburen (met een duiker onder het Winschoterdiep bij Hessenbril) viel onder het beheer van de stad. Het water werd hier aangevoerd via de Munnekeveensloot, die tevens de scheiding vormde tussen tussen het Zuiderveen en de venen van Westerlee die tot het Termunterzijlvest behoorden.
Het kerspel trad in 1636 toe tot het Vierkarspelenzijlvest en nam tevens deel aan het Tienkarspelenzijlvest. De afwatering werd sterk verbeterd door de bouw van twee grote poldermolens te Oostereinde in 1803. Het water werd hierheen aangevoerd door de Groote Watering, die via een grondpomp onder de Rensel in verbinding stond met de Hoofdwatering. Die stond tot 1853 op zijn beurt in verbinding met een grondpomp onder de Pekel A, die het water van de Garelanden aanvoerde. Langs de Pekel A werd verder in 1851 de poldermolen Goliath in de Zuiderwuppen gebouwd, geflankeerd door de molen David aan de overzijde van de rivier. De molen moest in 1882 worden verkocht naar Uithuizermeeden omdat de toestemming om het water op de Pekel A te lozen kwam te vervallen.
Het dijkrecht van Winschoten werd vanaf 1853/54 beschouwd als een zelfstandig waterschap en trad in 1864 toe tot het boezemwaterschap Reiderland, waarvan het voortaan het zesde onderdeel vormde. De poldermolens werden later vervangen door gemalen. Het Stoomgemaal Winschoten uit 1876 is intact gebleven en heeft nu een museale functie.
Op het grondgebied van Winschoten ontstonden verder de waterschappen Emergo (1904) en Veen van Oudewerf (1908), die later opgingen in de waterschappen Scholtenspolder (1955) en Ensemble (1931). Dit laatste waterschap werd in 1967 samengevoegd met het waterschap Oldambt. De rest van grondgebied van Winschoten ging op in het nieuwe boezemwaterschap Reiderzijlvest (1968) en maakt sinds 2000 deel uit van het waterschap Hunze en Aa's.

## Indeling

### Historisch
Het kerspel Winschoten bestond In 1564 uit vier buurtschappen, namelijk Oostereinde (Oester Ende), Bovenburen (Bovenbueren), Zuiderveen (Suetpheen) en 't Ronde Loeg (dat Ronde loech geheeten die Haffelt), dat is het centrum rond de Marktpleinkerk. De voormalige dorpskerk van Sint-Vitusholt werd tot het Zuiderveen gerekend. Later werden afzonderlijke wijken, kluften of buurtgilden gevormd, die onder het gezag van kluftmeesters stonden.
In 1710 werd onderscheid gemaakt tussen de volgende wijken en buurten in het kerspel Winschoten:
|                  | Binnen Winschoten                                                    | Buiten Winschoten                                                  |
| ---------------- | -------------------------------------------------------------------- | ------------------------------------------------------------------ |
| De oudste kluft  | Op de Venne Langestraat                                              | Zuiderveen Sint-Vitusholt Molenhorn Bij de Tichelwerken (Hoogklei) |
| De jongste kluft | Torenstraat Wevershorn Blijhamsterstraat De straat naar de Molenberg | Bovenburen Oostereinde Winschoterzijl Winschoterhogebrug           |

In 1722 werden de buurten binnen Winschoten opnieuw ingedeeld, waarbij een handvol kleinere buurten bij het dorpscentrum werd gevoegd.:
- Noordergilde of Hoogemolengilde (met Binnenvenne, Buitenvenne en Molenhorn)
- Wittevrouwengilde (Langestraat)
- Toorngilde (met Wevershorn, Moeskerhorn en Winschoterzijl)
- Zuiderkluft (Blijhamsterstraat)

Sint-Vitusholt en Bovenburen bleven nog lang hun eigen buurtgilde houden. In de 19e eeuw waren er ook afzonderlijke buurtgilden te Hessenbril en Oostereinde (opgericht in 1823).
De Moeshorn of Moushörn (het noordwestelijke deel van de Langestraat) en de Wevershorn (ten oosten van de Hervormde Kerk) staan nog steeds als zodanig bekend. De Molenhorn gaf zijn naam aan een verpleeghuis.
De vesting Winschoten had in 1672 drie poorten: de Groninger Poort, de Zijlpoort en de Blijhamsterpoort. Verder waren er negen bolwerken met de namen Rabenhaupt, Coningsmarck, Sichvoordich, Bleijhamster, Scherpenhoek, ‘t Hooge, Wintmeulens, Groninger en Ooster (bolwerk).

### Huidige wijken en buurten
1. Winschoten Centrum
2. Zeeheldenbuurt
3. Winschoten Noord (Parkwijk)
4. Winschoten Zuid
5. Udesweg Zuid
6. Winschoten Grintweg (Kloostervallei)
7. Winschoten Bomenbuurt
8. Winschoten Sint Vitusholt (Lanengebied)
9. Winschoten Industriegebied.

## Bevolkingsontwikkeling
Winschoten kende tijdens haar bestaan als gemeente een grote groei, mede door de komst van industrievestigingen. De groei werd echter tot staan werd gebracht in 1980. Sindsdien wordt de stad gekenmerkt door een dalend bevolkingsaantal.

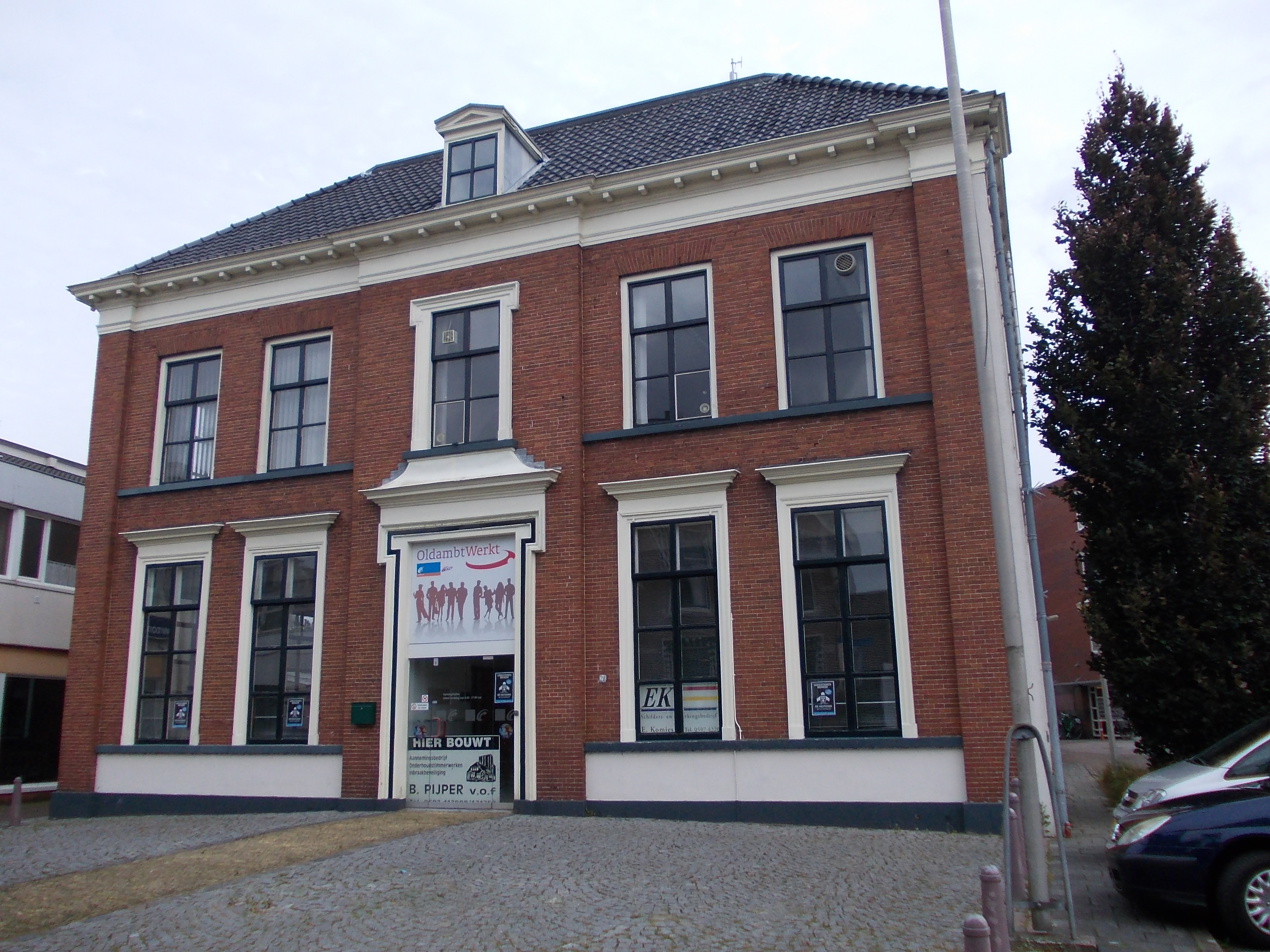
Eerste stadhuis van Winschoten

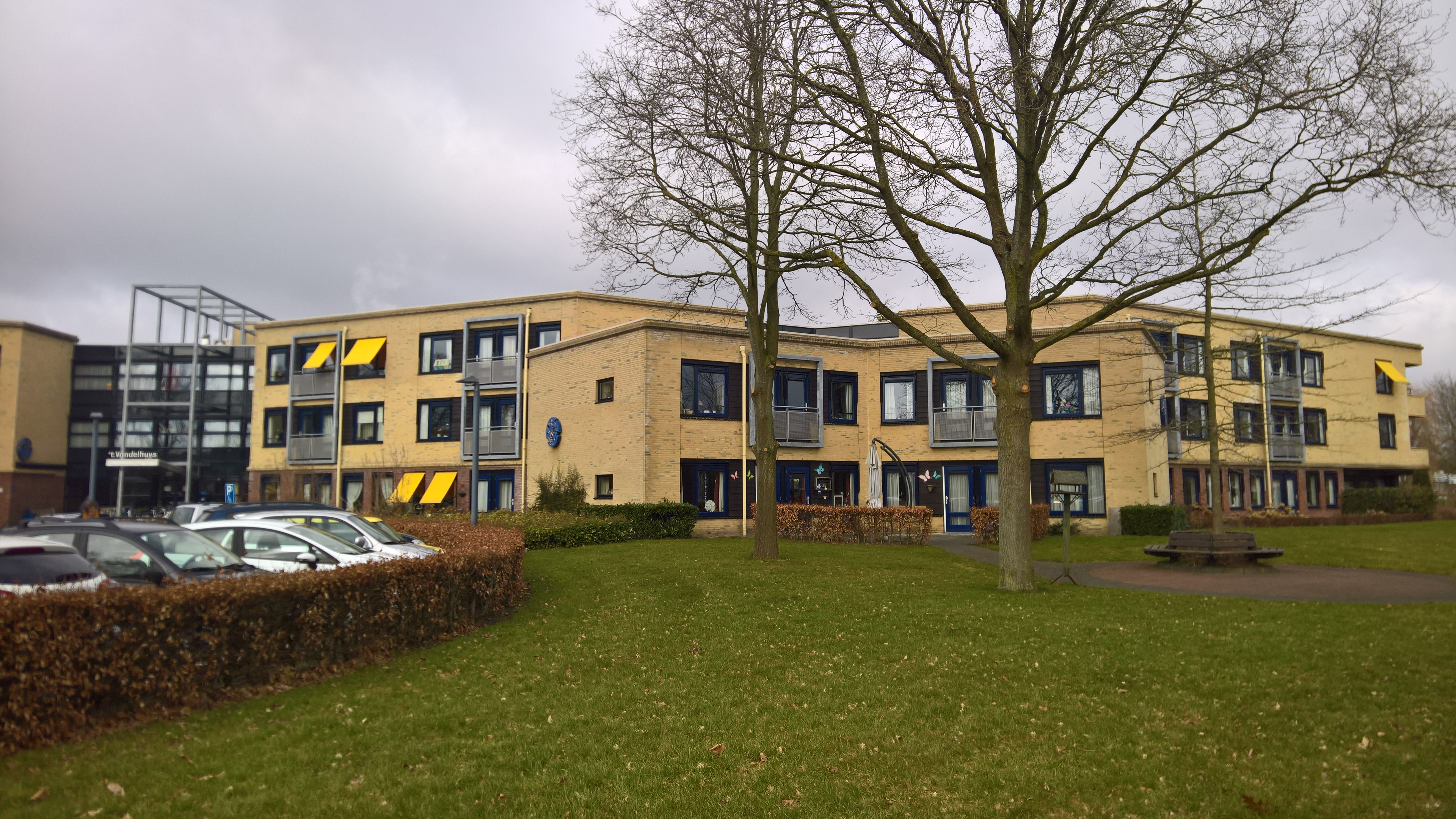
Zorgcentrum Vondelhuys in Winschoten Zuid

| Bevolkingsontwikkeling tussen 1795 en 2023                          |
| ------------------------------------------------------------------- |
|                                                                     |
| ■ Data afkomstig van volkstellingen.nl ■ Data afkomstig van het CBS |

| 1795  | 1805  | 1815  | 1829  | 1839  | 1849  | 1859  | 1869  | 1879  | 1889  | 1899  | 1909   | 1920   | 1930   | 1947   | 1960   | 1971   | 1975   | 1980   | 1990   | 1995   | 2000   | 2005   | 2010   | 2015   | 2020   | 2023   |
| ----- | ----- | ----- | ----- | ----- | ----- | ----- | ----- | ----- | ----- | ----- | ------ | ------ | ------ | ------ | ------ | ------ | ------ | ------ | ------ | ------ | ------ | ------ | ------ | ------ | ------ | ------ |
| 1.952 | 2.228 | 2.678 | 3.229 | 3.578 | 4.123 | 4.972 | 5.547 | 6.640 | 7.815 | 9.668 | 11.202 | 12.855 | 13.342 | 15.784 | 16.464 | 17.785 | 19.484 | 21.101 | 19.380 | 18.740 | 18.596 | 18.460 | 18.300 | 18.045 | 18.105 | 18.147 |

### Bevolking centrum Winschoten
De wijk Centrum van Winschoten (postcode 9671) kent het volgende verloop van het aantal inwoners:
- 1995 - 4.020 inwoners
- 2000 - 4.010
- 2005 - 4.120
- 2010 - 4.090
- 2015 - 4.110
- 2019 - 4.185
- 2020 - 4.185
- 2021 - 4.230
- 2022 - 4.290
- 2023 - 4.425

Het centrum van Winschoten is door toevoegingen van woningen gegroeid in aantal inwoners.

### Bevolking per postcodegebied in Winschoten (2020, 2021, 2022 en 2023)
- 9671 - Centrum, 4.150 inwoners (2020) 4.230 (2021) 4.290 (2022) 4.425 (2023)
- 9672 - Noordoost 480 inwoners (2020) 470 (2021) 475 (2022) 480 (2023)
- 9673 - Zuid 3.220 inwoners (2020) 3.215 (2021) 3.190 (2022) 3.180 (2023)
- 9674 - Zuidwest 3.100 inwoners (2020) 3.040 (2021) 3.035 (2022) 3.065 (2023)
- 9675 - Noord 7.155 inwoners (2020) 6.990 (2021) 6.995 (2022) 7.045 (2023)

Totaal = 18.105 inwoners (2020) 17.945 (2021) 17.985 (2022) 18.195 (2023)
(Bron: CBS bevolking per viercijferige postcode 2020, 2021, 2022 en 2023)

## Openbaar vervoer

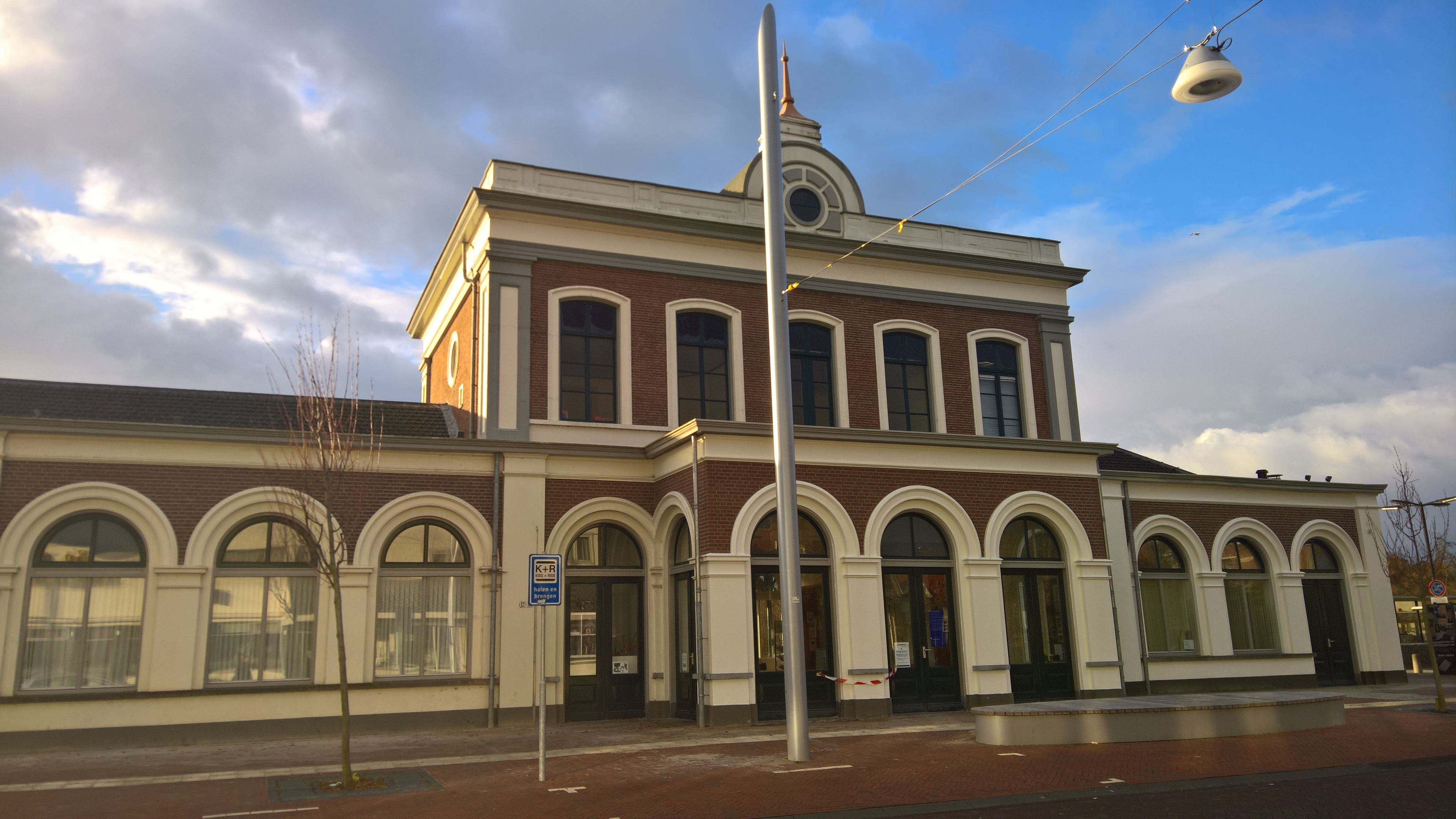
Front station Winschoten

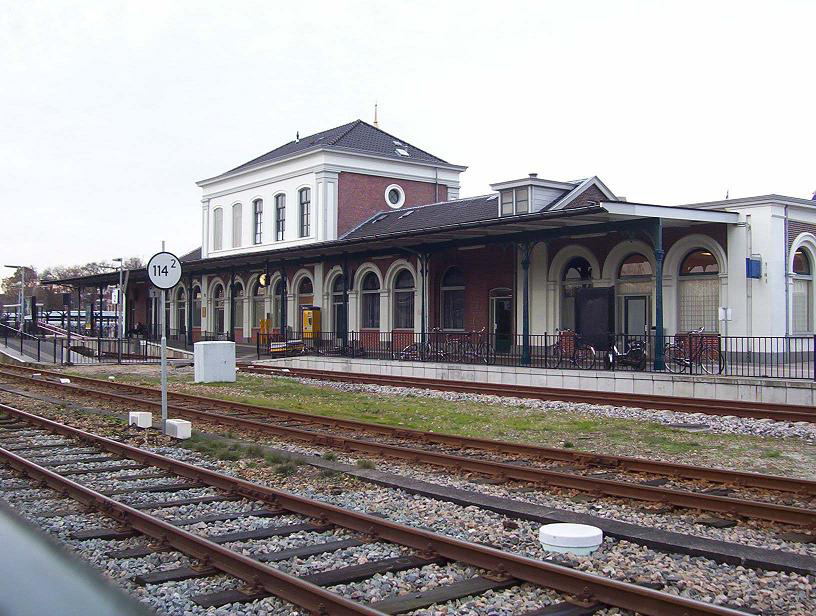
Station Winschoten

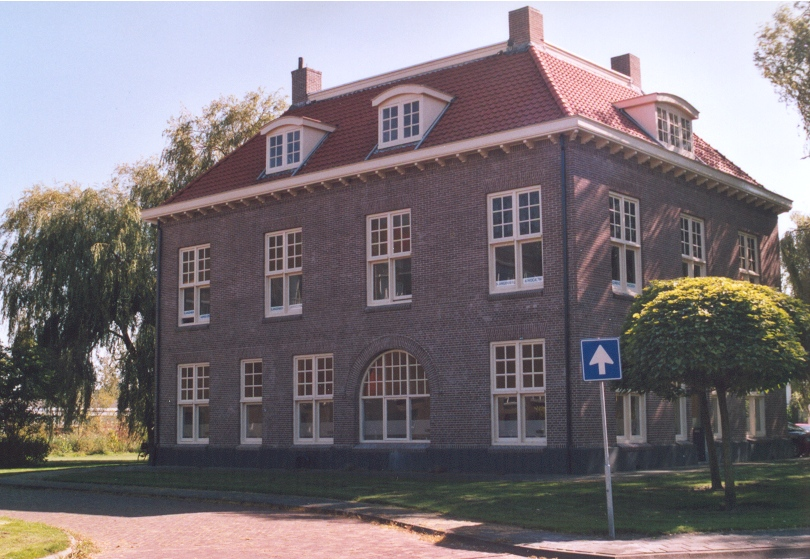
Het voormalig hoofdstation en hoofdkantoor van de trammaatschappij te Winschoten in 2004.

Winschoten heeft een spoorwegstation aan de spoorlijn Groningen - Bad Nieuweschans. De treinen worden geëxploiteerd door Arriva. Daarnaast heeft de stad een aantal busverbindingen, geëxploiteerd door Qbuzz en De Grooth Vervoer.
| Lijn | Route | Vervoerder      |
| ---- | --- | --------------- |
| 12   | Winschoten - Blijham - Bellingwolde - Klein Ulsda - Nieuweschans                                                                  | Qbuzz/De Grooth |
| 13   | Winschoten - Heiligerlee - Westerlee - Meeden - Muntendam - Veendam                                                               | Qbuzz           |
| 14   | Winschoten - Blijham - Wedderveer - Wedde - Veele - Vlagtwedde - Smeerling - Barlage - Onstwedde - Tange - Alteveer - Stadskanaal | Qbuzz/De Grooth |
| 17   | Winschoten - Beerta - Finsterwolde - Oostwold - Midwolda - Scheemda                                                               | Qbuzz/De Grooth |
| 23   | Winschoten - Pekela's - Veendam                                                                                                   | Qbuzz           |
| 24   | Winschoten - Pekela's - Stadskanaal - Nieuw Buinen - Borger - Papenvoort - Rolde - Assen                                          | Qbuzz           |
| 72   | Winschoten - Blijham - Vlagtwedde - Bourtange - Sellingen - Ter Wisch - Ter Apel - Weerdinge - Emmen                              | Qbuzz           |
| 119  | Winschoten - Heiligerlee - Scheemda - Nieuwolda - Wagenborgen - Farmsum - Delfzijl                                                | Qbuzz           |

Sinds 1966 had Winschoten een overdekt en afsluitbaar busstation bij het spoorwegstation. Dit werd gebouwd om de functies van busstation en stalling voor het toenmalige streekvervoerbedrijf GADO met elkaar te verenigen. Overdag ging het busstation open en waren er 15 perrons beschikbaar. 's Nachts konden er bussen parkeren; de stalling was dan afgesloten en verwarmd. Dit overdekte busstation, dat grensde aan het spoorwegstation, is inmiddels gesloopt en op de vrijgekomen plaats verscheen een busstation in de open lucht.

### Geschiedenis openbaar vervoer
Winschoten was aan het eind van de 19e en het begin van de 20e eeuw een heuse tramstad. Door de Stoomtramweg-Maatschappij Oldambt - Pekela werd vanaf 1882 eerst de verbinding Winschoten – Beerta – Finsterwolde – Oostwold – Midwolda – Scheemda – Station Eexta gereden. Al in 1884 werd deze lijn opgeheven en in 1885 werd de lijn Winschoten – Oude Pekela – Nieuwe Pekela – Stadskanaal geopend. Deze reed tot 1935.
Vanuit Winschoten waren Delfzijl, Ter Apel en Bellingwolde bereikbaar met de trams van de Stoomtramweg-Maatschappij Oostelijk Groningen. De tramlijn liep aan de oostzijde van de stad, het hoofdstation van de maatschappij bevond zich aan de Wilhelminasingel in Winschoten. De eerste trams reden vanaf 1915 tussen Winschoten en Ter Apel, in 1917 kwam de lijn Winschoten naar Bellingwolde gereed en vanaf 1919 was ook de verbinding met Delfzijl gereed. Vanaf de vroege jaren dertig werd het reizigersvervoer per tram geleidelijk door busvervoer vervangen, maar in de Tweede Wereldoorlog keerden de trams tijdelijk terug. In 1950 reed de laatste goederentram naar Veele.
Hiermee kwam definitief een einde aan de Tram in het straatbeeld van Winschoten.

## Hoogbouw in Winschoten

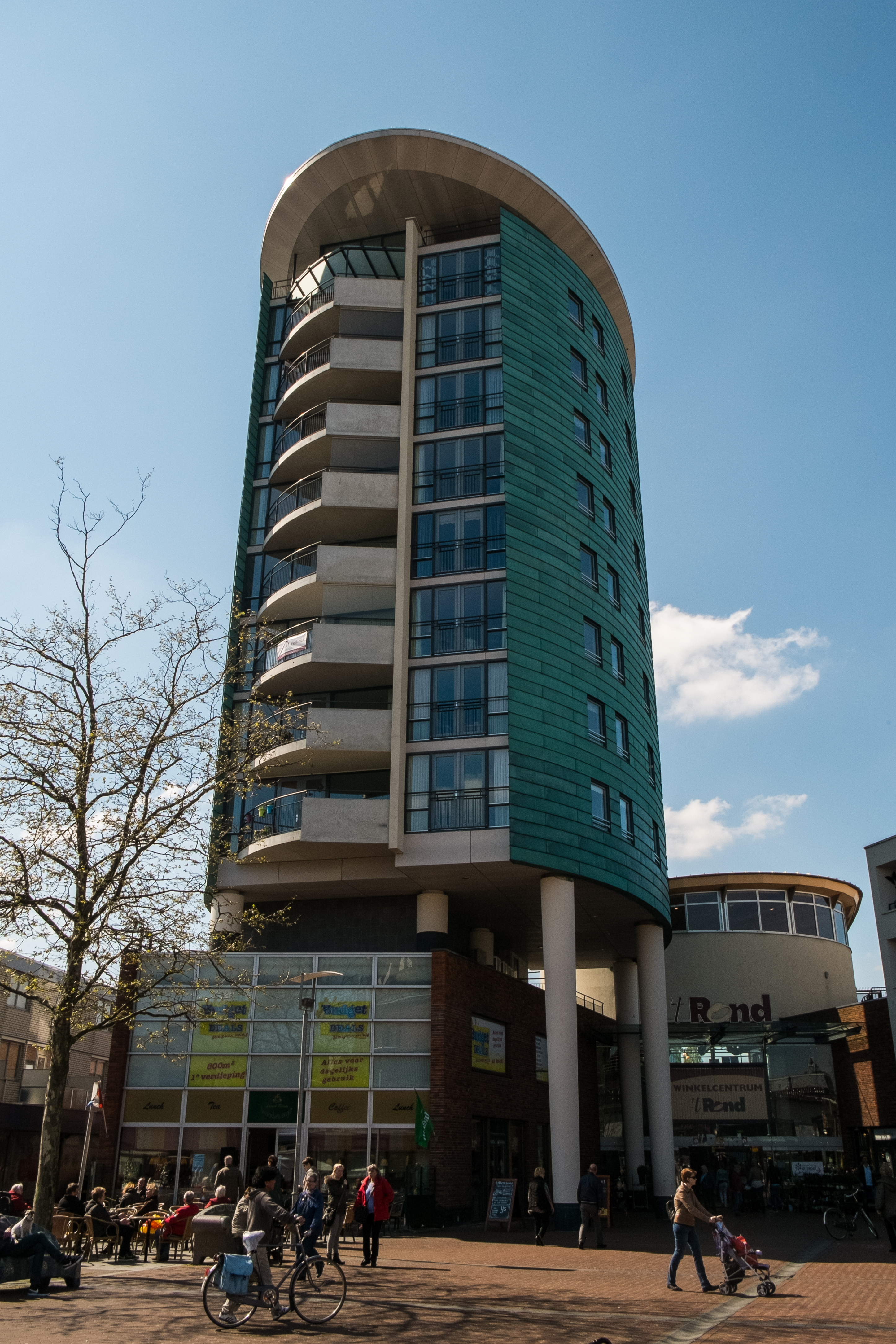
Winkelcentrum 't Rond aan de Venne is sinds 2002 het centrum van Winschoten voor grote winkelketens.

- 12 bouwlagen, toren winkelcentrum 't Rond
- 10 bouwlagen, voormalige zusterflat Sint Lucasziekenhuis
- 8 bouwlagen, Van Goghstate
- 8 bouwlagen, ABN-Amro-flat
- 8 bouwlagen, De Schutse (gesloopt)
- 8 bouwlagen, Wirzenheem (gesloopt)
- 7 bouwlagen, voormalige GAK-gebouw, Merwedestraat

## Gemeente Winschoten (1808-2009)
| Gemeentegrenzen Wijkgrenzen Buurtgrenzen Autosnelweg Secundaire weg Spoorweg |  |  | ██ Geselecteerde gemeente ██ Bebouwd gebied ██ Bos of park ██ Binnenwater, rivier of kanaal |

Winschoten en omgeving (2009)

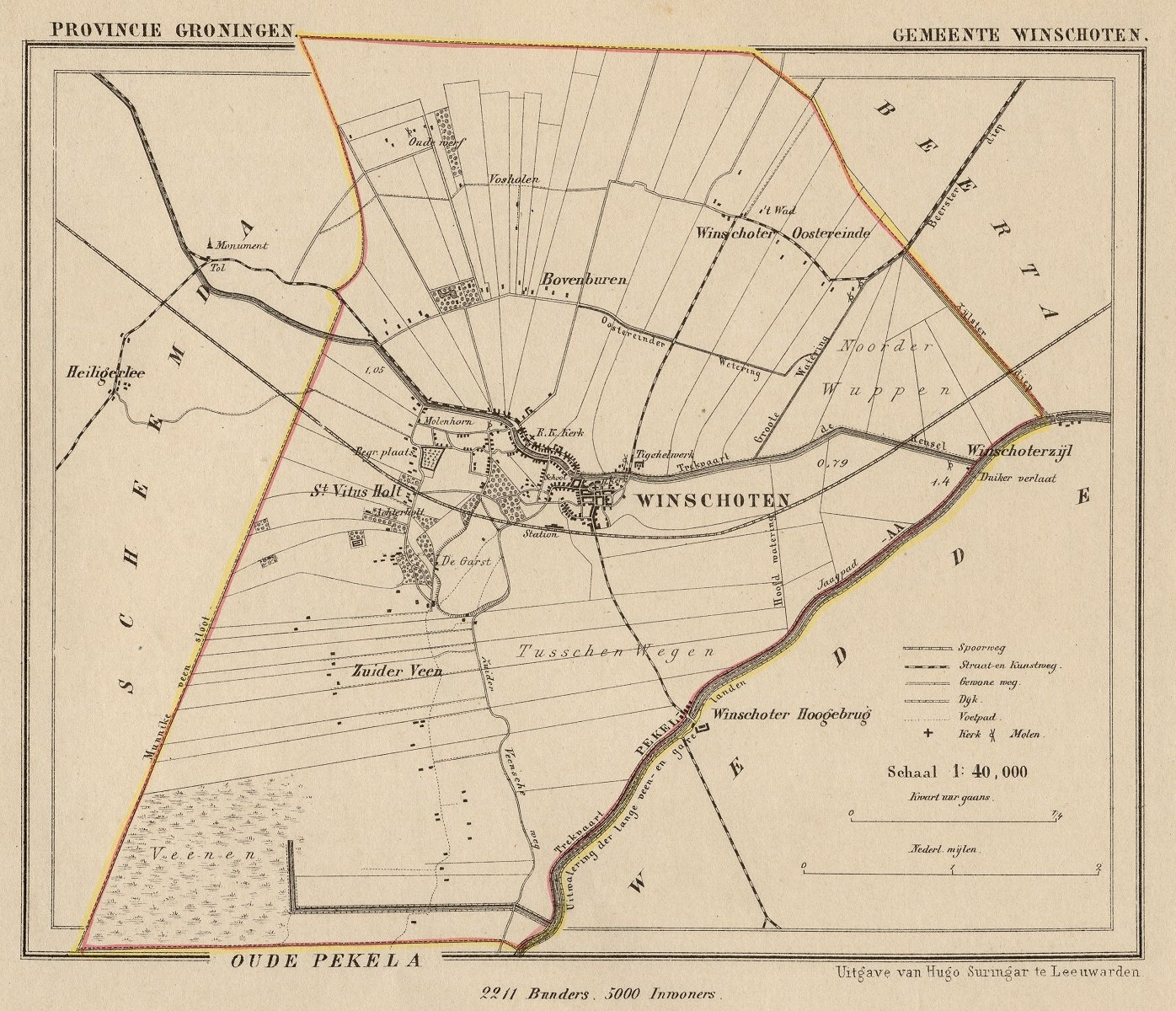
De gemeente Winschoten rond 1865.

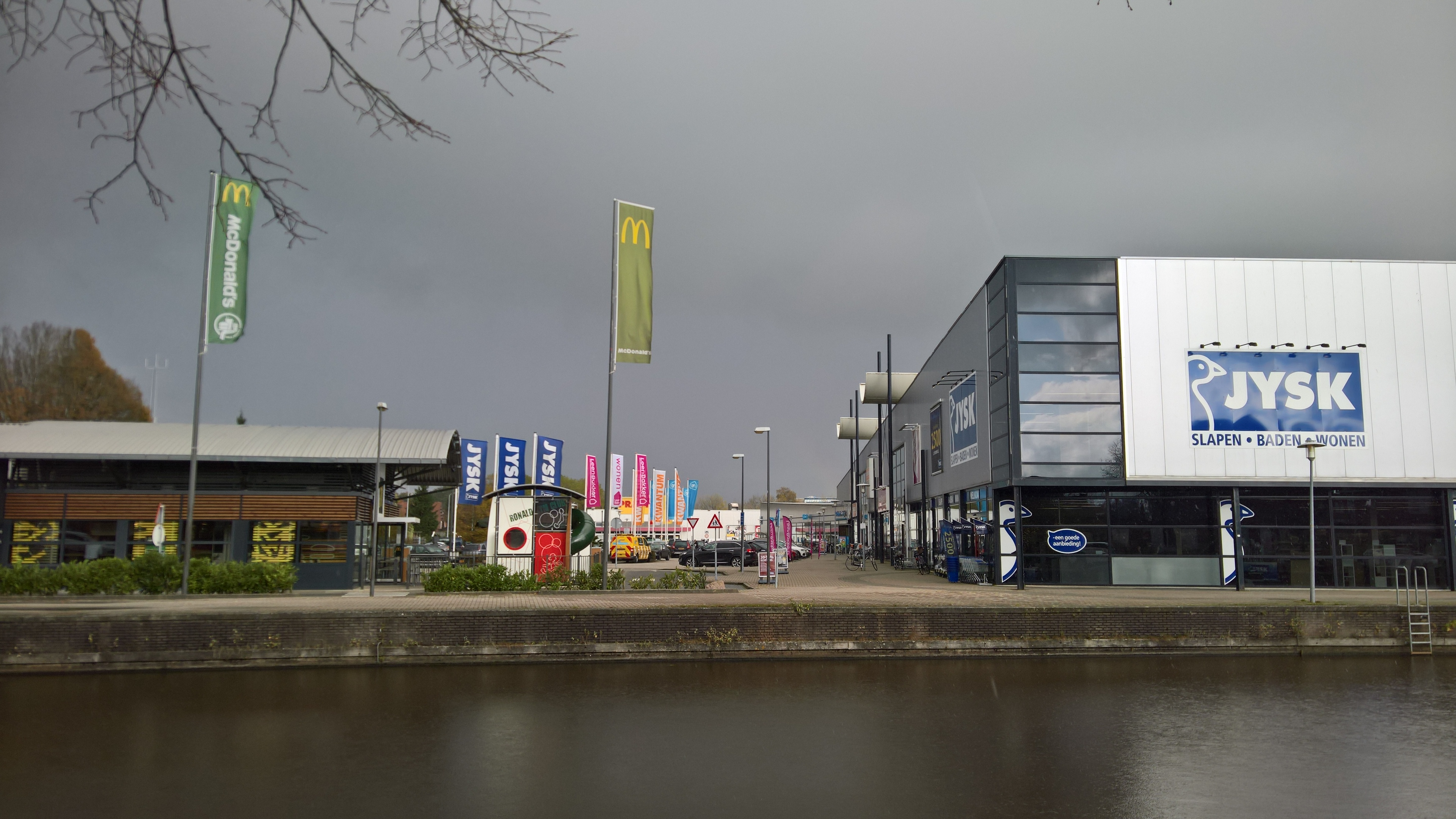
Posttil center in Winschoten

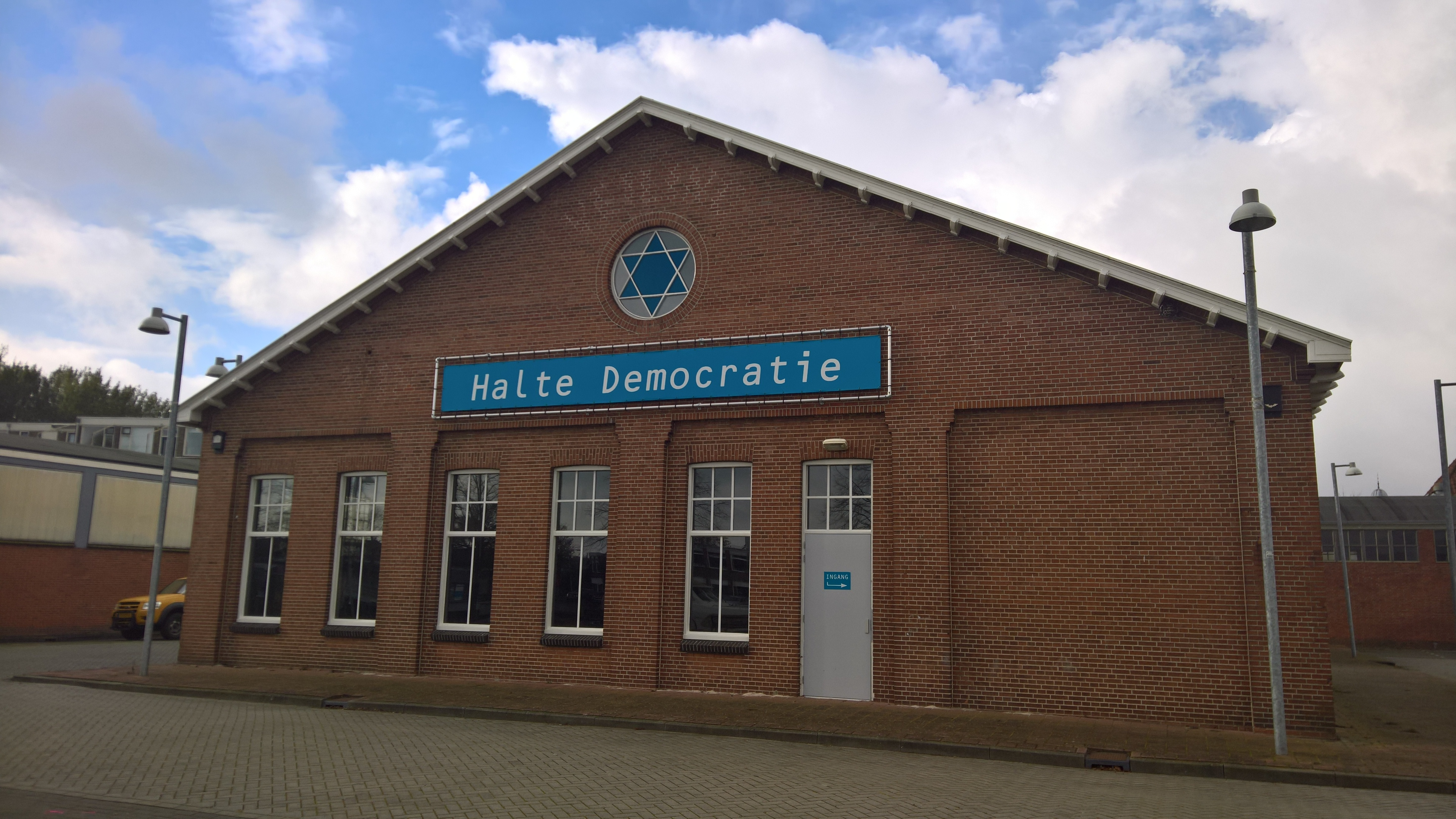
Halte Democratie, Raadszaal gemeente Oldambt aan de Tramhaven Winschoten

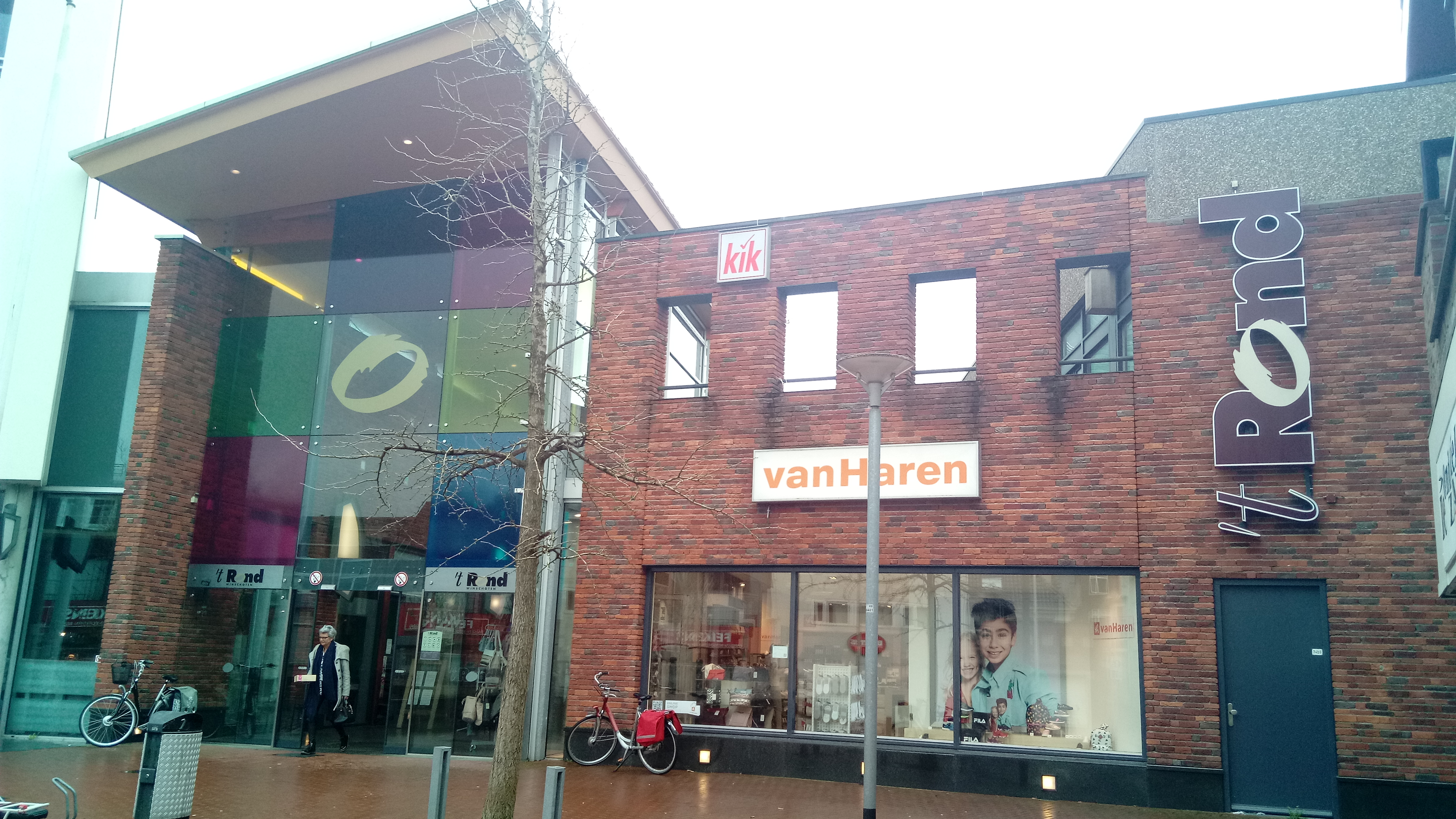
Entree overdekt winkelcentrum 't Rond

De voormalige gemeente Winschoten telde in 2009 18.298 inwoners (2009, bron: CBS) en besloeg een oppervlakte van 22,24 km², waarvan 0,58 km² water.
De gemeenten Winschoten, Scheemda en Reiderland fuseerden op 1 januari 2010 tot de gemeente Oldambt. De bevolking van de drie gemeenten heeft in een referendum voor deze naam gekozen. Oud-Winschoter Jan Mulder maakte 20 september 2008 op het gemeentehuis in Winschoten de keuze bekend.

## Oude kaarten
- De veenbouwten (veenakkers) tussen Zuiderveen en Bovenburen ten westen van Winschoten, 1710-1740
- Kaart van landen gelegen ten westen van de Pekel A tussen Pekela en Winschoterzijl, 1750-1800
- Kaart van de gemeente Winschoten met aanduiding van de verschillende grondsoorten, 1860
- Gemeente Winschoten, door C. Fehse, 1862
- Gemeente Winschoten, door J. Kuyper, 1866